# Limonest
Pour le gentilé homophone, voir Limon (Nièvre).
Limonest (/li.mɔ.nɛ/) est une commune française située dans la métropole de Lyon, en région Auvergne-Rhône-Alpes.
Ses habitants sont appelés les Limonois.

## Géographie

### Situation
La commune de Limonest, dont 65 % de la surface est en espace naturel, se trouve à 12 km au nord-ouest de Lyon, près de l'autoroute A6. Sa position sur les hauteurs de l'Ouest des Monts d'Or en fait un lieu privilégié.

### Communes limitrophes
| Lissieu  | Chasselay              | Poleymieux-au-Mont-d'Or   |
| Dardilly | Limonest               | Saint-Didier-au-Mont-d'Or |
|          | Champagne-au-Mont-d'Or |                           |

### Climat
Pour des articles plus généraux, voir Climat d'Auvergne-Rhône-Alpes et Climat du Rhône.
En 2010, le climat de la commune est de type climat océanique dégradé des plaines du Centre et du Nord, selon une étude du Centre national de la recherche scientifique s'appuyant sur une série de données couvrant la période 1971-2000. En 2020, Météo-France publie une typologie des climats de la France métropolitaine dans laquelle la commune est dans une zone de transition entre le climat semi-continental et le climat de montagne et est dans une zone de transition entre les régions climatiques « Bourgogne, vallée de la Saône » et « Nord-est du Massif Central ».
Pour la période 1971-2000, la température annuelle moyenne est de 10,8 °C, avec une amplitude thermique annuelle de 17,3 °C. Le cumul annuel moyen de précipitations est de 897 mm, avec 9,3 jours de précipitations en janvier et 7,4 jours en juillet. Pour la période 1991-2020, la température moyenne annuelle observée sur la station météorologique de Météo-France la plus proche, « Brindas », sur la commune de Brindas à 14 km à vol d'oiseau, est de 12,2 °C et le cumul annuel moyen de précipitations est de 717,6 mm,. Pour l'avenir, les paramètres climatiques de la commune estimés pour 2050 selon différents scénarios d'émission de gaz à effet de serre sont consultables sur un site dédié publié par Météo-France en novembre 2022.

## Urbanisme

### Typologie
Au 1er janvier 2024, Limonest est catégorisée ceinture urbaine, selon la nouvelle grille communale de densité à sept niveaux définie par l'Insee en 2022. Elle appartient à l'unité urbaine de Lyon, une agglomération inter-départementale regroupant 123  communes, dont elle est une commune de la banlieue,,. Par ailleurs la commune fait partie de l'aire d'attraction de Lyon, dont elle est une commune de la couronne,. Cette aire, qui regroupe 397 communes, est catégorisée dans les aires de 700 000 habitants ou plus (hors Paris),.

### Occupation des sols
L'occupation des sols de la commune, telle qu'elle ressort de la base de données européenne d’occupation biophysique des sols Corine Land Cover (CLC), est marquée par l'importance des territoires artificialisés (40,9 % en 2018), en augmentation par rapport à 1990 (31,9 %). La répartition détaillée en 2018 est la suivante : 
zones urbanisées (29,4 %), forêts (24,1 %), zones agricoles hétérogènes (20,1 %), prairies (14,8 %), zones industrielles ou commerciales et réseaux de communication (8,8 %), mines, décharges et chantiers (2,7 %). L'évolution de l’occupation des sols de la commune et de ses infrastructures peut être observée sur les différentes représentations cartographiques du territoire : la carte de Cassini (XVIIIe siècle), la carte d'état-major (1820-1866) et les cartes ou photos aériennes de l'IGN pour la période actuelle (1950 à aujourd'hui).

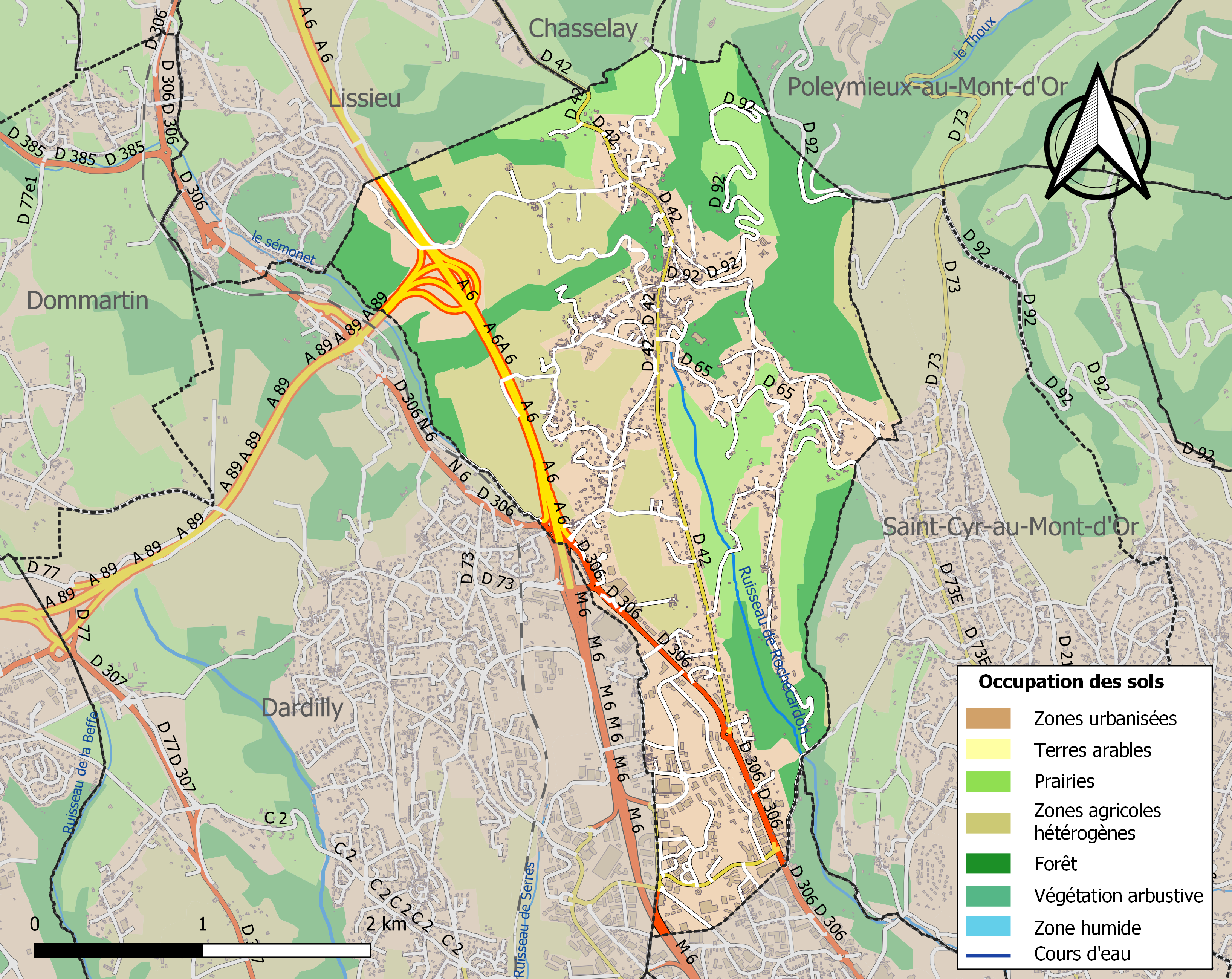
Carte des infrastructures et de l'occupation des sols de la commune en 2018 (CLC).

### Habitat et logement
En 2018, le nombre total de logements dans la commune était de 1 653, alors qu'il était de 1 397 en 2013 et de 1 125 en 2008.
Parmi ces logements, 89,7 % étaient des résidences principales, 3,3 % des résidences secondaires et 7 % des logements vacants. Ces logements étaient pour 57,6 % d'entre eux des maisons individuelles et pour 42,1 % des appartements.
Le tableau ci-dessous présente la typologie des logements à Limonest en 2018 en comparaison avec celle du Rhône et de la France entière. Une caractéristique marquante du parc de logements est ainsi une proportion de résidences secondaires et logements occasionnels (3,3 %) supérieure à celle du département (3,2 %) et à celle de la France entière (9,7 %). Concernant le statut d'occupation de ces logements, 60 % des habitants de la commune sont propriétaires de leur logement (64,4 % en 2013), contre 48,4 % pour le Rhône et 57,5 pour la France entière.
| Typologie                                               | Limonest | Rhône | France entière |
| ------------------------------------------------------- | -------- | ----- | -------------- |
| Résidences principales (en %)                           | 89,7     | 89,5  | 82,1           |
| Résidences secondaires et logements occasionnels (en %) | 3,3      | 3,2   | 9,7            |
| Logements vacants (en %)                                | 7        | 7,3   | 8,2            |

### Voies de communication et transports

#### Transports en commun routiers
- La ligne  des TCL en provenance de la gare de Lyon-Vaise dans le 9e arrondissement de Lyon via Champagne-au-Mont-d'Or traverse Limonest du sud au nord. Elle emprunte la RD 306 (ex-RN 6), la RD 42 constituée par la route du Puy d'Or, l'avenue du Général de Gaulle et la route de Bellevue. Le parcours sur la commune comprend 13 arrêts, le terminus étant fixé au cimetière de Limonest sauf pour les services qui font terminus à la gare de Saint-Germain-au-Mont-d'Or.
- La ligne  dessert trois arrêts dont le terminus à Limonest Puy d'Or en empruntant la RD 306 (ex-RN 6), depuis le 29 août 2011.
- Les lignes   desservent la zone d'activités Techlid au sud de la commune, depuis août 2020
- La ligne  relie la gare de Vaise à Lissieu en empruntant la RD 306 au sud de la commune, depuis le 8 juillet 2013.

En outre, la ligne 118 des cars du Rhône, qui relie la gare de Lyon-Vaise à Villefranche-sur-Saône, dessert l'arrêt La Gabrielle au sud de la commune.

## Histoire

### Présentation géographique
Le territoire de Limonest (9 km2) est étiré du nord au sud sur environ 5 kilomètres mais c'est dans le sens ouest-est, d'une largeur variable autour de 2 km, que l'on trouve l'explication de son relief étagé entre 275 et 602 mètres. La commune est située à la retombée occidentale du massif calcaire des monts d'Or. Les couches géologiques qui constituent ce dernier présentent une forte dissymétrie du fait de son basculement vers l'est en direction de la Saône. Elles se succèdent ainsi par leur tranche et sont étagées d'ouest en est depuis le socle cristallin du Massif Central jusqu’au Lias ou Jurassique moyen en passant par le Trias et le Jurassique inférieur. Les géographes désignent ce type de relief sous le nom de cuesta. La partie abrupte, qui seule concerne Limonest, en constitue le revers par rapport à la surface tabulaire régulièrement inclinée vers l’est.

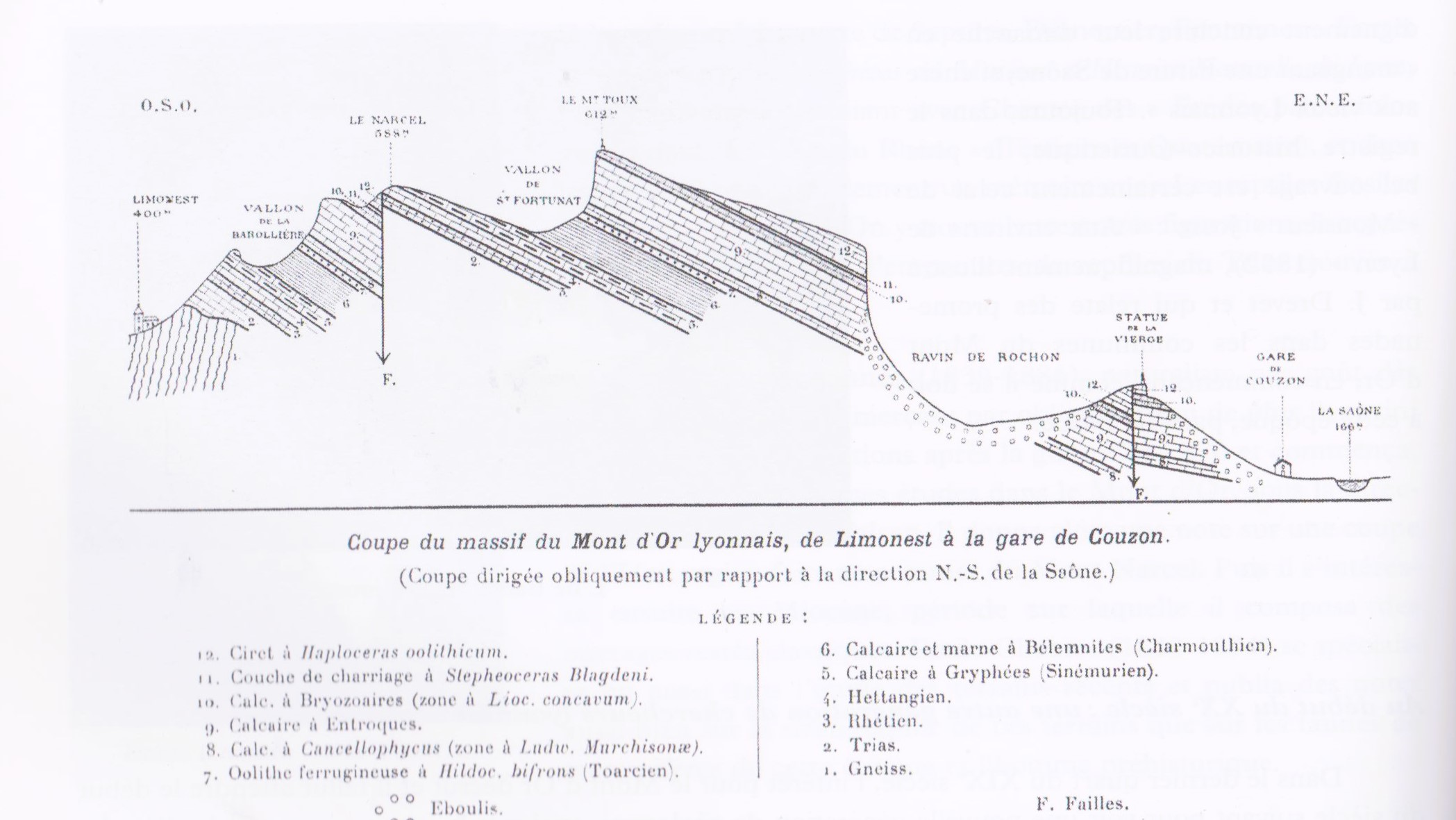
Coupe géologique des monts d'Or.

Cependant, pour une étude plus détaillée, il convient d'ajouter que ce massif des monts d'Or est accidenté d'une faille d'orientation sud-ouest/nord-est. Il est ainsi partagé entre deux écailles. À l'ouest, la crête des Roches qui culmine à 555 mètres et se prolonge vers le nord par le bois de la Glande sur la commune de Chasselay est un détail de la première qui culmine au mont Verdun à 626 mètres sur la commune de Poleymieux. Lui succède, à l'est, l'écaille du mont Thoux (611 m) sur la commune de Saint-Didier-au-Mont-d'Or dont le mont Narcel à 589 mètres est une sorte d'antécime.

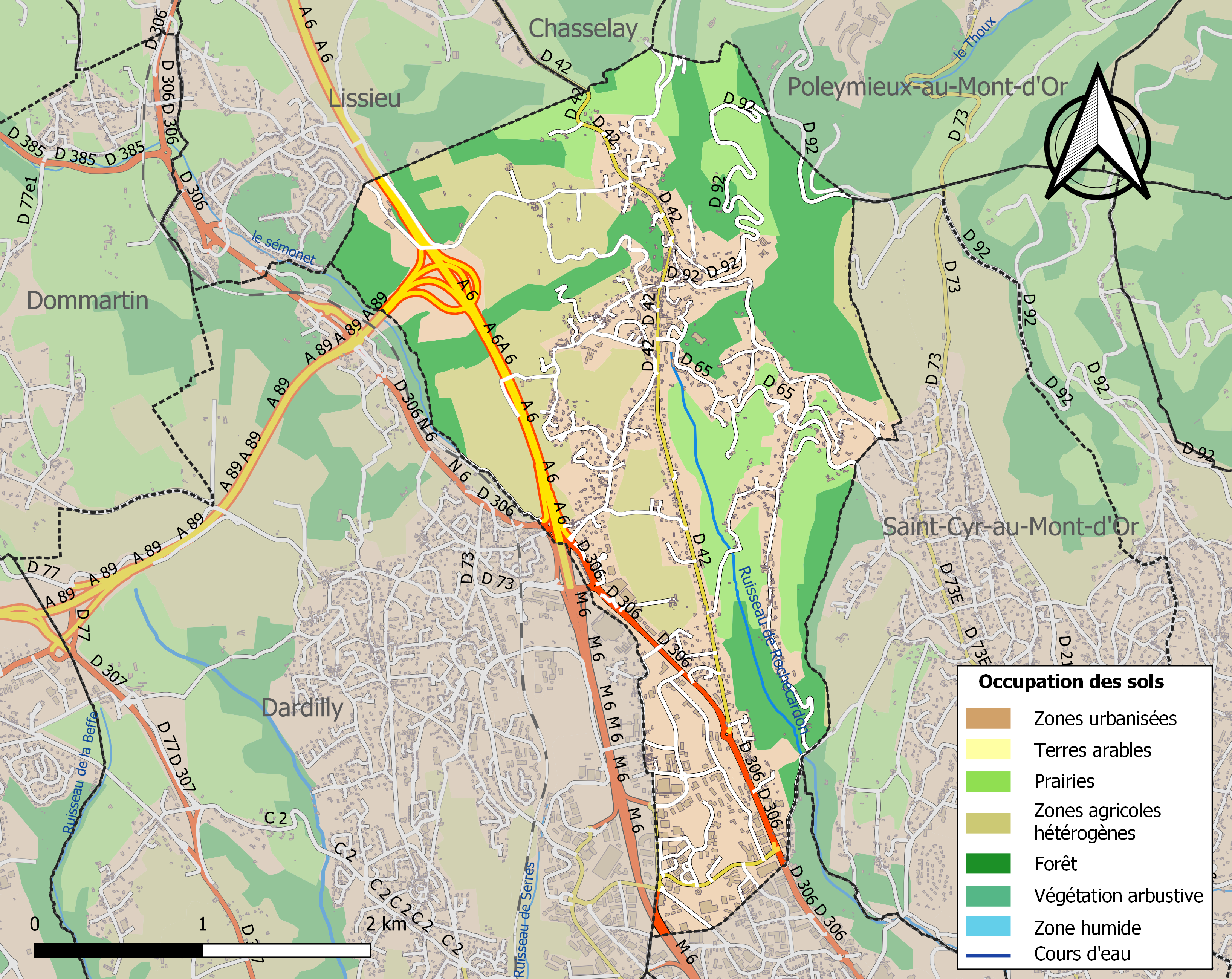
Répartition du sol de la commune.

De ce relief découlent un certain nombre de traits caractéristiques de la commune. Les parties les plus abruptes (crête des Roches, base du mont Narcel) ont échappé au défrichement et ont conservé leur revêtement boisé. Il n'y a de véritable réseau hydrographique que dans la dépression qui isole les monts d'Or de l'ouest du département, le drainage étant assuré dans la partie nord par le Sermonnet, affluent de l'Azergues et dans la partie sud par le ruisseau de Rochecardon qui va se jeter dans la Saône dans le quartier lyonnais de Vaise. Le trafic routier nord-sud d'importance nationale voire internationale est canalisé dans cette même dépression : l'autoroute du Soleil (A6) a doublé la route nationale 6 (RN6) renommée D 306. Quant à la traversée des monts d'Or, d'ouest en est, elle s'opère par la D 92 qui se glisse entre les deux écailles des monts Verdun et Thoux. Les militaires ont tiré parti de cette topographie : le fort du mont Verdun était la pièce maîtresse du système de défense au nord de la ville de Lyon. Il était flanqué d'une simple batterie sur la crête des Roches.

### Les anciens châteaux

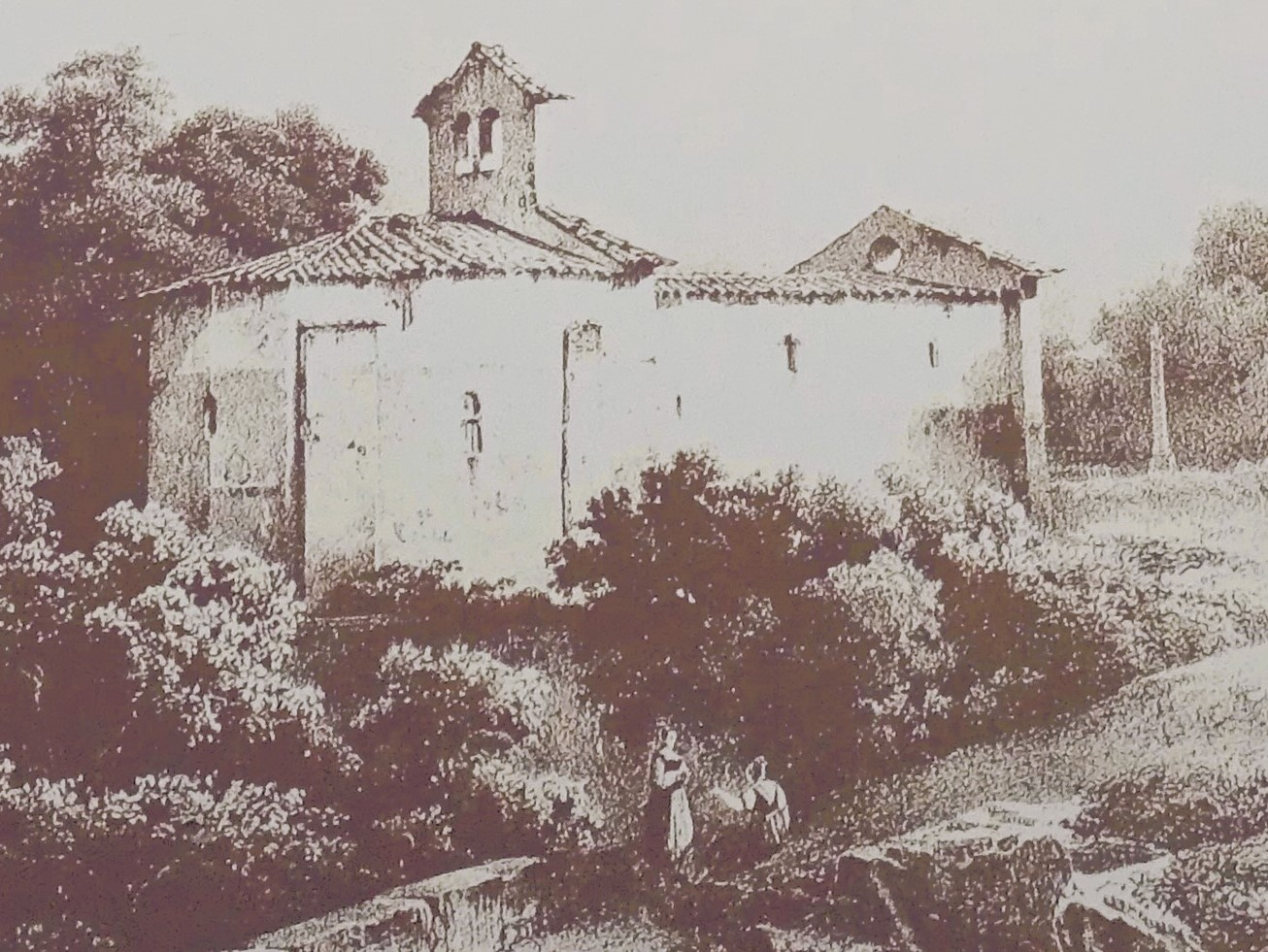
Ancienne gravure de la chapelle Saint-André-du-Coing.

Bien qu’en position géographiquement marginale, le hameau de Saint-André mérite une mention spéciale. Il a sans doute perdu son château reconstruit sur la commune de Saint-Didier-au-Mont-d'Or mais il a conservé sa chapelle qui a pu être la première église paroissiale. Surtout, le nom de Limonest figure dans les titres de ses anciens seigneurs (vers 1680 c'est la famille Vande). Du fait de son ancienneté, il en a acquis un caractère vénérable qui lui a valu de devenir l'éponyme de la commune. Les origines du château de la Barollière remontent aux XIVe et XVe siècles. Il a vu se succéder de nombreux propriétaires mais reste dans les mêmes mains depuis 1810. Il surplombe le vallon auquel il a donné son nom perché sur sa haute terrasse. Sa large façade est cantonnée d'élégantes tourelles carrées coiffées de toitures en pavillon couvertes d'ardoise. Face à son classicisme le château de la Rousselière dans le secteur de Saint-André, aussi vénérable par son ancienneté, inspire des sentiments romantiques. Il a subi peu de transformations depuis le XVIIe siècle. Côté sud, on accède à la cour par un portail en retrait ouvert d'un arc en plein cintre défendu par une bretèche mais on peut aussi pénétrer dans la partie droite de la façade, aux nombreuses fenêtres à meneaux, par une élégante porte couverte d'un arc surbaissé mouluré reposant sur deux culots sculptés aux armes d’anciens propriétaires. L'ensemble est dominé par une tour polygonale qui abrite un escalier à vis. Vers l'est, le corps de logis semble défendu par deux tours engagées. Au nord-est, une tourelle ronde en encorbellement couverte d'une poivrière veille sur la croisée des chemins. Son seul nom très à la mode au XVIIIe siècle permet de connaître la période de construction du château de Sans-Souci par une famille d'échevins lyonnais. Les apparences peuvent être trompeuses car les toitures ont été refaites au XIXe siècle alors qu'il était devenu la propriété des Roux de Bézieux (on reconnaîtra au passage le nom d'un des dirigeants du Medef). La façade orientée au sud présente deux pavillons coiffés d'une haute toiture enserrant un étroit corps de bâtiment. La façade ouest domine le cours du ruisseau de la Bruyère avec son étang. 

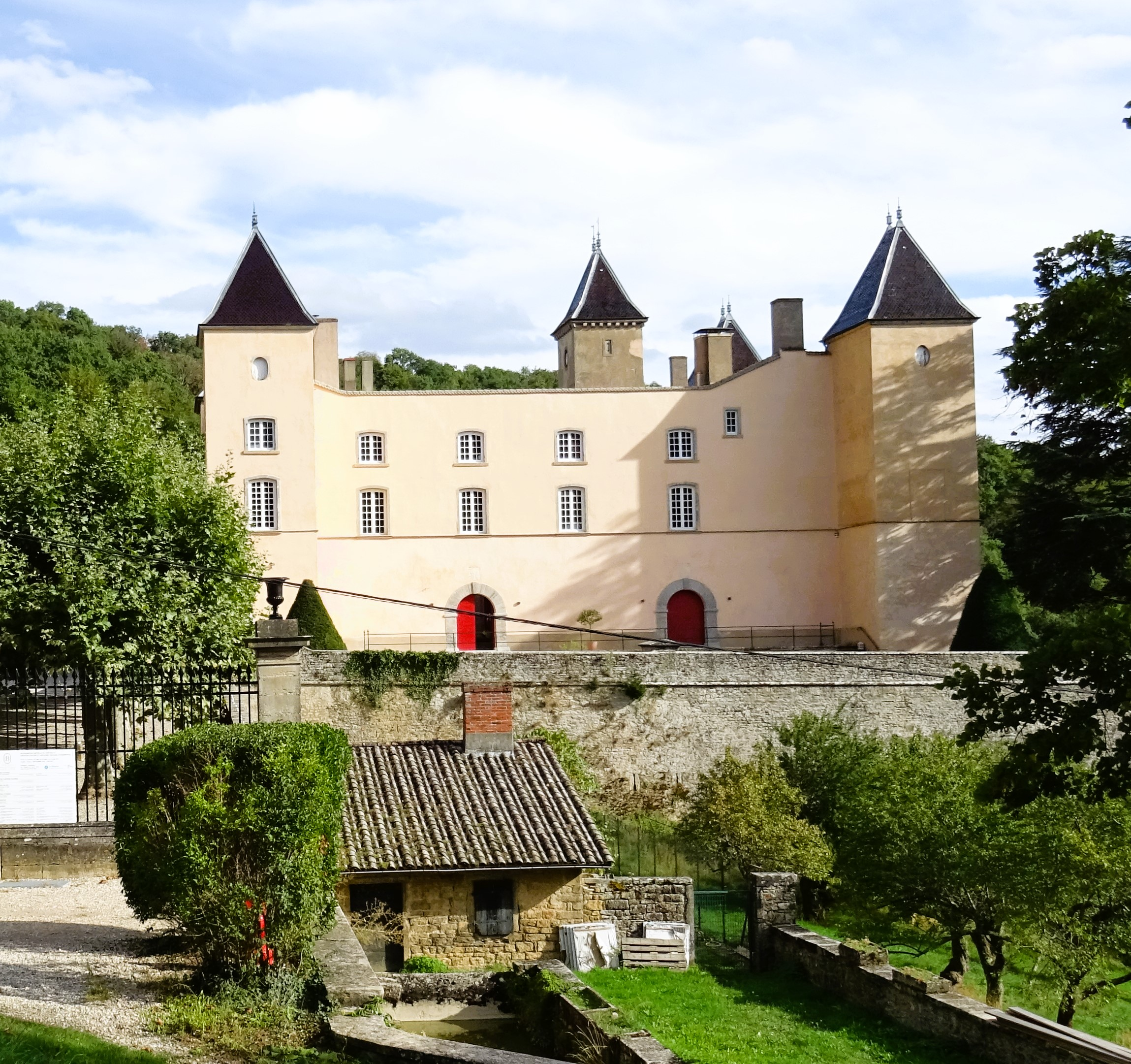
Château de la Barollière.
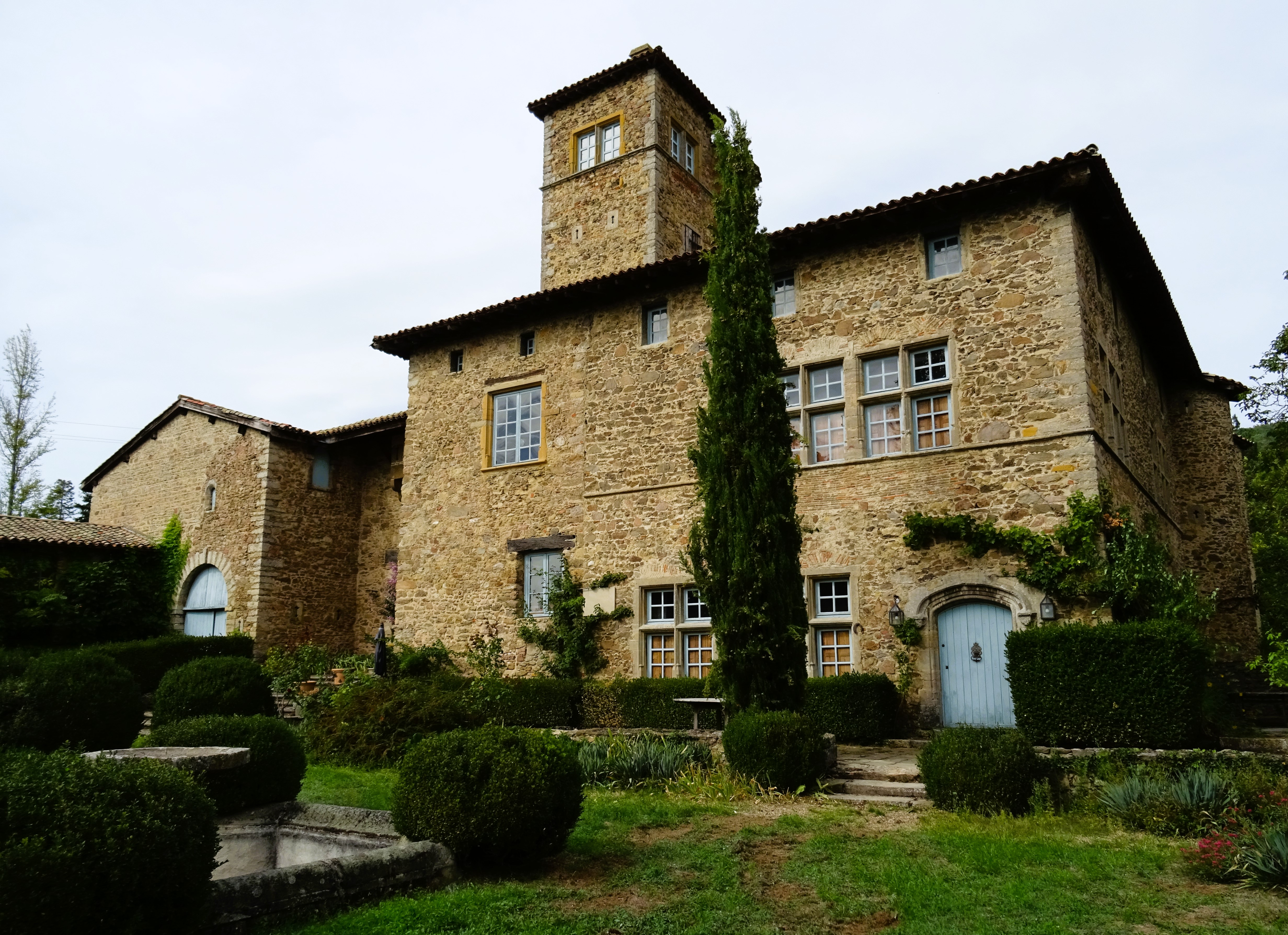
La Roussellière vue d'ensemble.
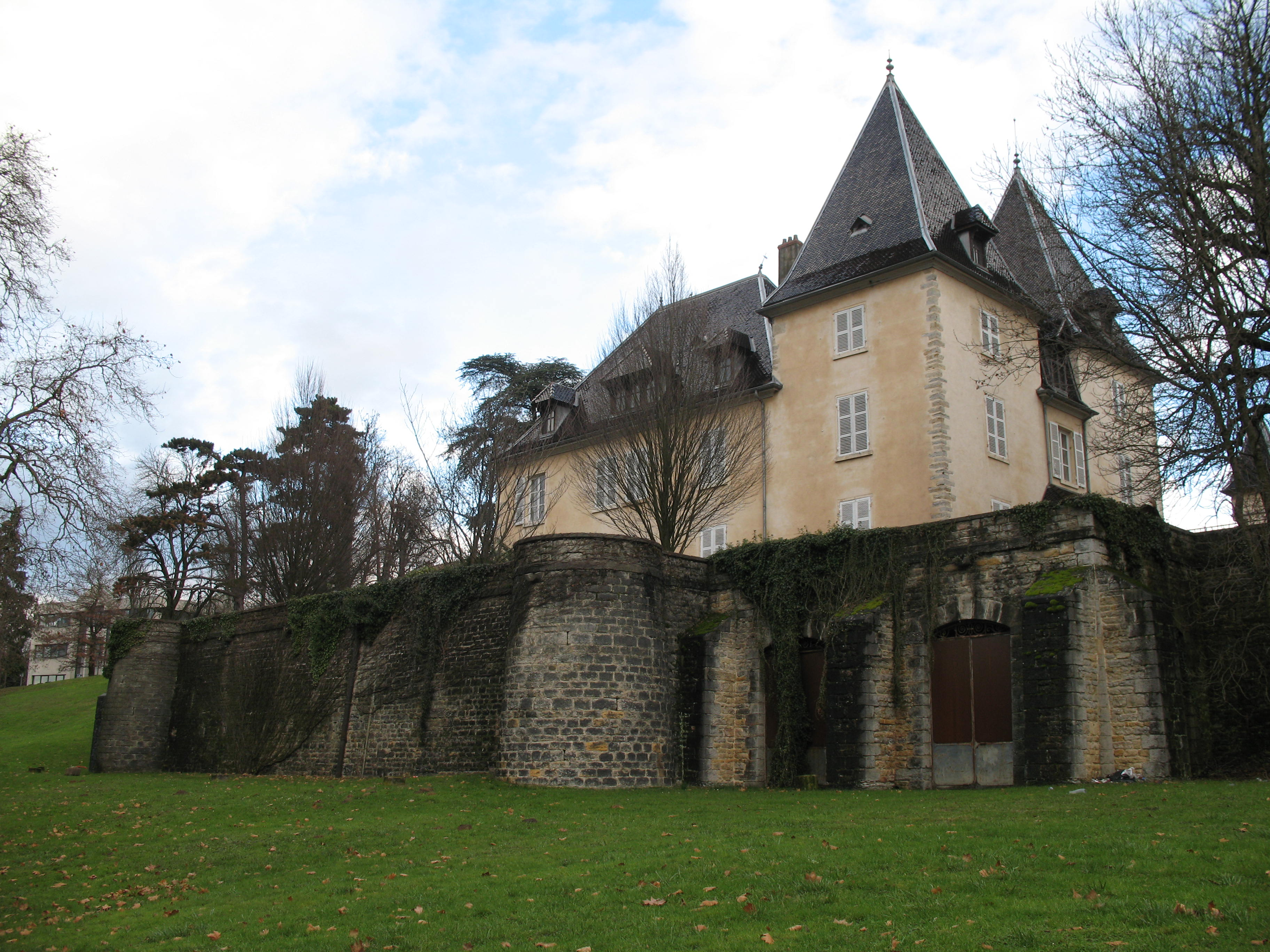
Château de Sans Souci.
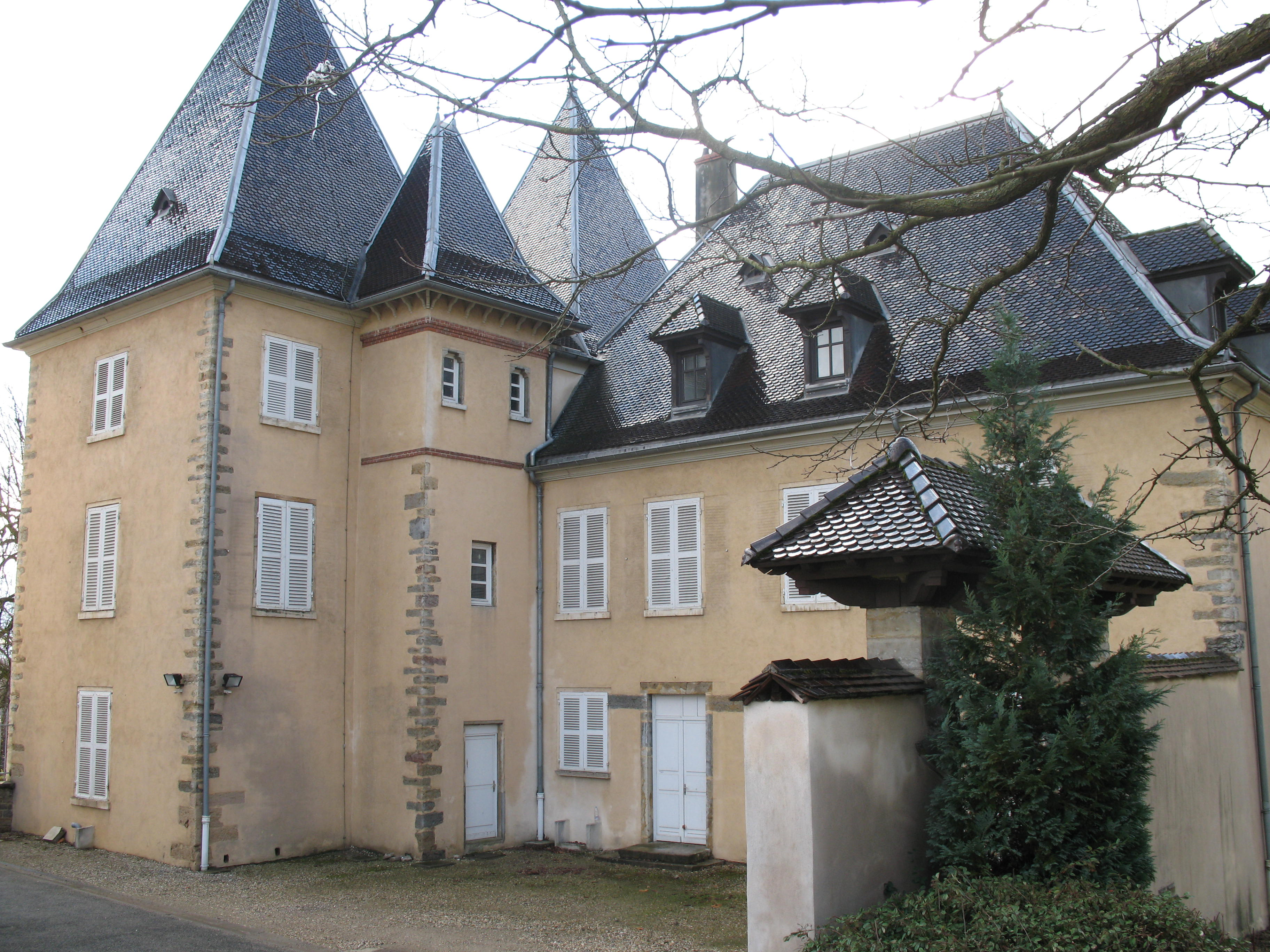
Château de Sans Souci.

#### La vie quotidienne aux anciens temps
S'il est une ancienne fonction dont les Limonois ne regrettent pas l'abandon, c'est bien celle de passage. L’ouverture de l'itinéraire de contournement de la RN6 puis celle de l'autoroute du soleil les ont libérés du grand trafic. Selon les règles habituelles, la route de Paris vers la Provence, pour éviter tout détour, était tracée selon la ligne droite, longeant de ce fait au plus près le massif des monts d'Or. C'était au prix d'une assez rude montée puisqu'à Montluzin, en limite nord de la commune, l'altitude n'est que de 216 mètres alors que le basculement vers le sud, à Bellevue, est de 417 mètres. La descente en direction de Lyon est certes plus progressive puisque l'on atteint les 300 mètres à la sortie sud. L'avantage de cet itinéraire était aussi dans la topographie : on est comme sur une levée régulière de terre entre les ruisseaux du Sermonnet à l'ouest et du Rochecardon à l'est. Cette route avait été aménagée avec le plus grand soin de 1749 à 1751 entre Champagne et Limonest, de 1785 à 1787, entre Limonest et Montluzin dans la deuxième moitié du XVIIIe siècle. Telle quelle, sous le nom de D42, elle est encore l'axe central de la commune emprunté par les transports en commun dans l'agglomération. Le souvenir du trafic qui l'animait nous est conservé par l'existence de l'ancien relais de poste du "Vieux Logis" au centre-ville. On peut voir encore au centre de la façade ouest l'important portail à linteau de bois, avec ses montants en pierre légèrement cintrés et, derrière, la remise avec sa haute et solide charpente. La partie de ce long bâtiment qui forme l'angle avec la route du mont Verdun a été transformée à l'époque de la Révolution par le maître de poste Claude Boin. C'est à lui que l'on doit la petite tourelle en encorbellement à toiture en poivrière et, en dessous, une croix de pierre sur sa console. Les autorités se devaient de contrôler le passage. La caserne d'une brigade de gendarmerie servant aussi de prison cantonale fut construite entre 1830 et 1835 à l’initiative de trois particuliers dont les Fillieux-Berthet, père et fils. Au-dessus de la porte d'entrée, un bas-relief les représente, le père en uniforme de commandant de la garde nationale, le fils en uniforme de tambour-major. On ne s'étonnera pas de constater que c'est sur cet axe central qu'a été inaugurée la gendarmerie actuelle en 1979.

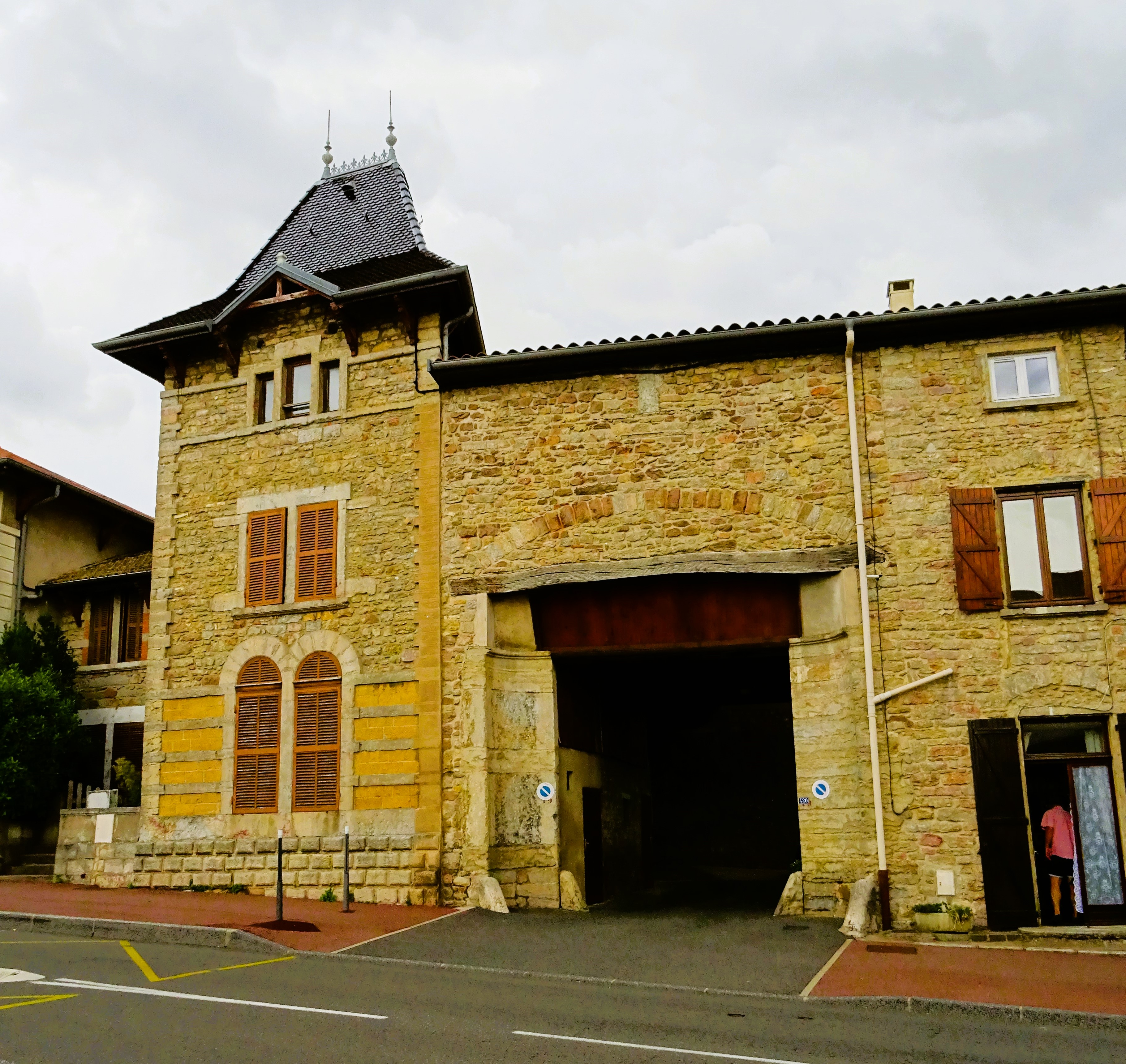
Ancien relais de poste.
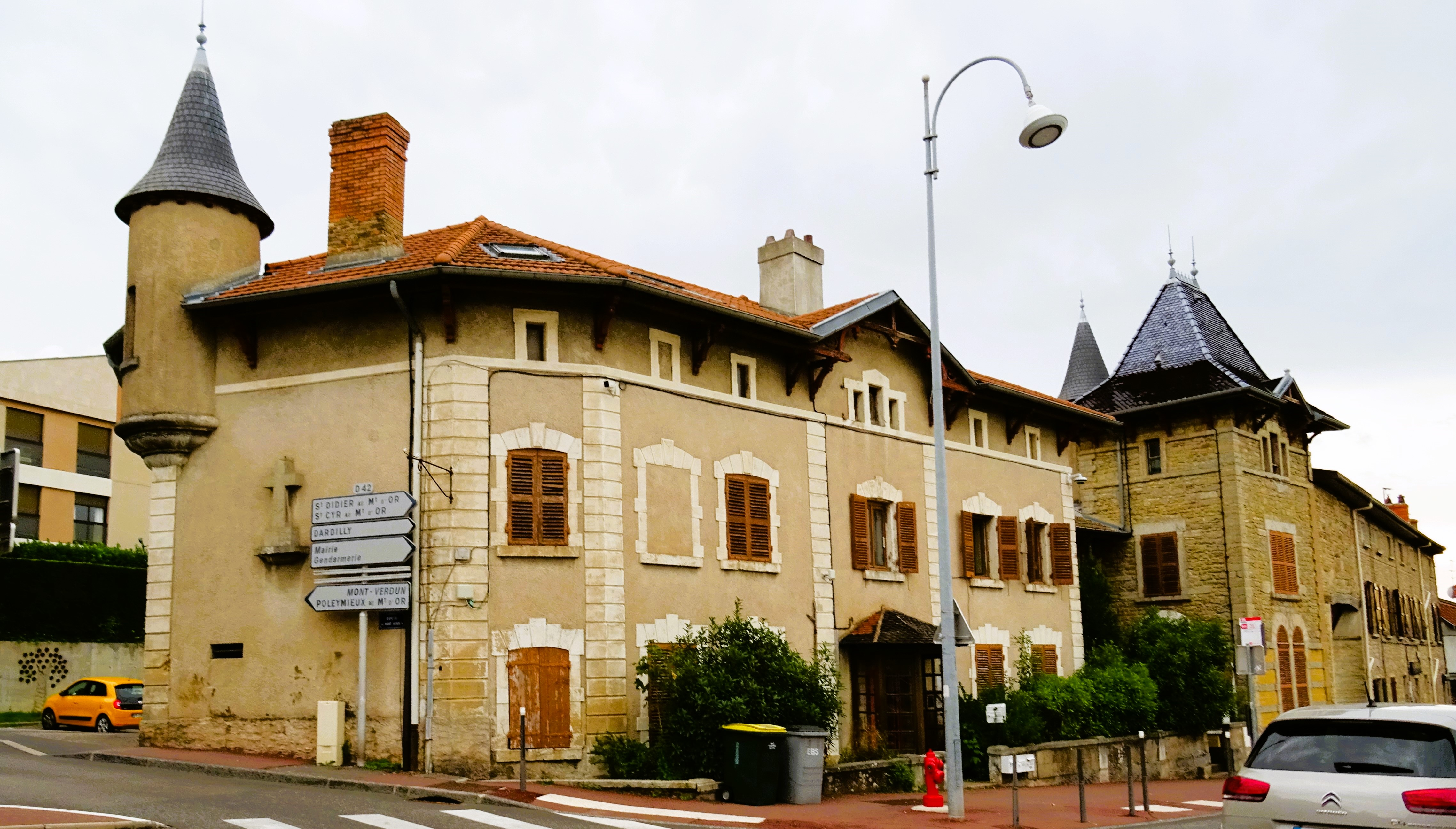
Relais de poste modifié en 1803.
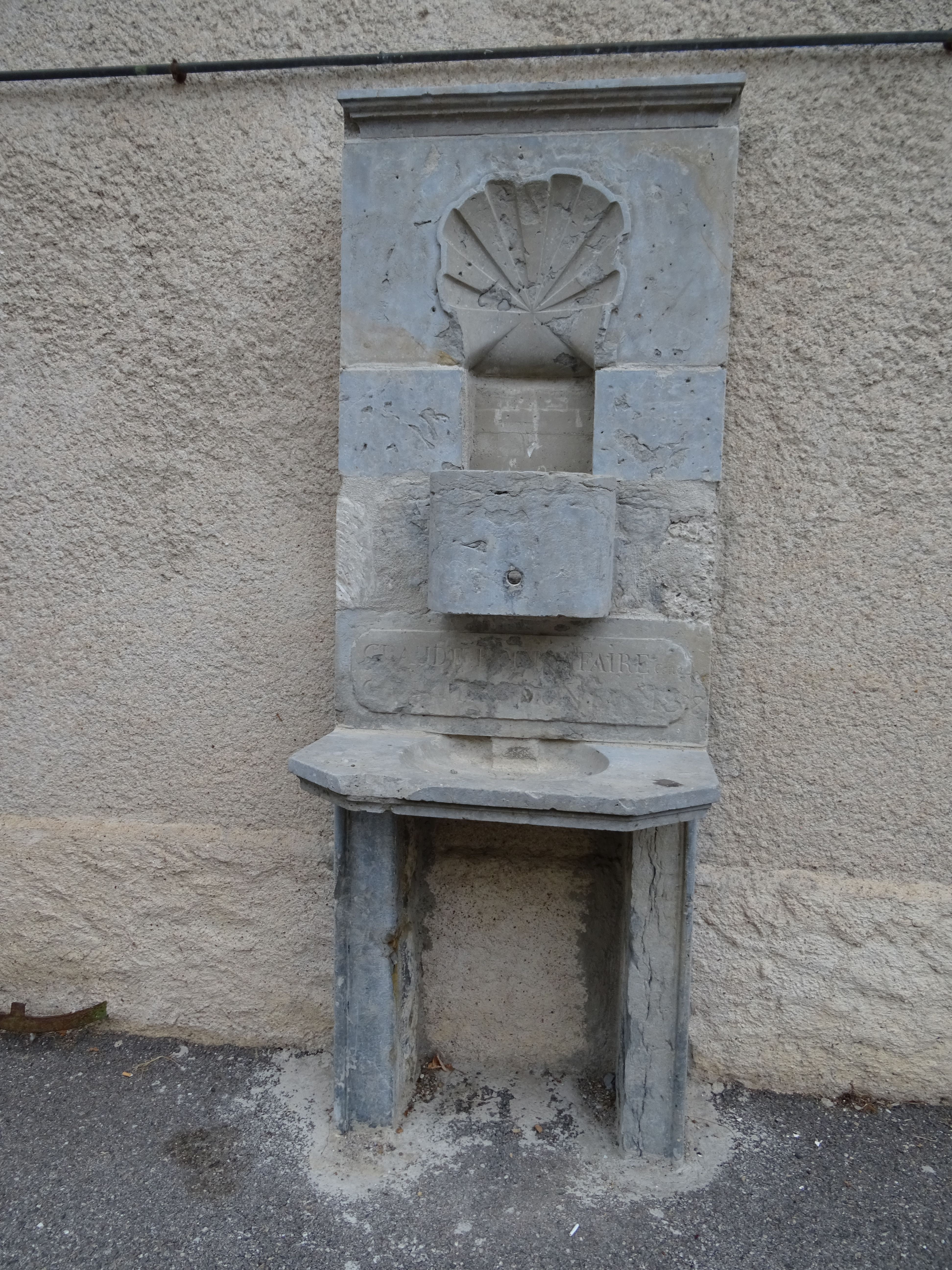
Fontaine de Claude Boin.
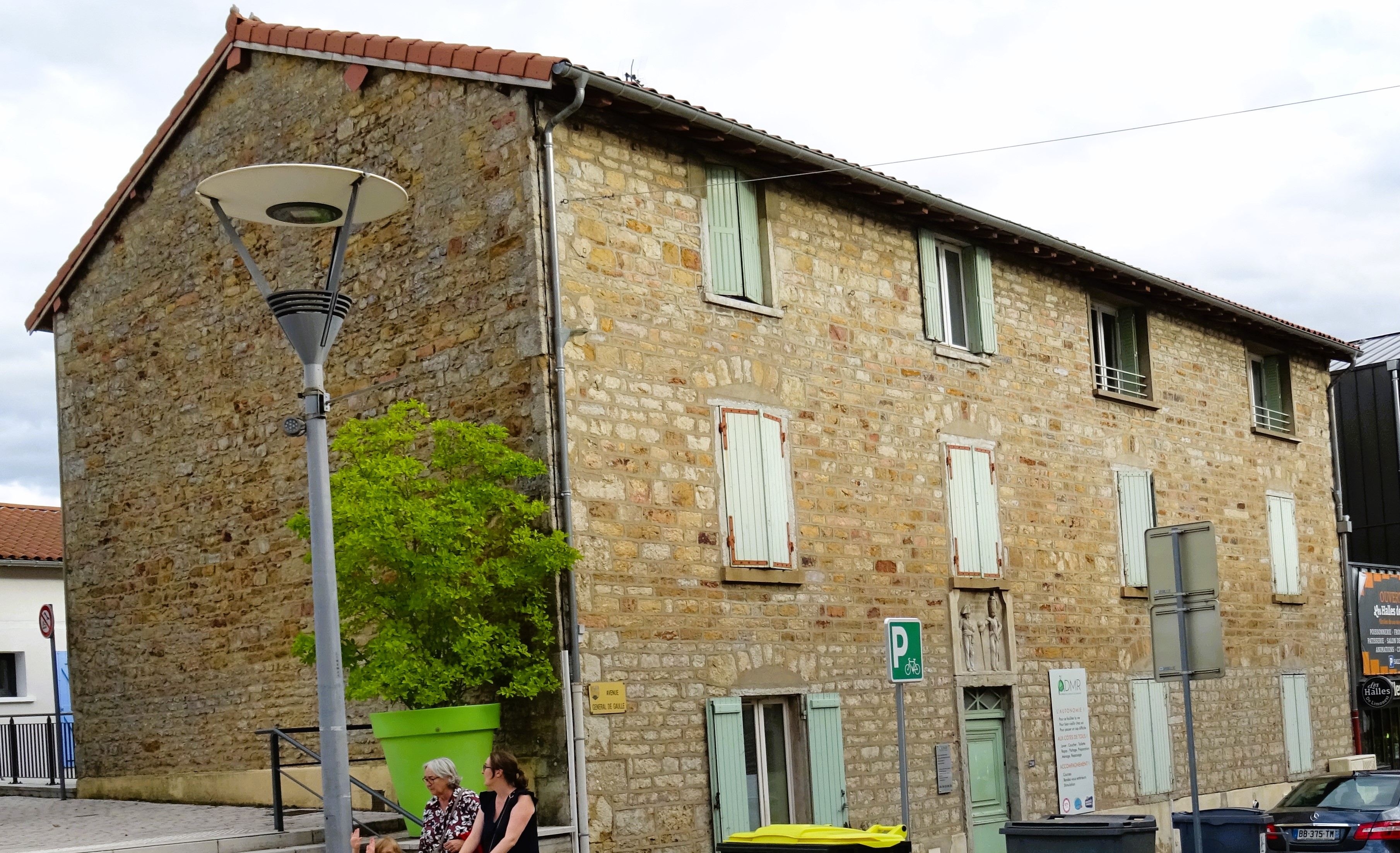
Ancienne gendarmerie.
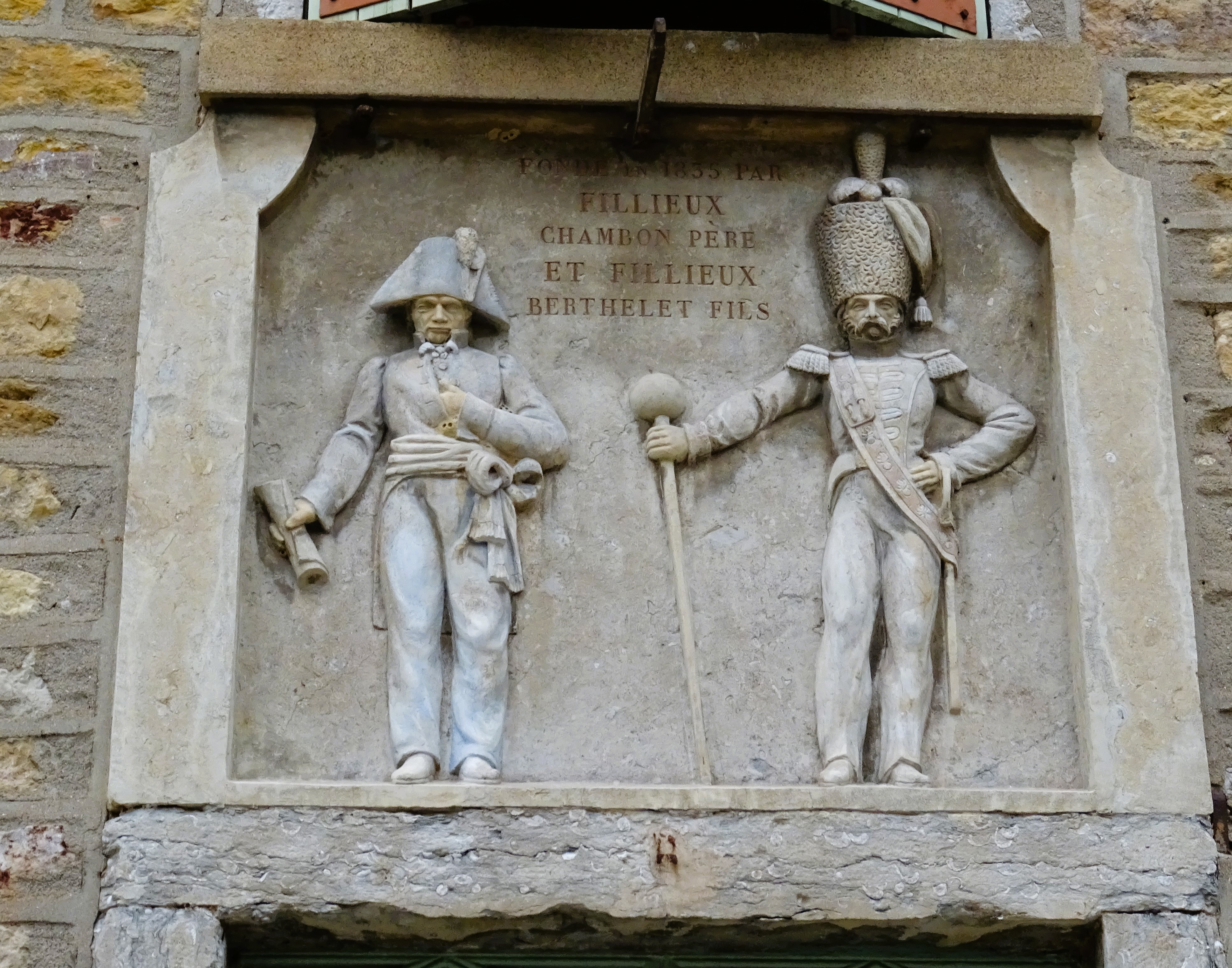
Bas-relief des Fillieux.
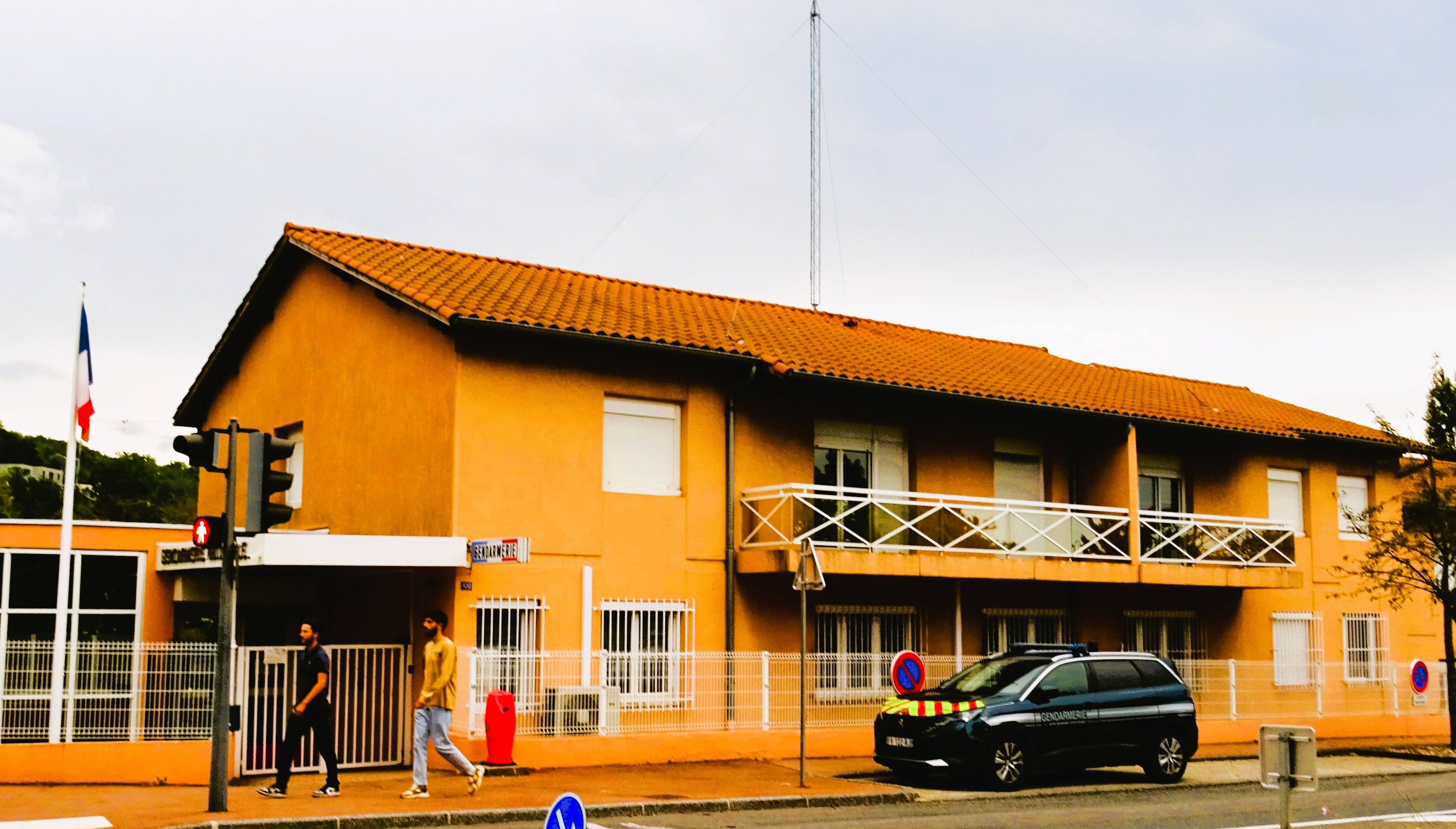
Nouvelle gendarmerie.

Comme l’ensemble des communes des monts d'Or, Limonest a profité de la proximité de la métropole lyonnaise où les matériaux de ses carrières trouvaient un marché privilégié. Elles ont été au nombre de cinq dans deux ordres différents. La coupe géologique fait apparaître en saillie le secteur des Roches. Celui-ci correspond à l'étage du Sinémurien composé de durs calcaires dont le fossile caractéristique est la gryphée. Trois carrières y ont été ouvertes d'abord pour la production de chaux puis comme matériaux de construction. Lorsque la dernière a fermé en 1880 devant la concurrence des carrières de l'Ain et du nord-Isère elle ne livrait plus que de la pierre concassée pour l'empierrement. Sur la carte d'état-major figurent encore des fours à chaux dans le bas de la commune. Deux autres carrières ont été exploitées dans le vallon de la Barollière. Celui-ci se présente en creux sur la carte géologique car cet étage, le Pliensbachien, est constitué d'argile facilement affouillable par l'érosion. Elles alimentaient, avec d'autres provenant de communes proches, une importante tuilerie dont le souvenir a été conservé dans le nom d'une des zones d’activité entre le Puy d'Or et la Garde. Le transport de tous ces matériaux donnait de l'ouvrage aux hommes du charroi.

### Les vrais débuts

#### Mairie et église
Il ne semble pas qu'une communauté bien soudée ait pu faire valoir ses droits avant la Révolution face aux seigneurs de Laval et de Saint-André qui se partageaient son territoire. Et comment pourrait-il en être autrement ? Les 551 Limonois recensés en 1793 se dispersaient sur le territoire aux hameaux des Roches au nord, de Sandar à l'ouest, de Saint-André au sud-est. Des auberges et des relais de poste jalonnaient la route de Bourgogne. Ils sont encore moins nombreux (520) en 1821 à se rassembler pour la messe du dimanche dans leur église des Roches ou pour enterrer leurs défunts dans le cimetière attenant. Si l'on s'explique mal l'exceptionnelle croissance de la population on comprendra que les liens se soient renforcés entre les 1 153 habitants de 1846. C'est à des dates très proches que la commune se dote enfin en 1843 d'une mairie et en 1845 d'une nouvelle église. La première mérite le nom d'hôtel de ville car le bâtiment en impose avec ses trois niveaux à cinq rangées de fenêtres. Construction carrée en pierre avec une toiture à quatre pans, elle est sommée d'un médaillon (prévu à l'origine pour le cadran d'une horloge) encadré de cornes d'abondance. À juste titre, la place qui la précède porte le nom de Décurel, le maire de l'époque. La ville se satisfera de ce bel immeuble jusqu'au début du XXIe siècle où elle sera remplacée par la nouvelle quasiment en vis-à-vis et abrite désormais la "maison de la métropole" qui établit le lien entre les citoyens en difficulté et les services médico-sociaux de l'agglomération lyonnaise.

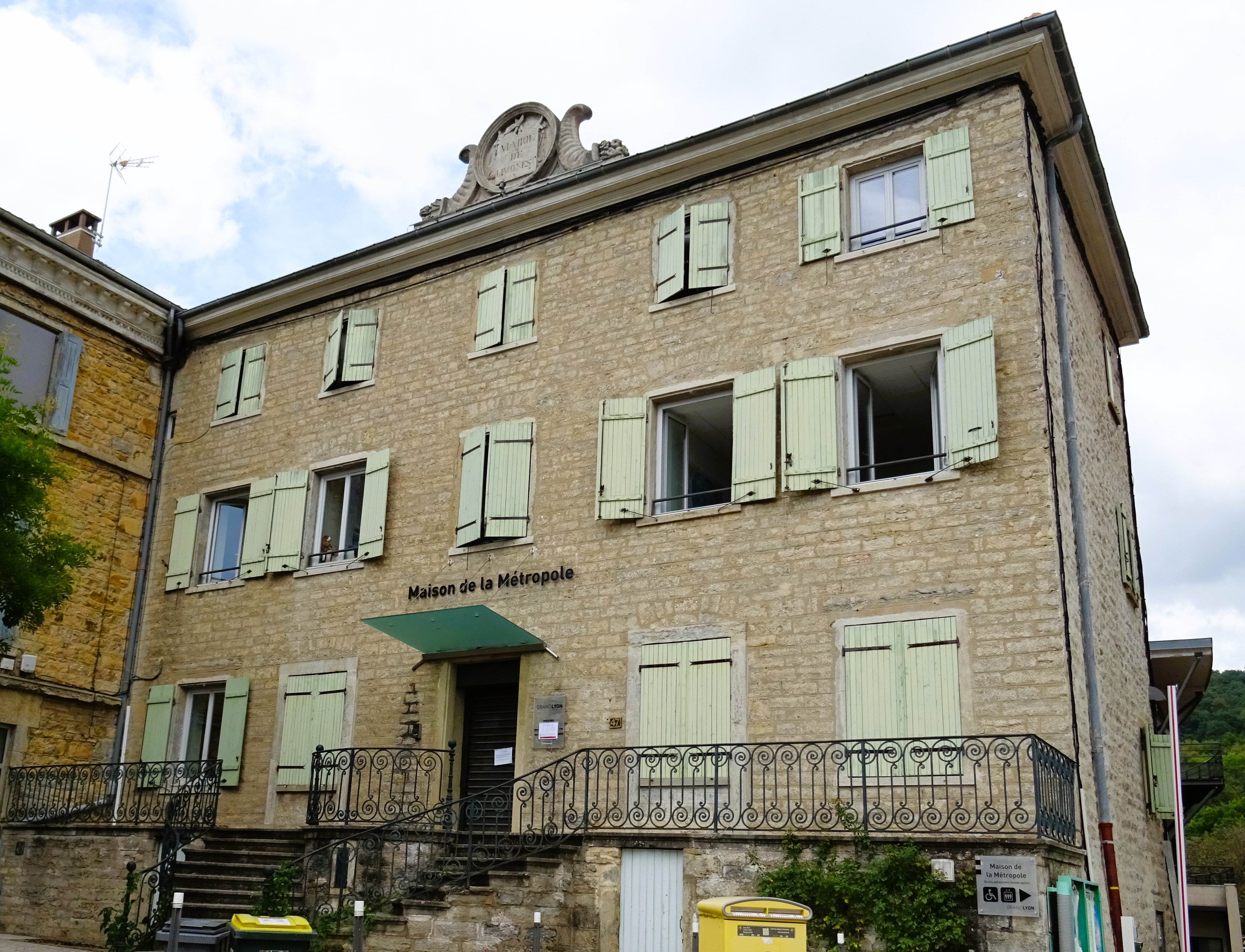
Maison de la métropole.
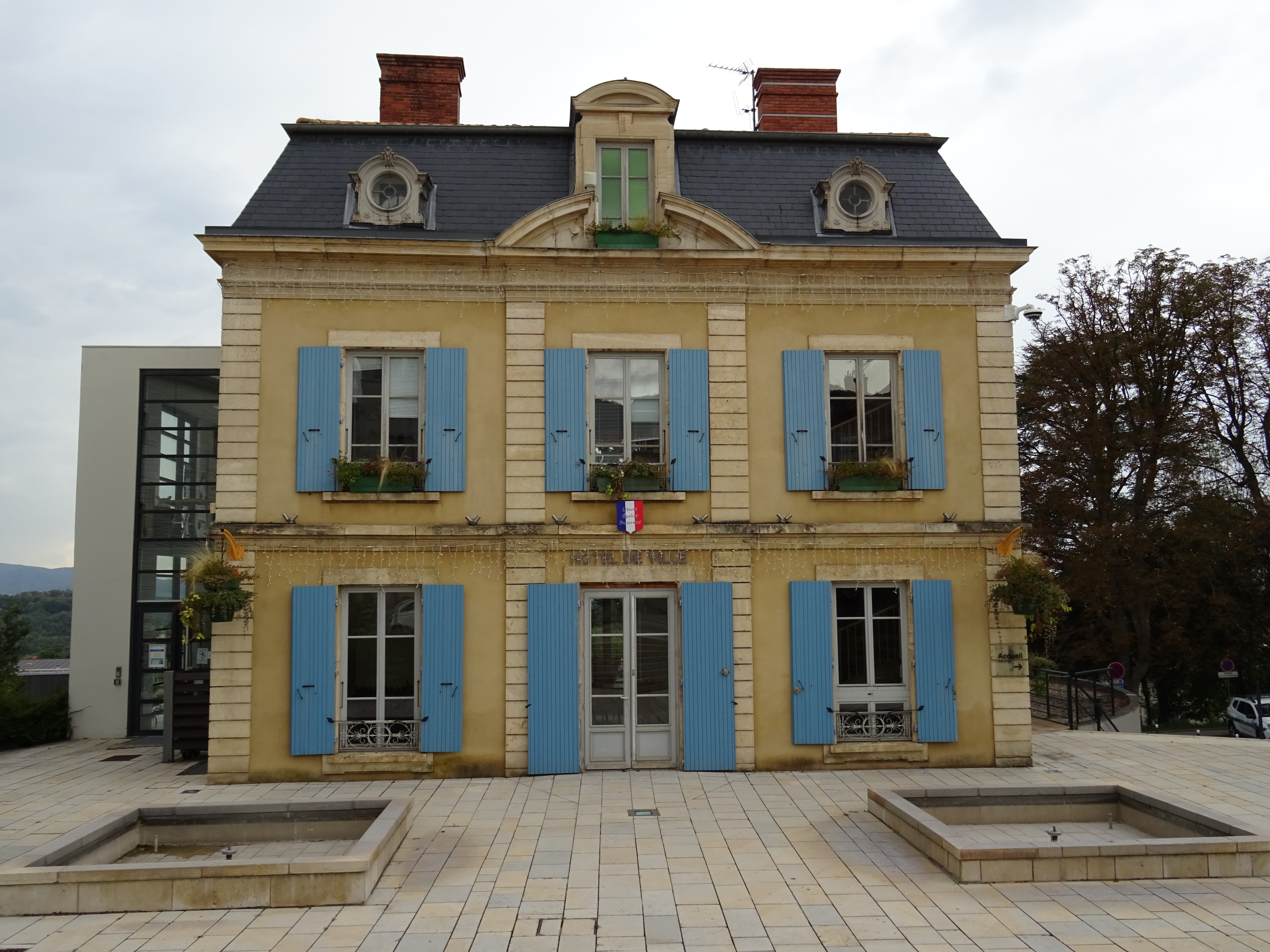
Nouvelle mairie.
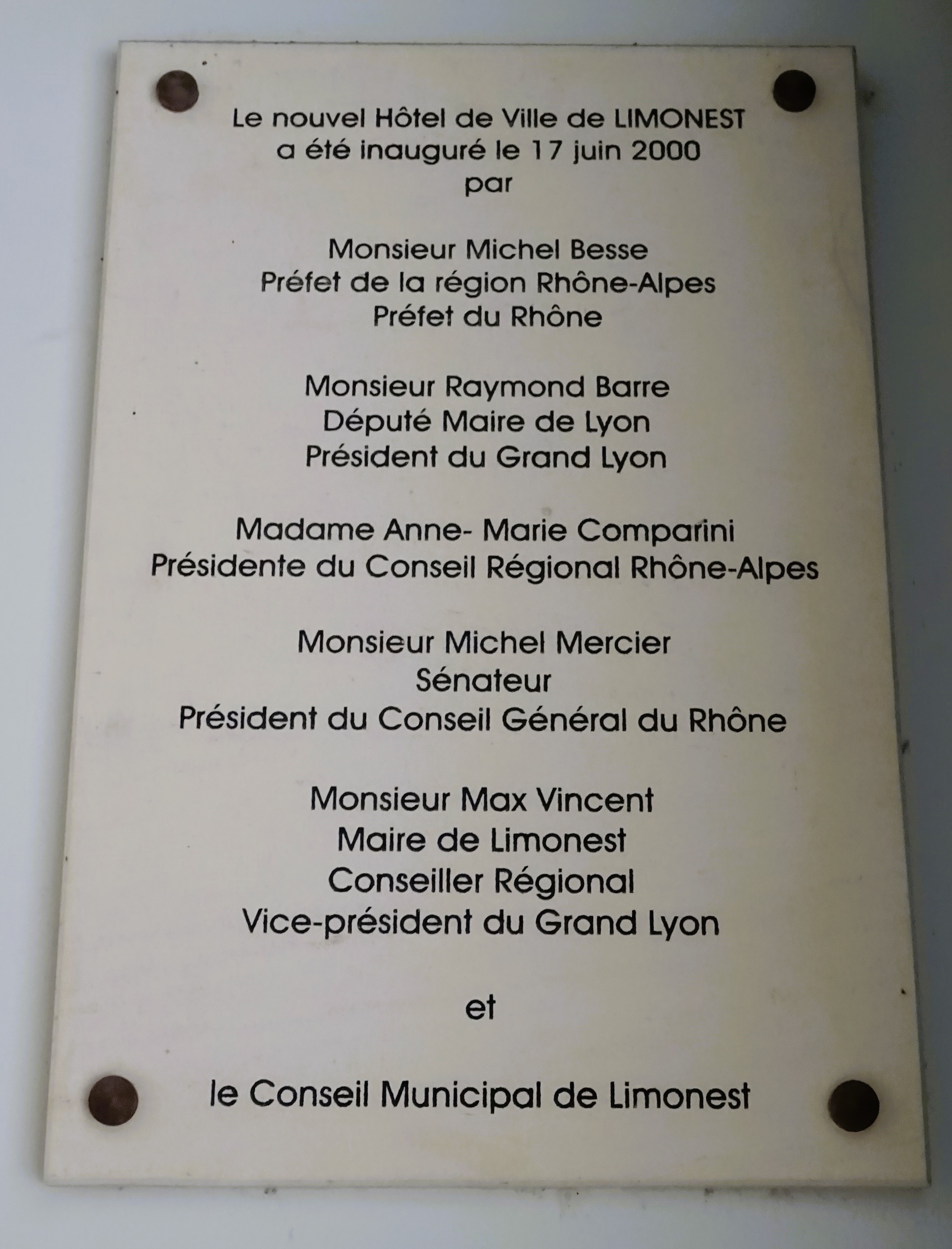
Plaque d'inauguration de la nouvelle mairie.
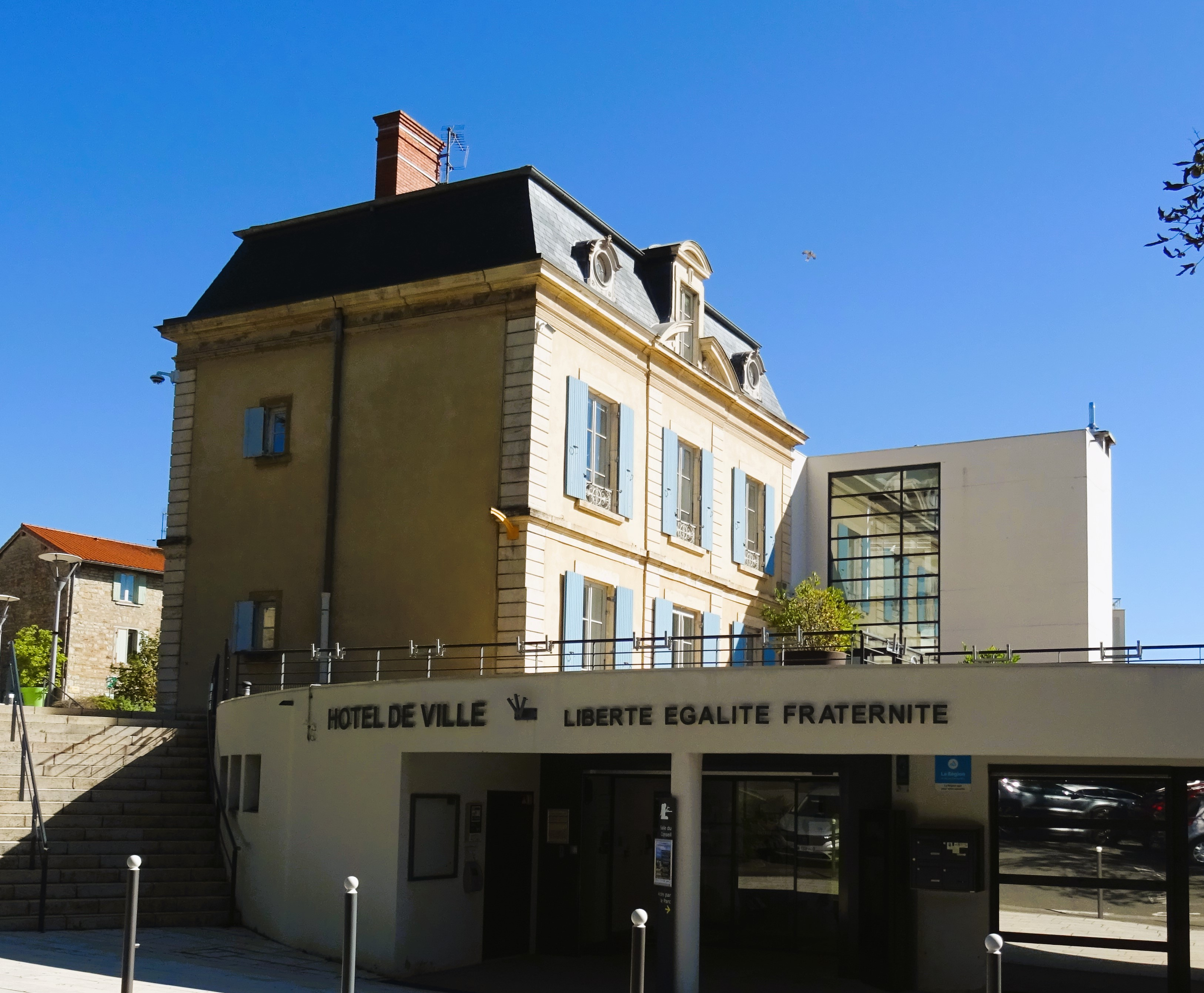
Mairie de Limonest.

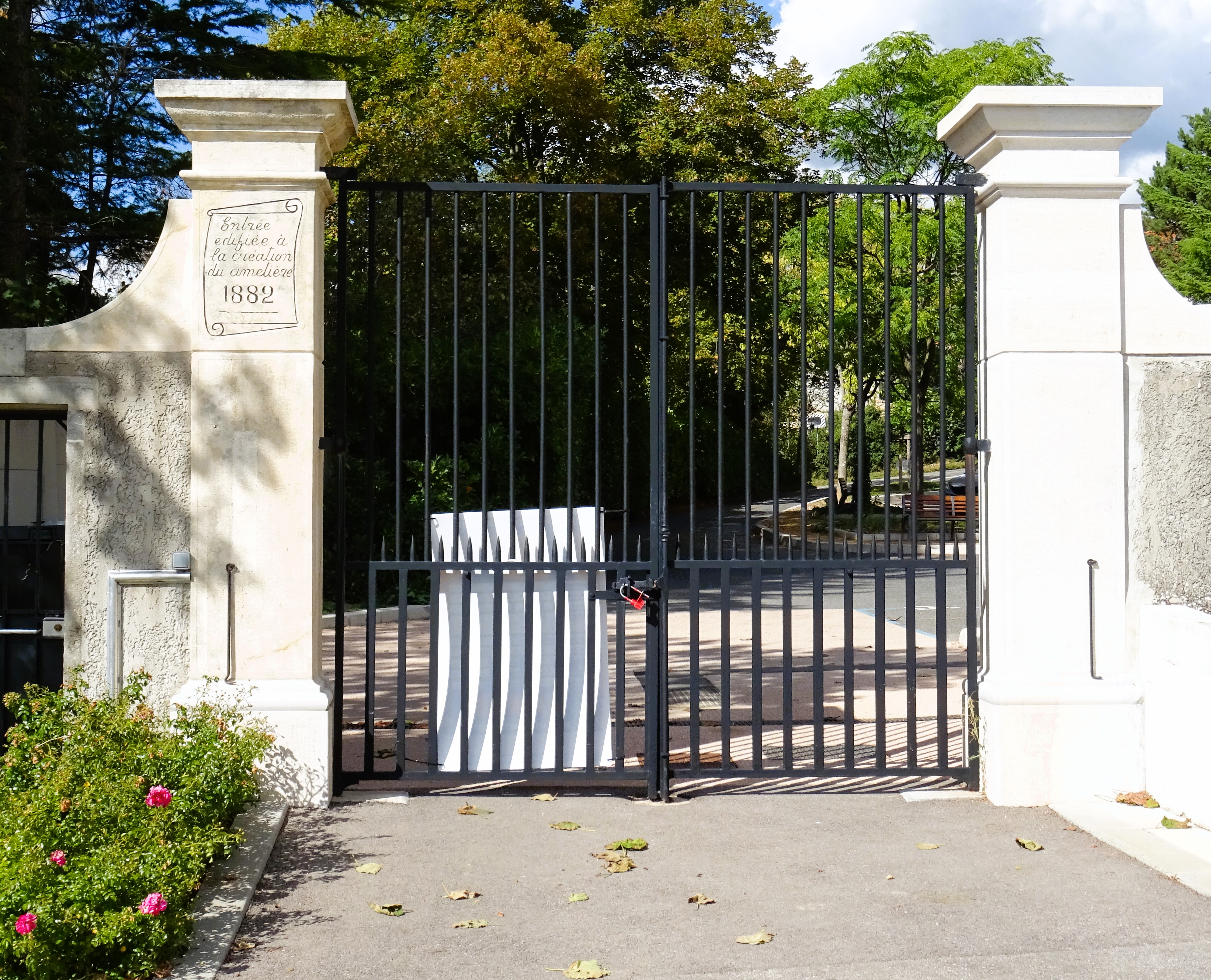
Portail du nouveau cimetière.

L'ancienne église paroissiale était située sur le chemin des Roches et était entourée par le cimetière. Elle fut jugée trop exiguë sans possibilité d'agrandissement vu la pente du terrain et était difficile d'accès dans le cas de gel hivernal. Le maire Décurel contribua par un don de terrain à déterminer l'emplacement de la nouvelle (le cimetière a été transféré à son emplacement actuel dans le secteur de Bellevue). L'orientation plein est ne posait pas de problème. Le choix de la pierre des monts d'Or s'imposait pour sa construction. Quant au style on fit le choix du néo-roman qui avait la préférence de bien des paroisses de la région lyonnaise. Le plan est d'un grand classicisme. La nef centrale à cinq travées est flanquée de collatéraux de moindre hauteur et terminés en forme de niches. En élévation, le niveau inférieur communique avec les nefs latérales par des baies en plein cintre entre de robustes colonnes. Au niveau supérieur, la nef centrale, du fait de sa surélévation, reçoit le jour par des baies en plein cintre. L'ensemble n'est pas voûté mais plafonné. La travée du chœur est surmontée d'une fausse coupole et se termine par une abside en cul-de-four. Du côté sud, une large allée permet de rendre conscience avec le recul de l'importance de l'édifice pour l'accueil de la masse nombreuse des fidèles de l'époque. Le clocher aux baies géminées qui les conviait aux offices ou rythmait leurs journées au son de l'angélus se dresse hautement en façade. On se pressait à l'entrée ouverte à la base dont le tympan est décoré d'un bas-relief représentant l’agneau symbolique de l’Apocalypse.

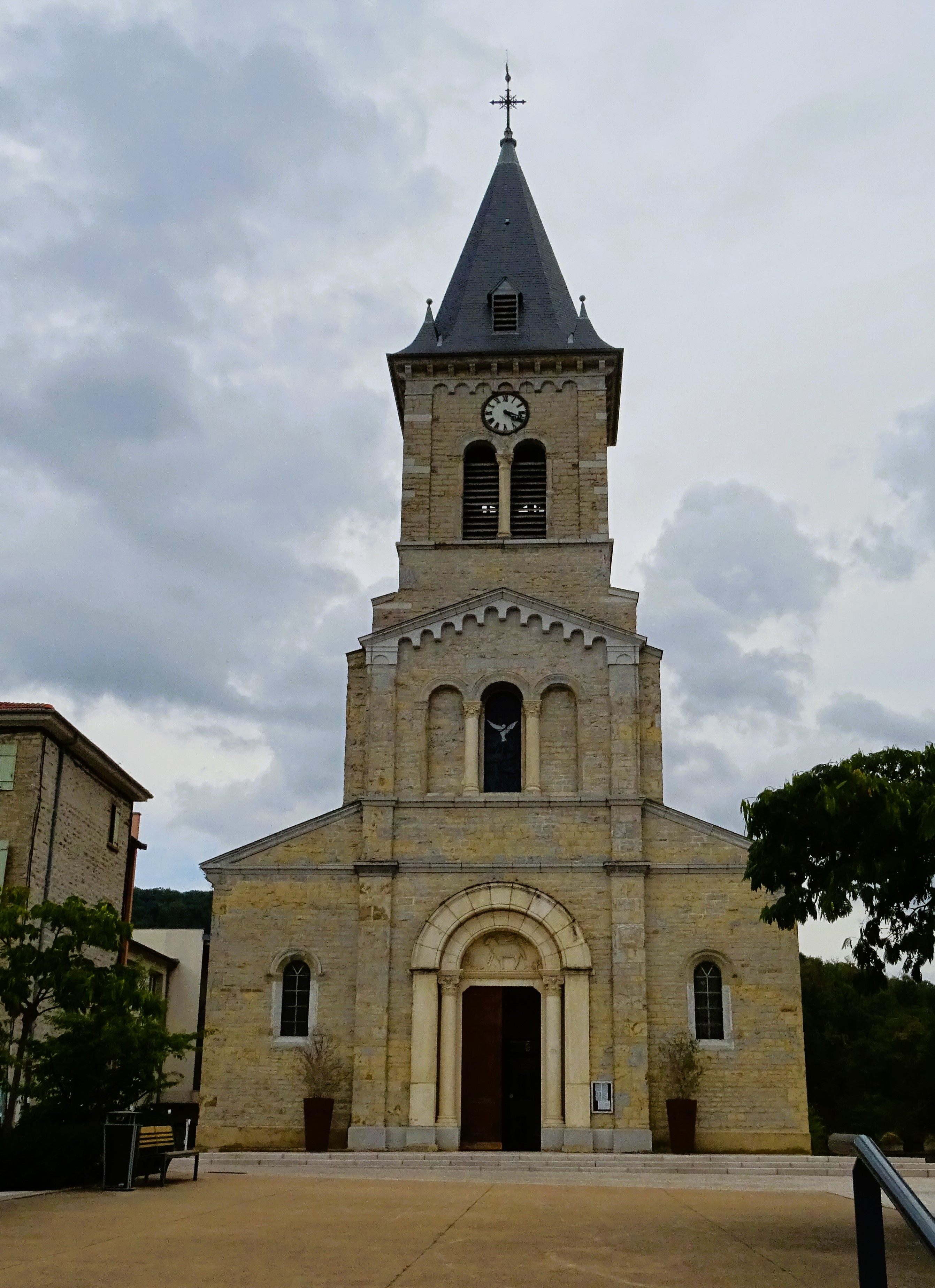
Façade de l'église.
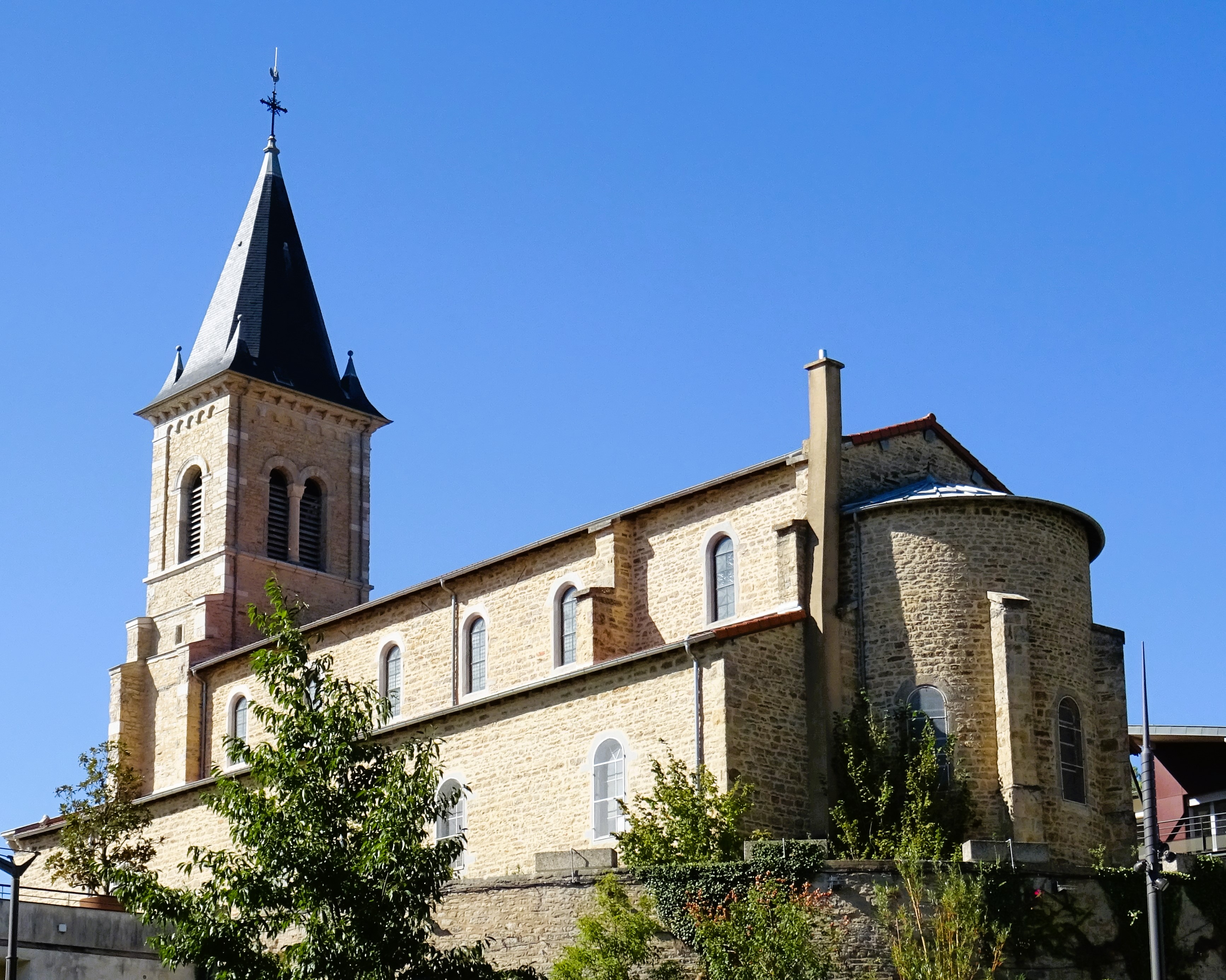
Église Saint-Martin de Limonest.
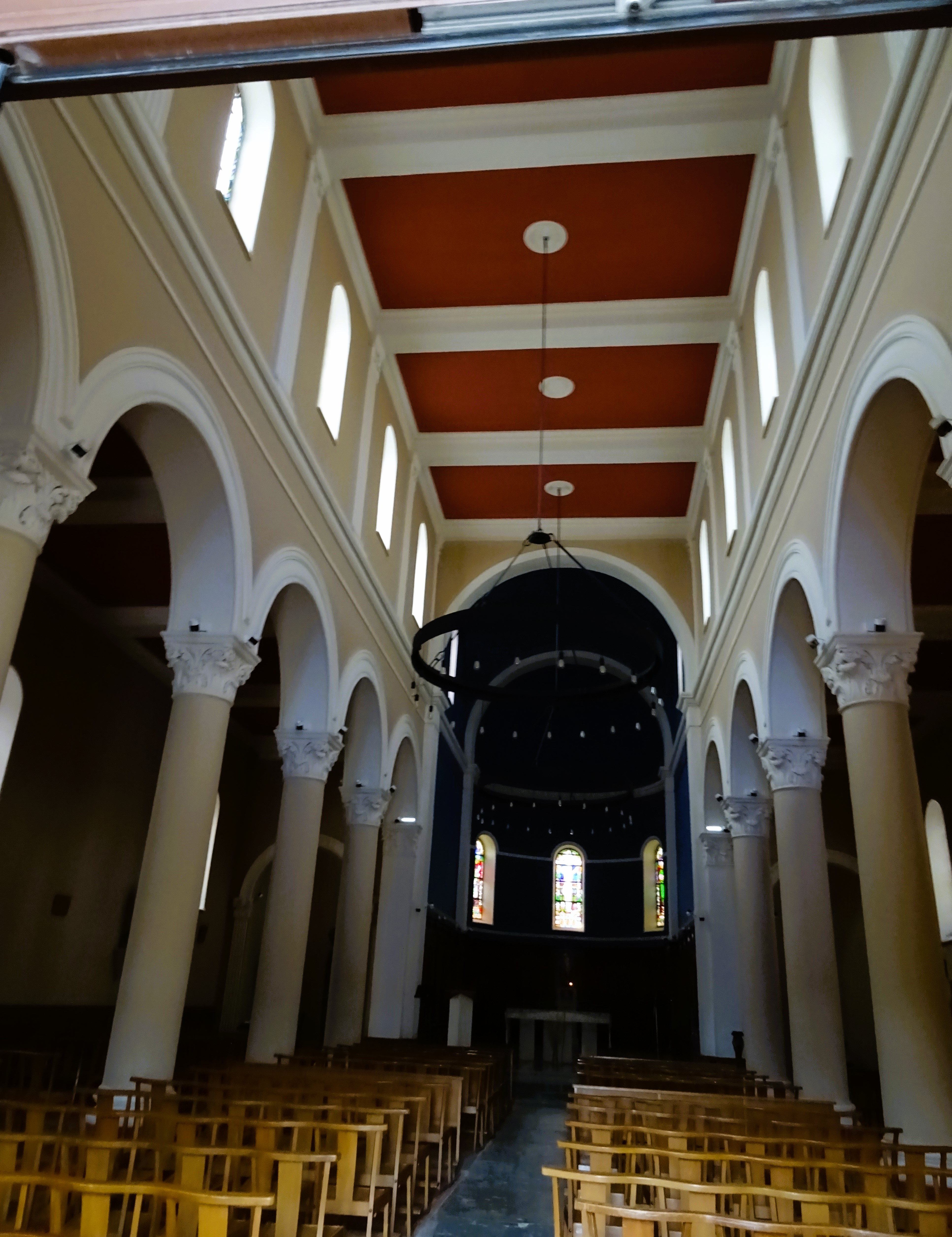
Intérieur de l'église (direction abside).Intérieur de l'église (direction abside).
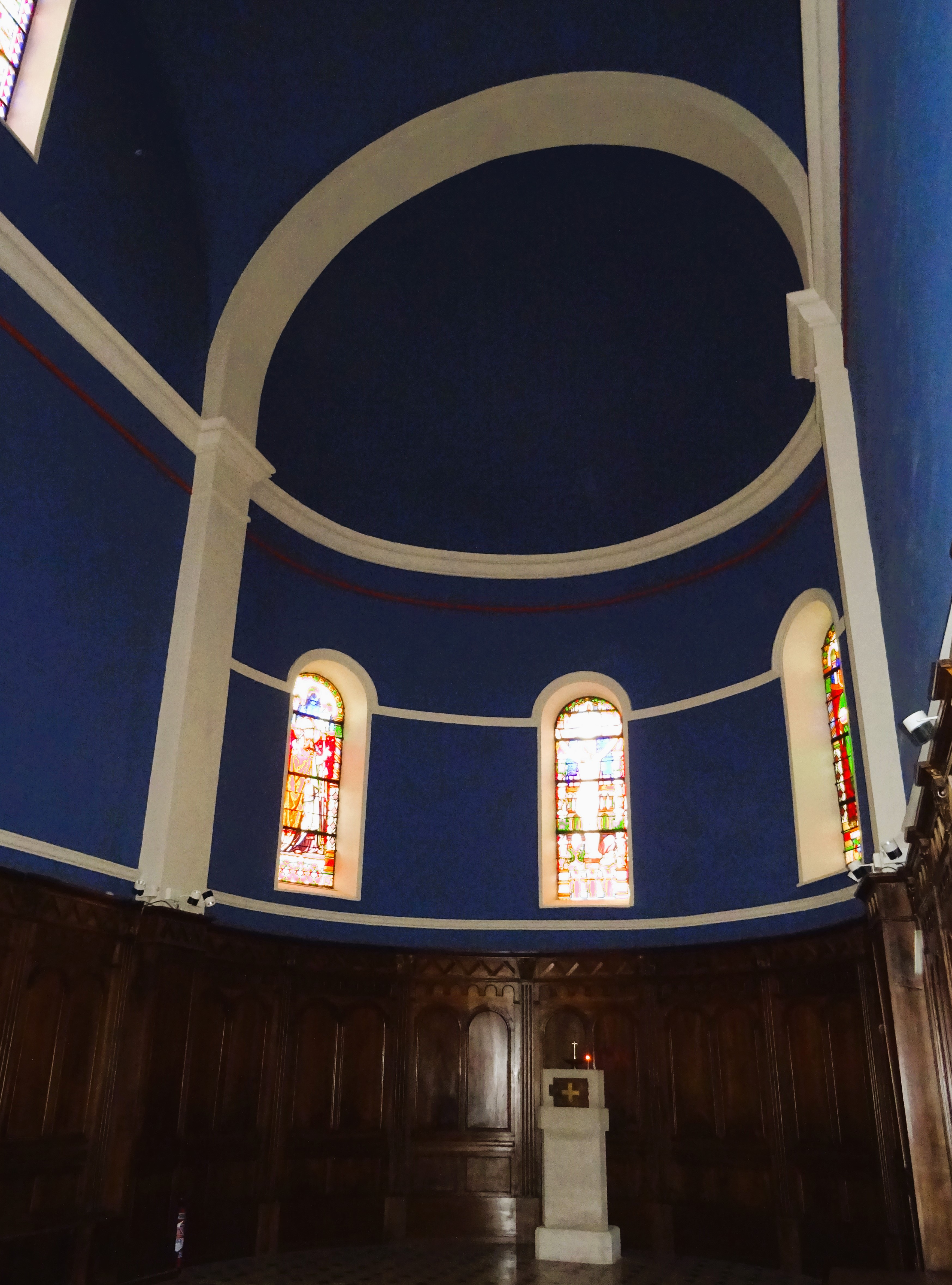
Chœur et abside.
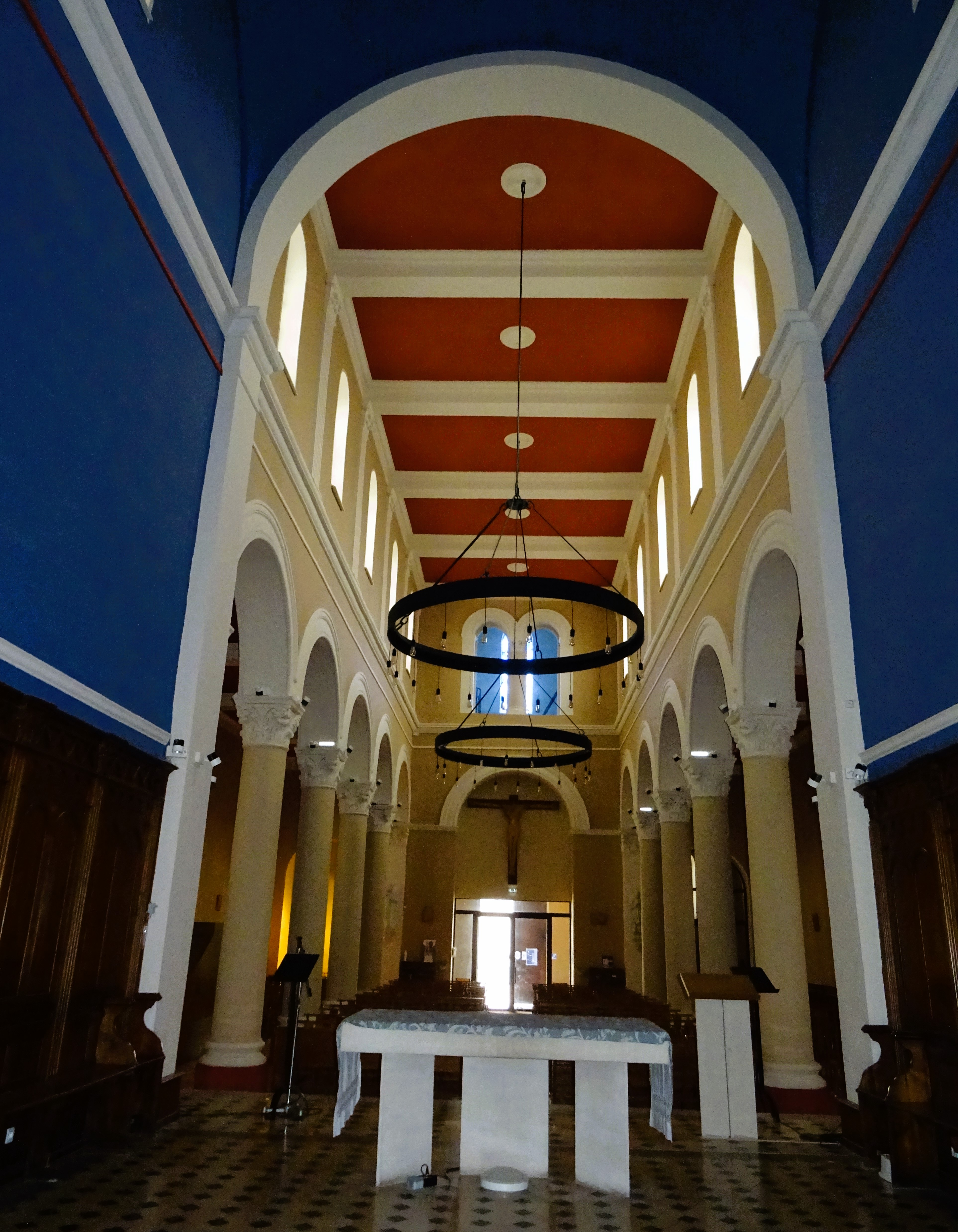
Intérieur de l'église (direction entrée).
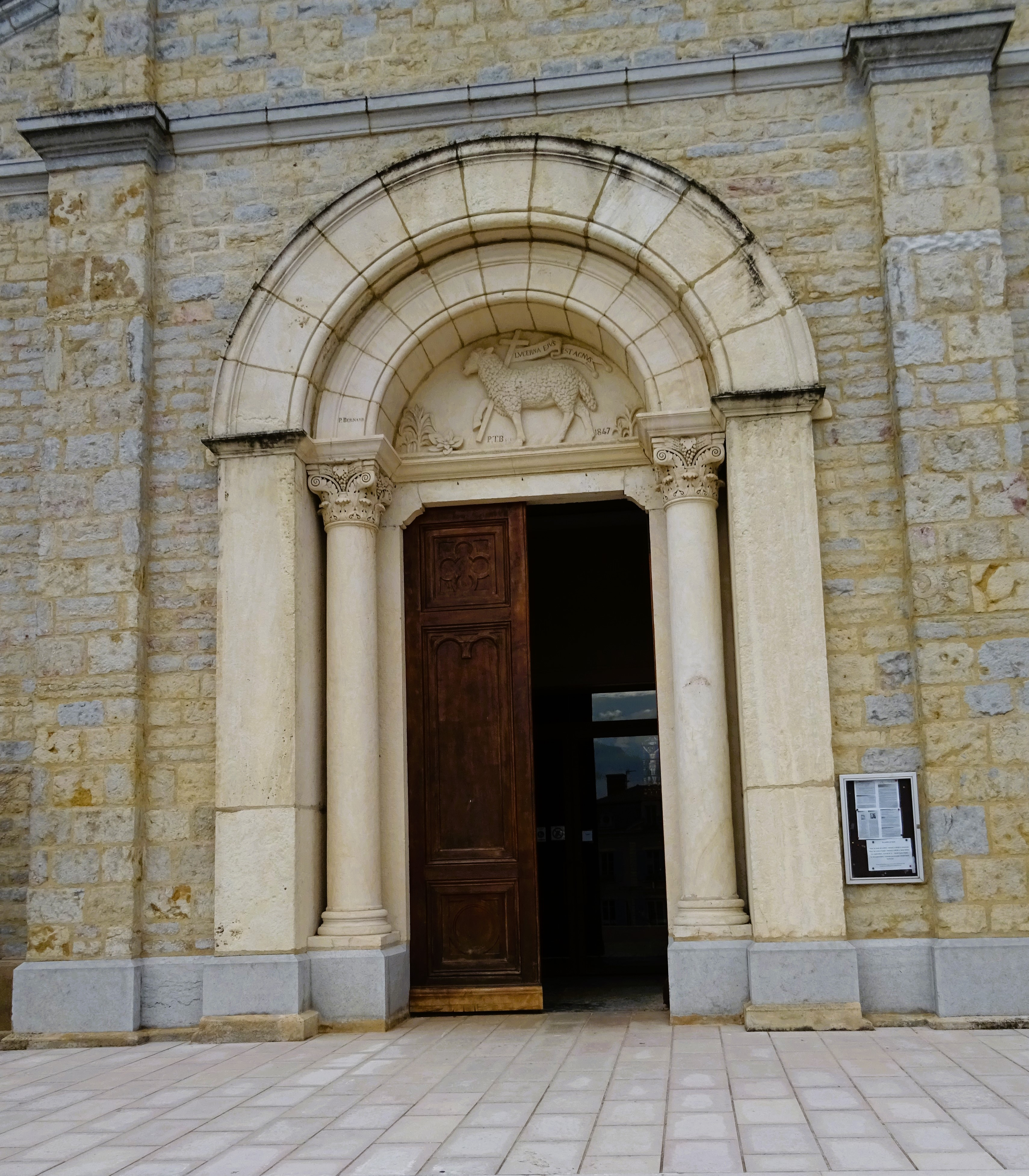
Portail d'entrée.

Saint Martin méritait d'avoir sa statue car l'église lui est dédiée. Les fonts baptismaux sont du sculpteur Charles Machet. Le tronc heptagonal en pierre est en forme de pyramide inversée. Le couvercle en cuivre surmonté d’une croix est l’œuvre de l’orfèvre Favier. On doit au même Charles Machet le couple de statues, Vierge et ange, de l'Annonciation taillée dans le noyer. Ces acquisitions sont récentes.

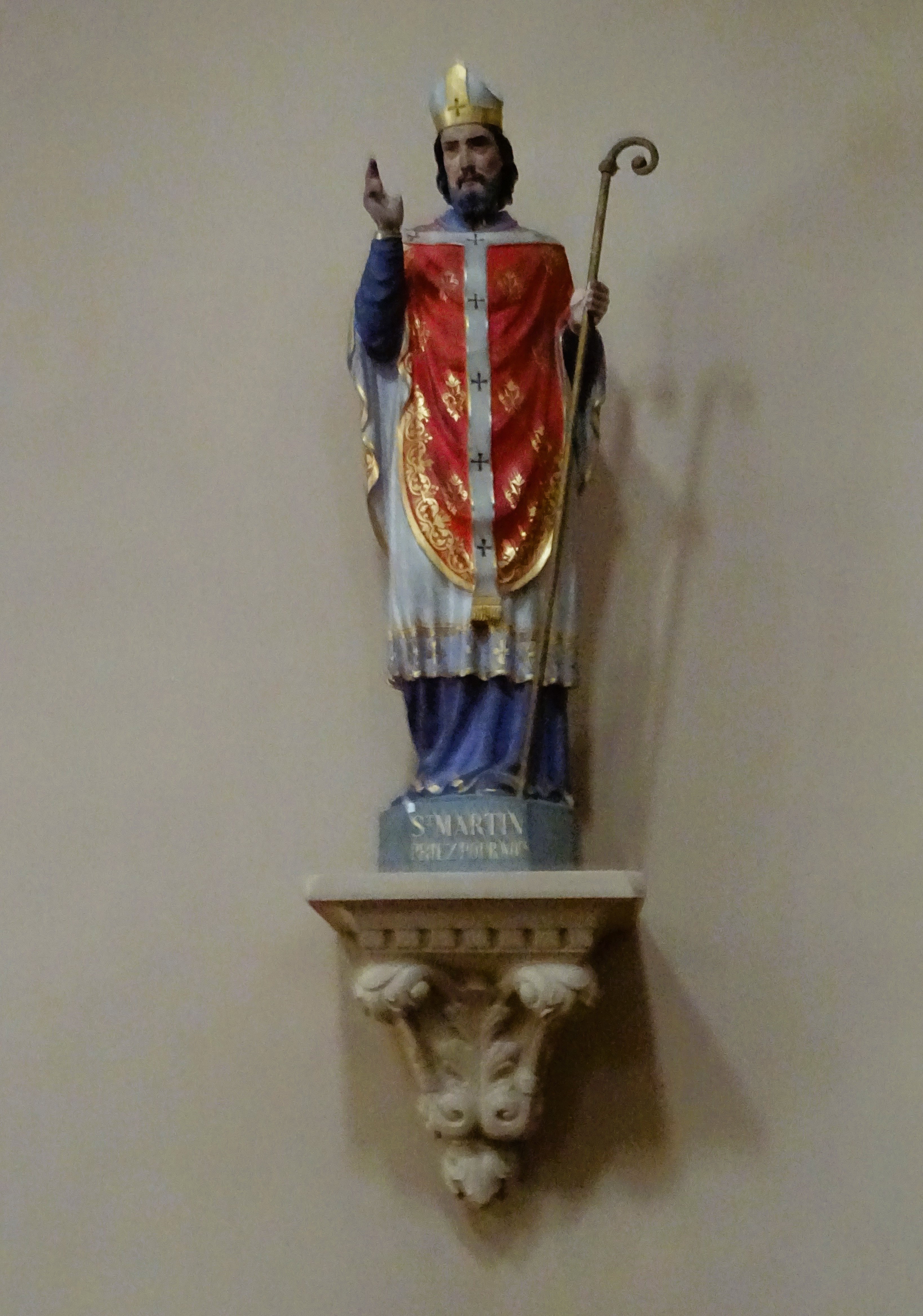
Statue de saint Martin.
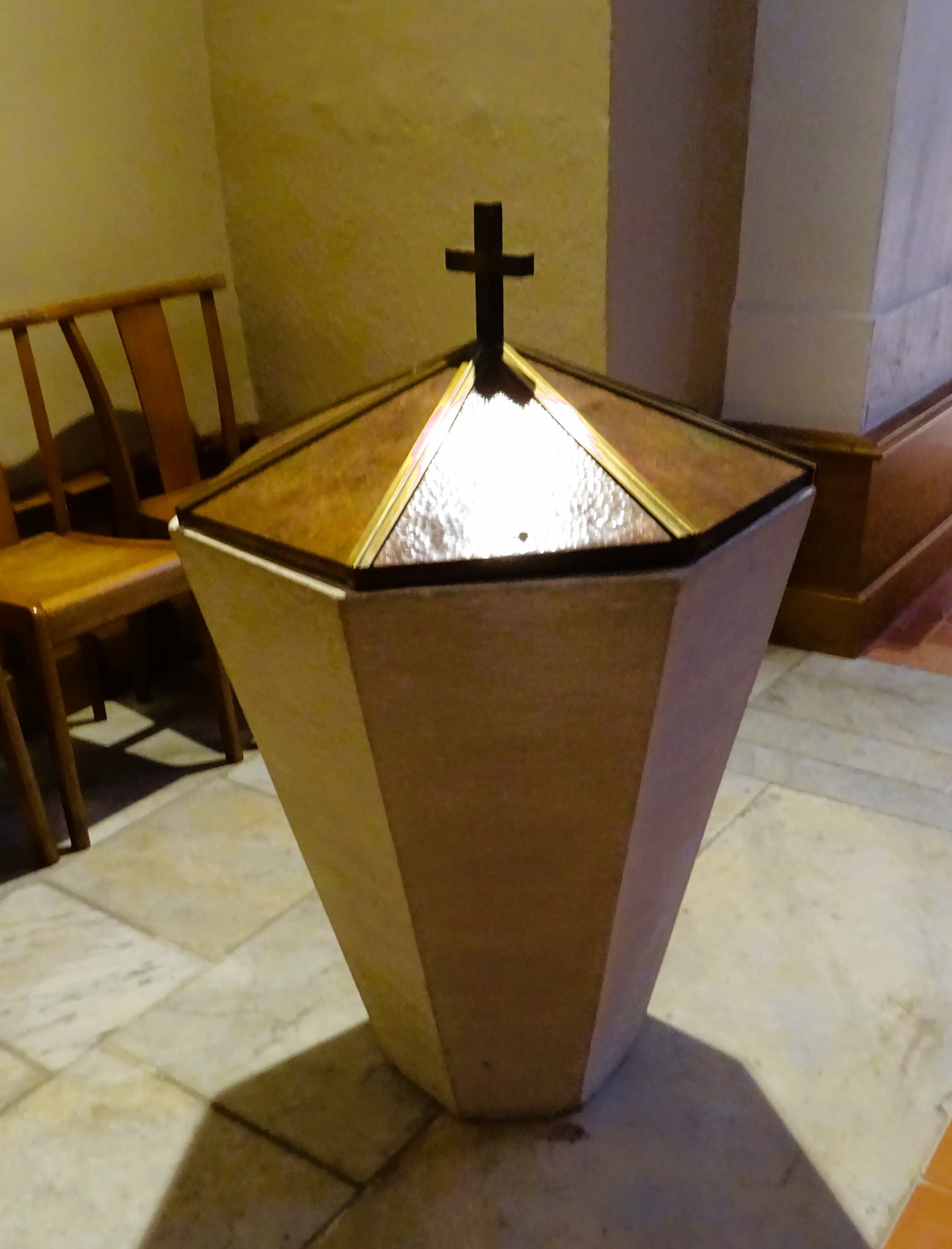
Fonts baptismaux.
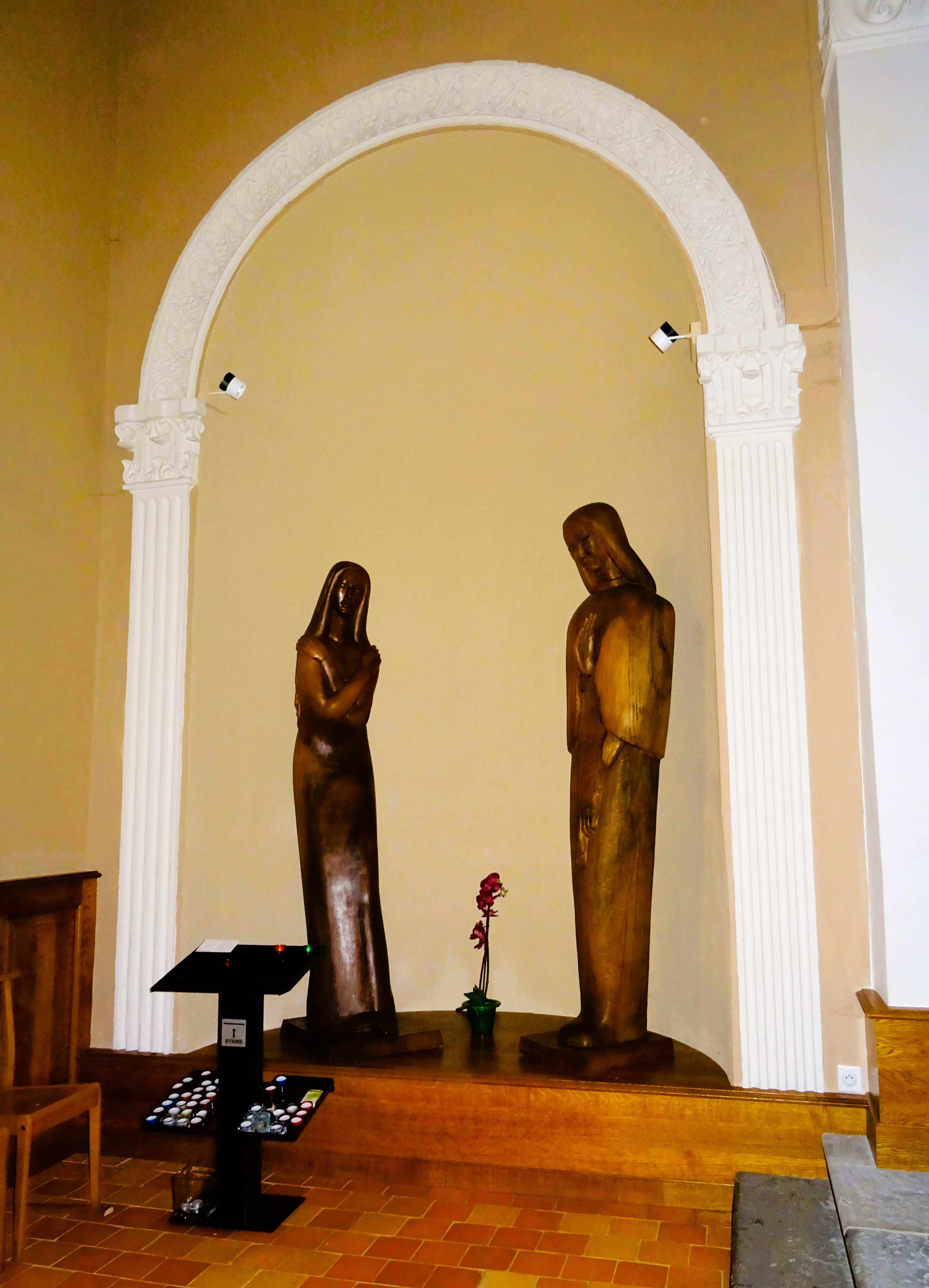
Annonciation.
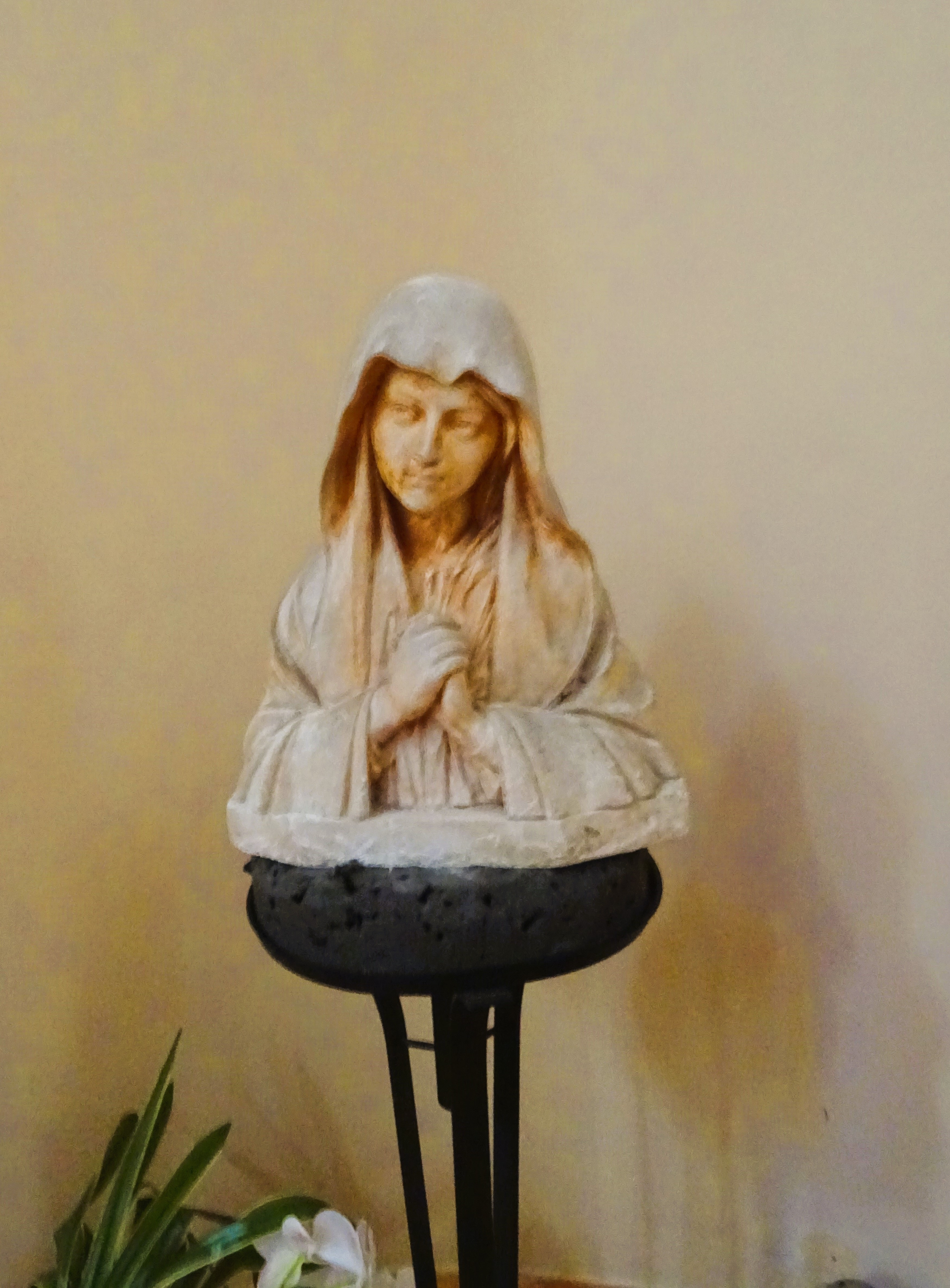
Femme en prière.

Si besoin était, la présence de croix le long des chemins aux quatre coins de la paroisse, fournirait la preuve de l'attachement indéfectible des Limonois à la foi chrétienne bien avant ce nouveau départ du XIXe siècle. La plus ancienne date du XVIIe siècle. Toutes les classes sociales tiennent à en faire la preuve, des riches propriétaires comme ceux de la Barollière jusqu'aux plus humbles croyants qui processionnaient à l'occasion d'une mission ou imploraient les faveurs du ciel à la période des Rogations. Ce qui est peut-être le plus étonnant, c'est que dans une France laïcisée, il ne s'est pas rencontré d'objections pour que les morts de la Grande Guerre soient honorés au cimetière sous le signe, si discret soit-il, de la croix. Une autre, de grande taille, a été inaugurée à l'occasion de son agrandissement à la fin du XXe siècle.

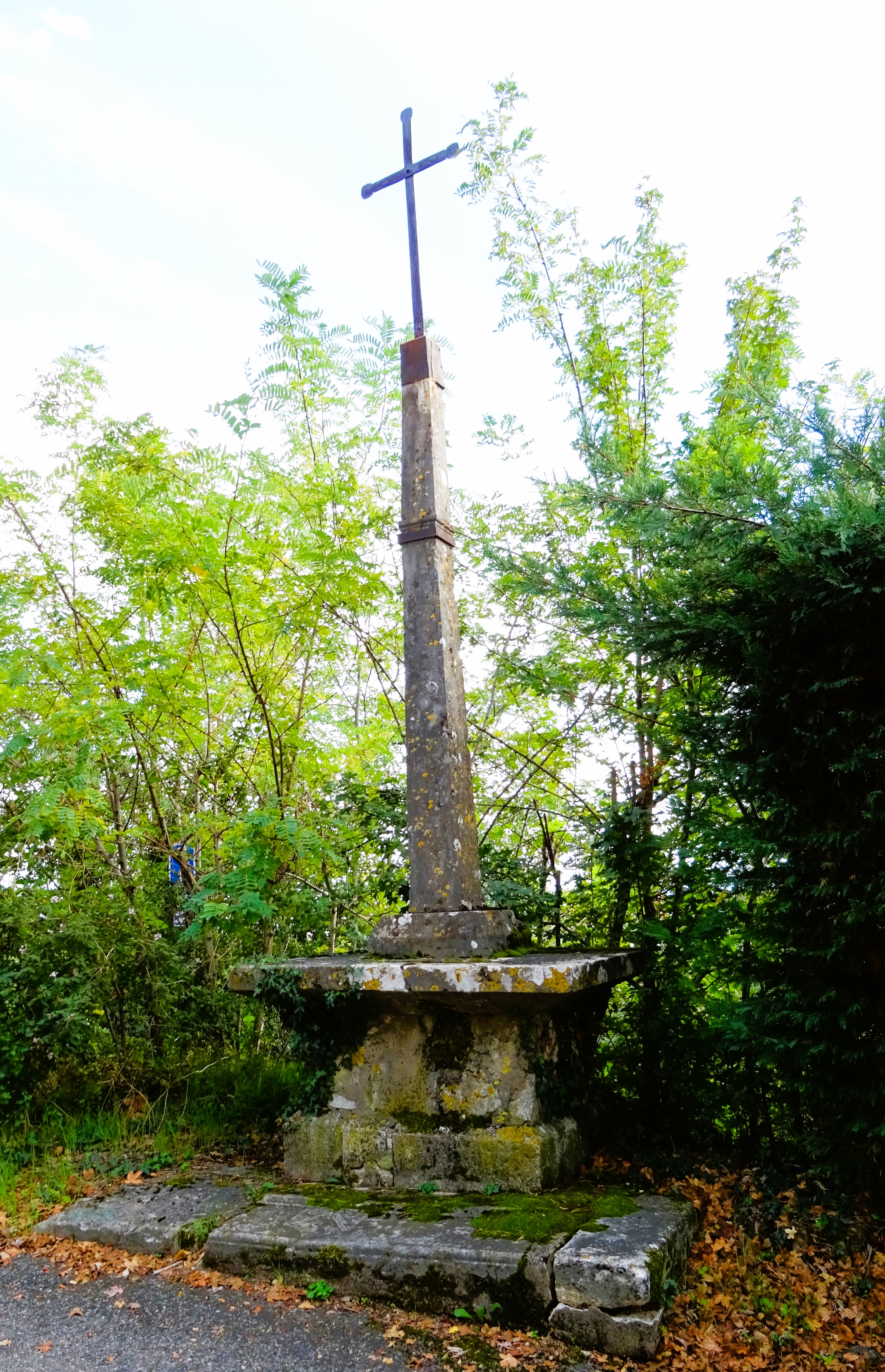
Croix du chemin des Roches.
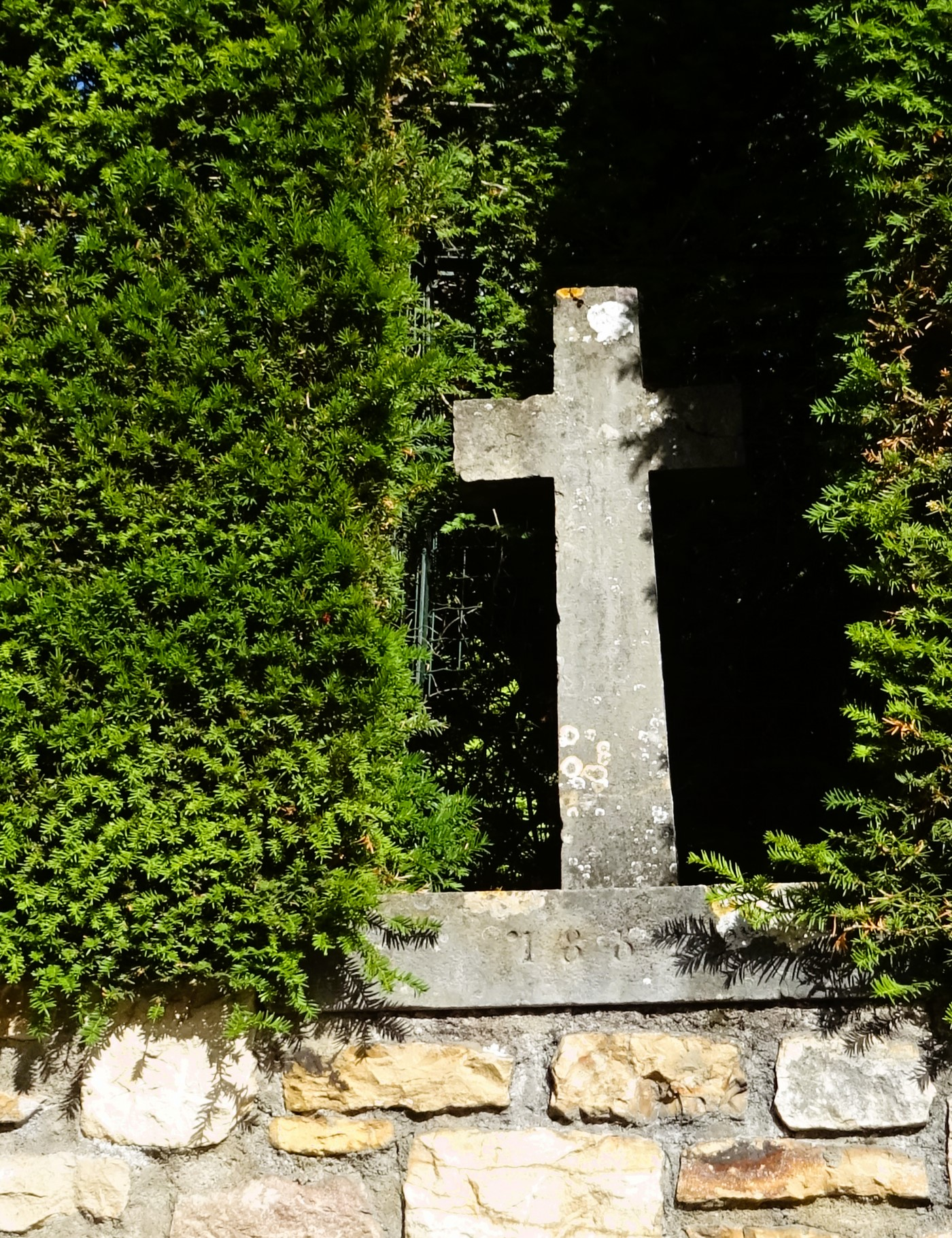
Belle croix de la Glande.
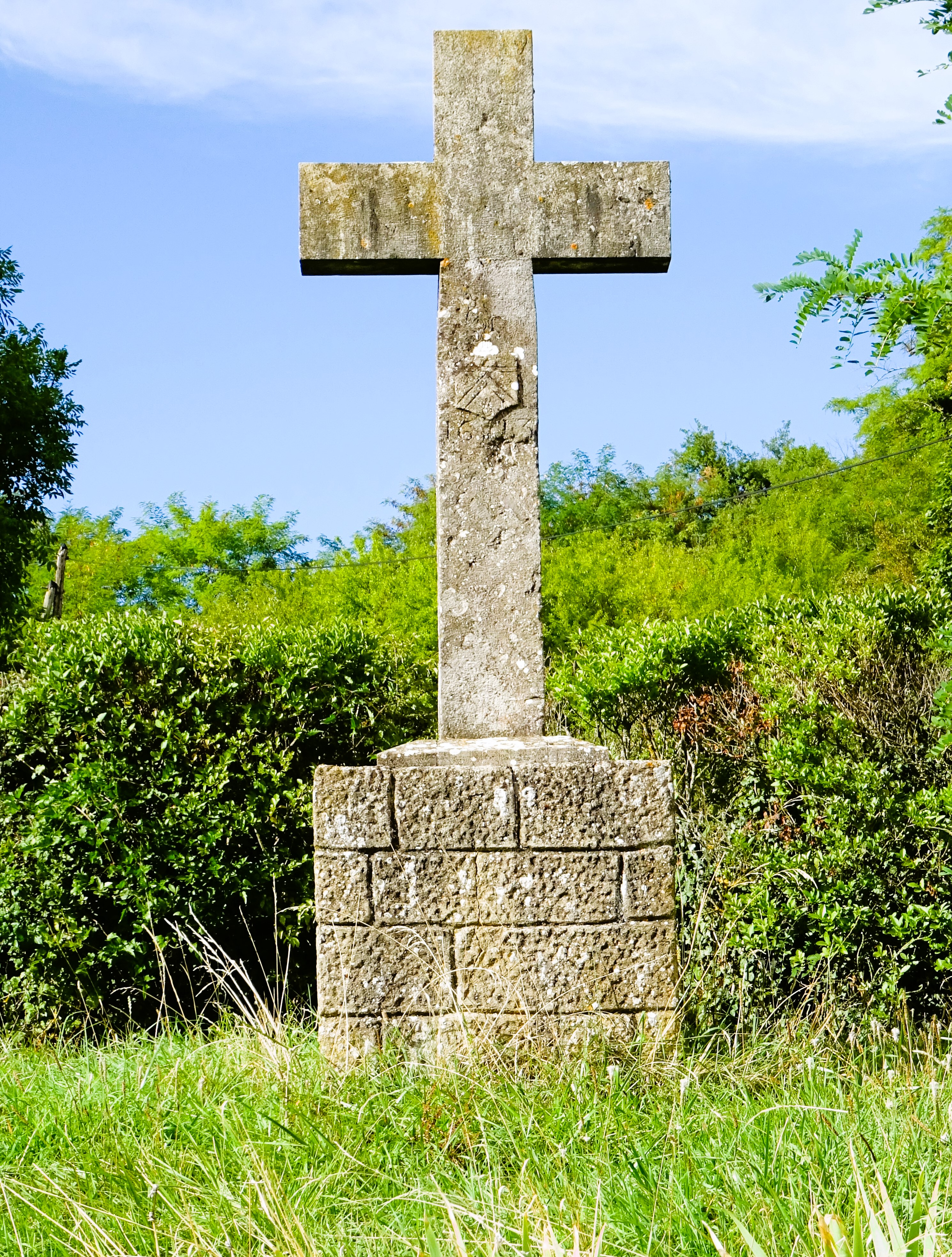
Croix de la Barollière.
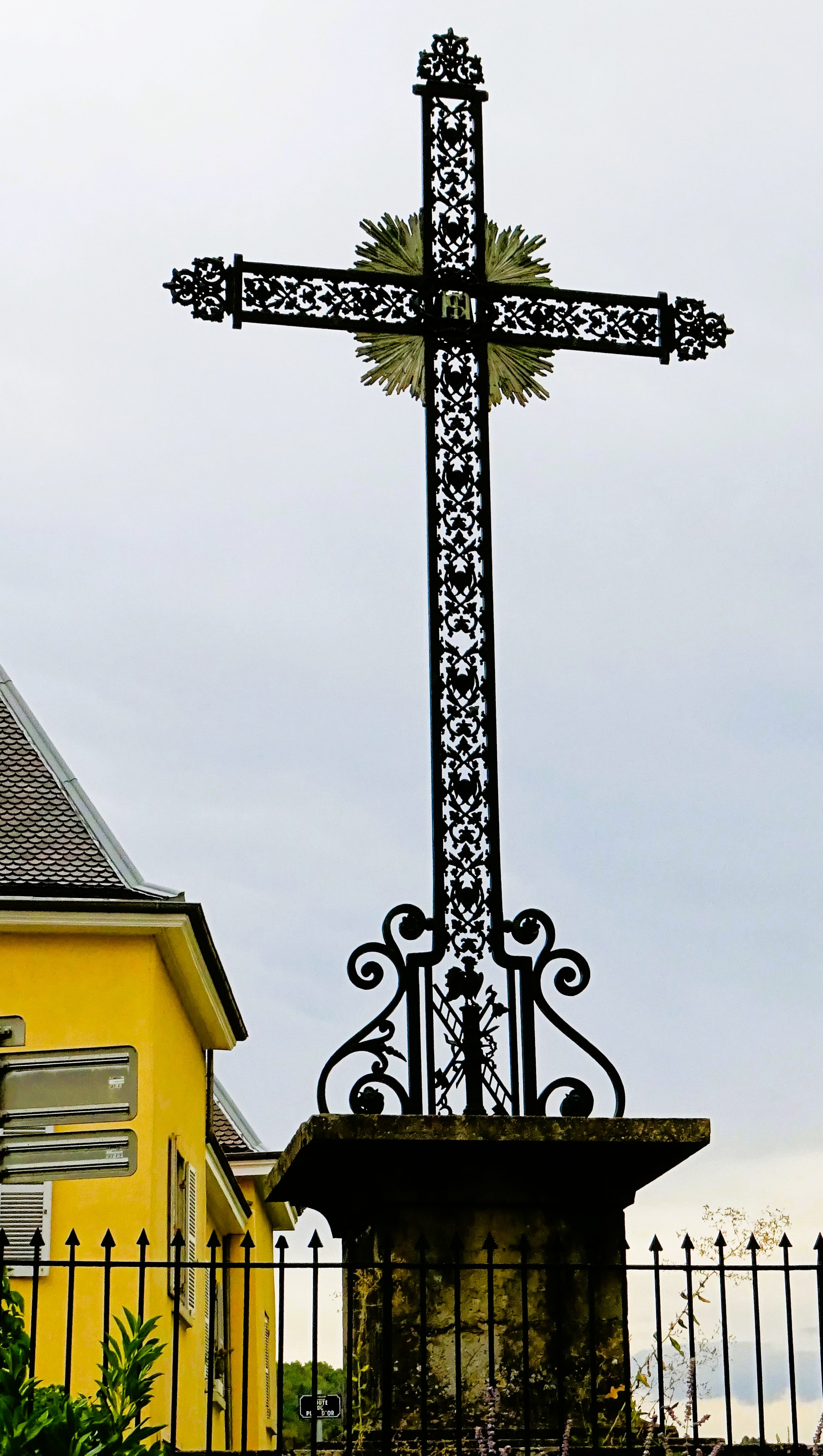
Croix de la Sablière.
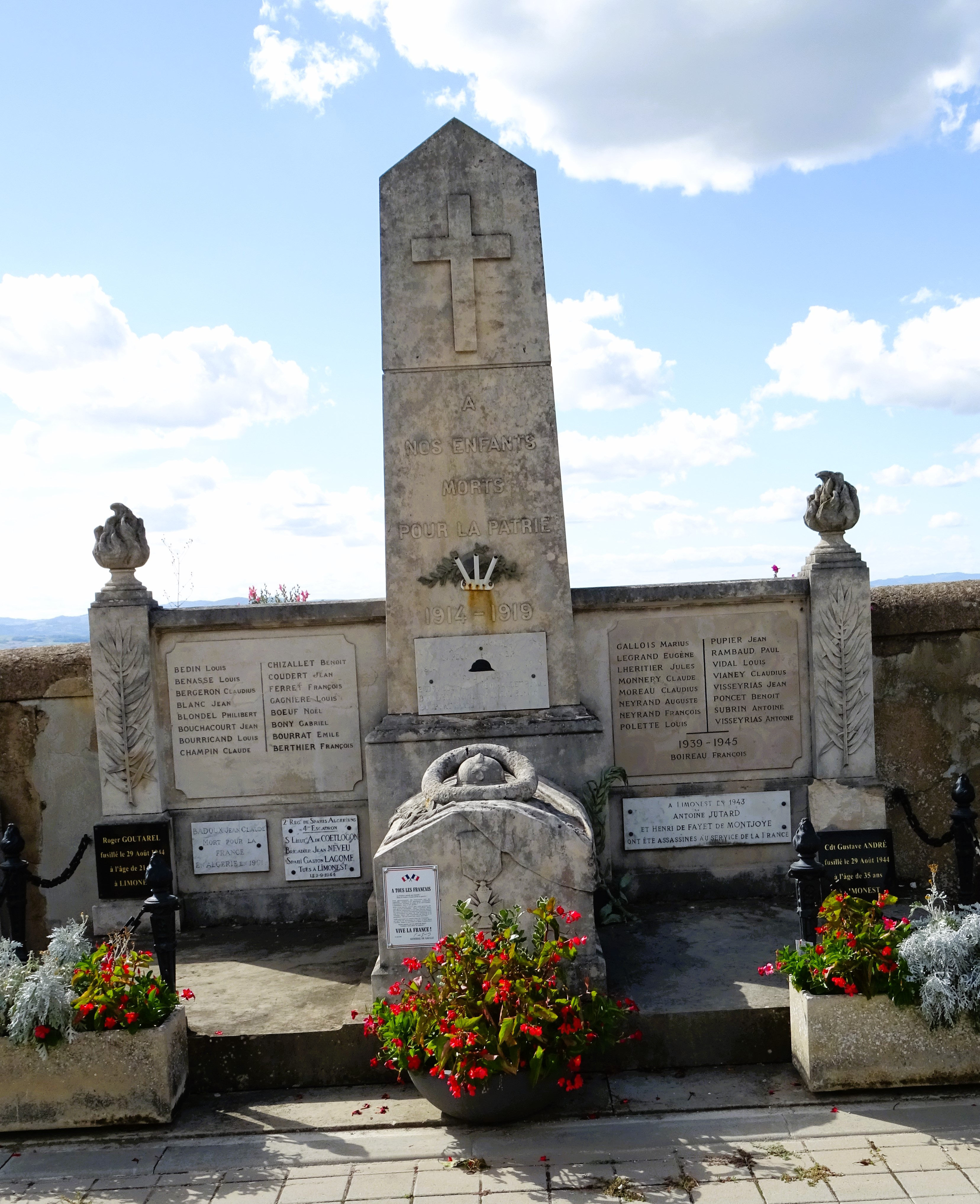
Monument aux morts de la Grande Guerre.
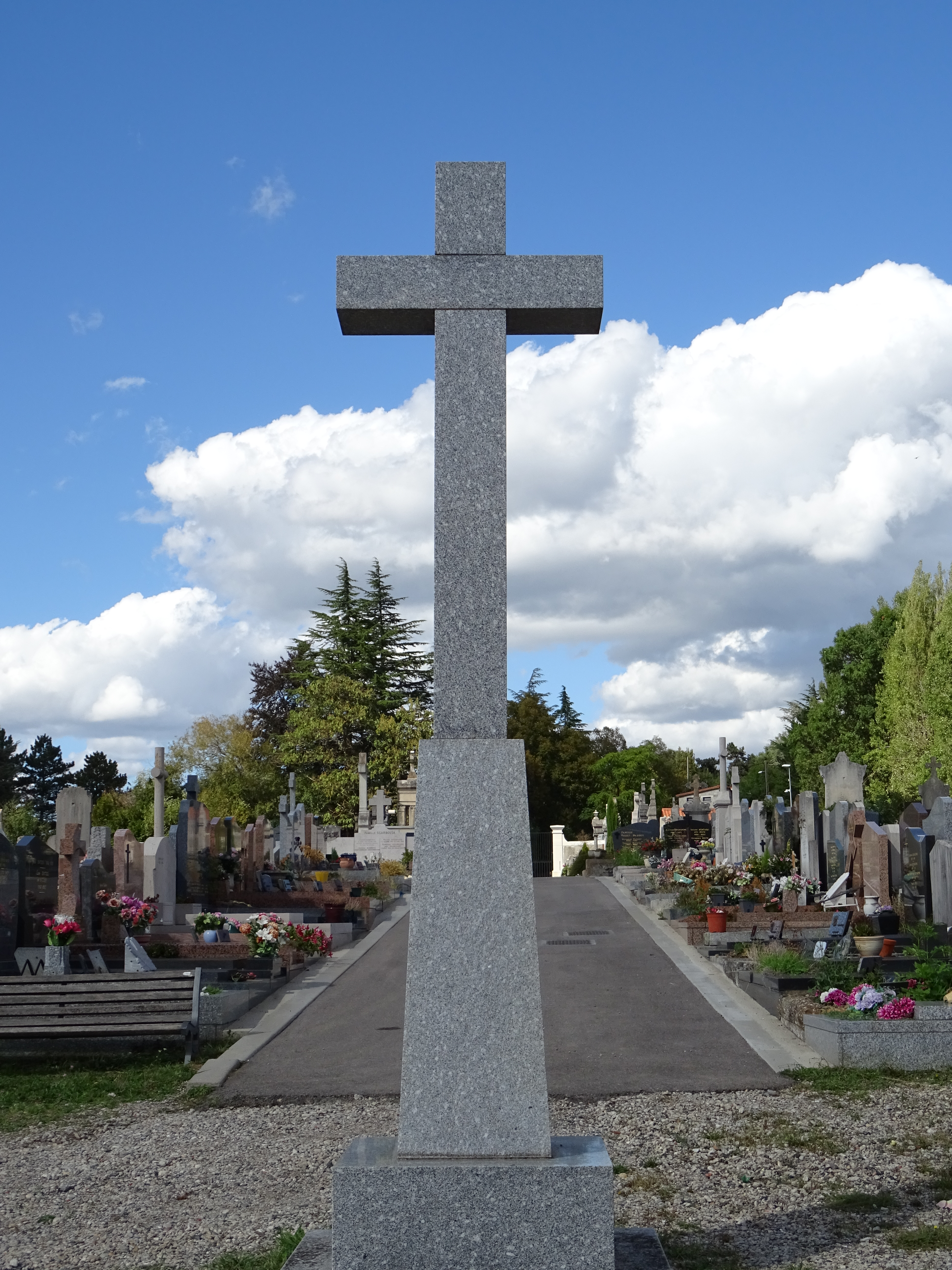
Croix du cimetière.
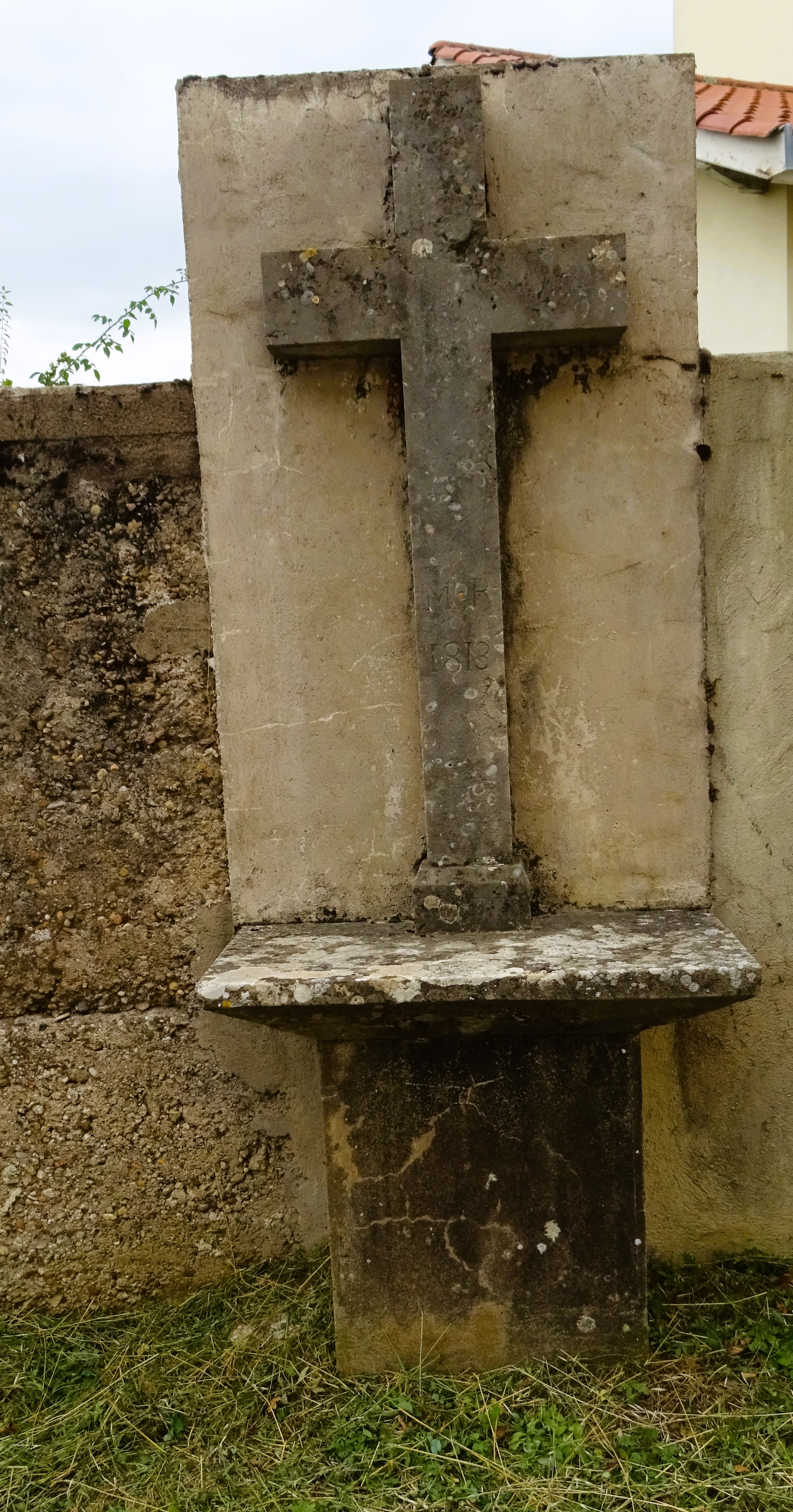
Croix du Prado.

#### La présence lyonnaise
À défaut d'informations directes sur la commune de Limonest, il est commode d'envisager l'étude de la période contemporaine par le biais des rapports entretenus avec la métropole lyonnaise depuis la Révolution.

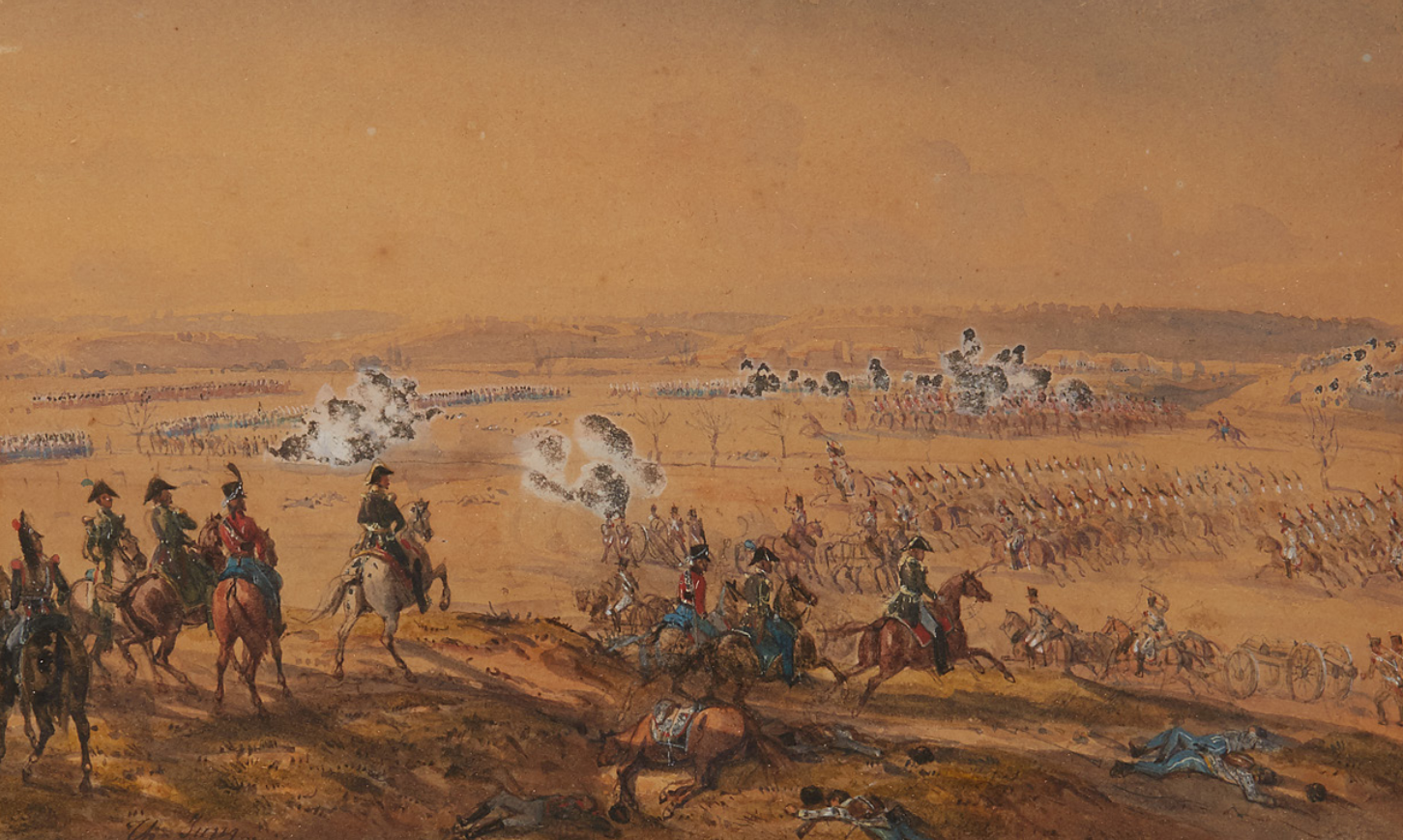
Charge du 13e régiment de cuirassiers à la bataille de Limonest, 20 mars 1814.

Sur le plan militaire, les monts d'Or constituent comme une sorte de dernier rempart face à un envahisseur venu du nord. Lorsque les troupes autrichiennes approchèrent de la ville dans la première grande offensive des forces alliées contre l'Empire de Napoléon, c'est à Limonest que le général Augereau les accrocha le 20 mars 1814. En forte infériorité numérique, il ne les empêcha pas de forcer le passage et elles entrèrent à Lyon le lendemain,.
Pendant la guerre franco-allemande de 1870-71 l'ennemi arrêta son offensive en Bourgogne. Les Lyonnais n'en édifièrent pas moins la basilique Notre-Dame de Fourvière en reconnaissance de la protection divine. Les autorités jugèrent plus prudents de renforcer la ligne de défense de la ville par une deuxième ceinture. Le fort du mont Verdun en était une pièce maîtresse mais il était lui-même couvert par des batteries. Deux d'entre elles étaient situées sur la commune de Limonest : celles du mont Narcel et des Carrières. Ces dernières, qui font partie du système défensif imaginé par le ministre Séré de Rivières, avaient été déclassées en 1900 et utilisées à divers usages par l'armée : stockage de matériel, hébergement occasionnel de troupes de passage voire de prisonniers après la Seconde Guerre mondiale. Rachetées par la commune en 1993, elles ont été remarquablement restaurées par les soins de l'association "Limonest Patrimoine" en cinq chantiers de jeunes volontaires à partir de 2003. Les visites organisées ne laissent plus rien ignorer de leur histoire, de leur rôle dans le dispositif d'ensemble, de leur puissance de feu (6 canons), du casernement de la garnison.

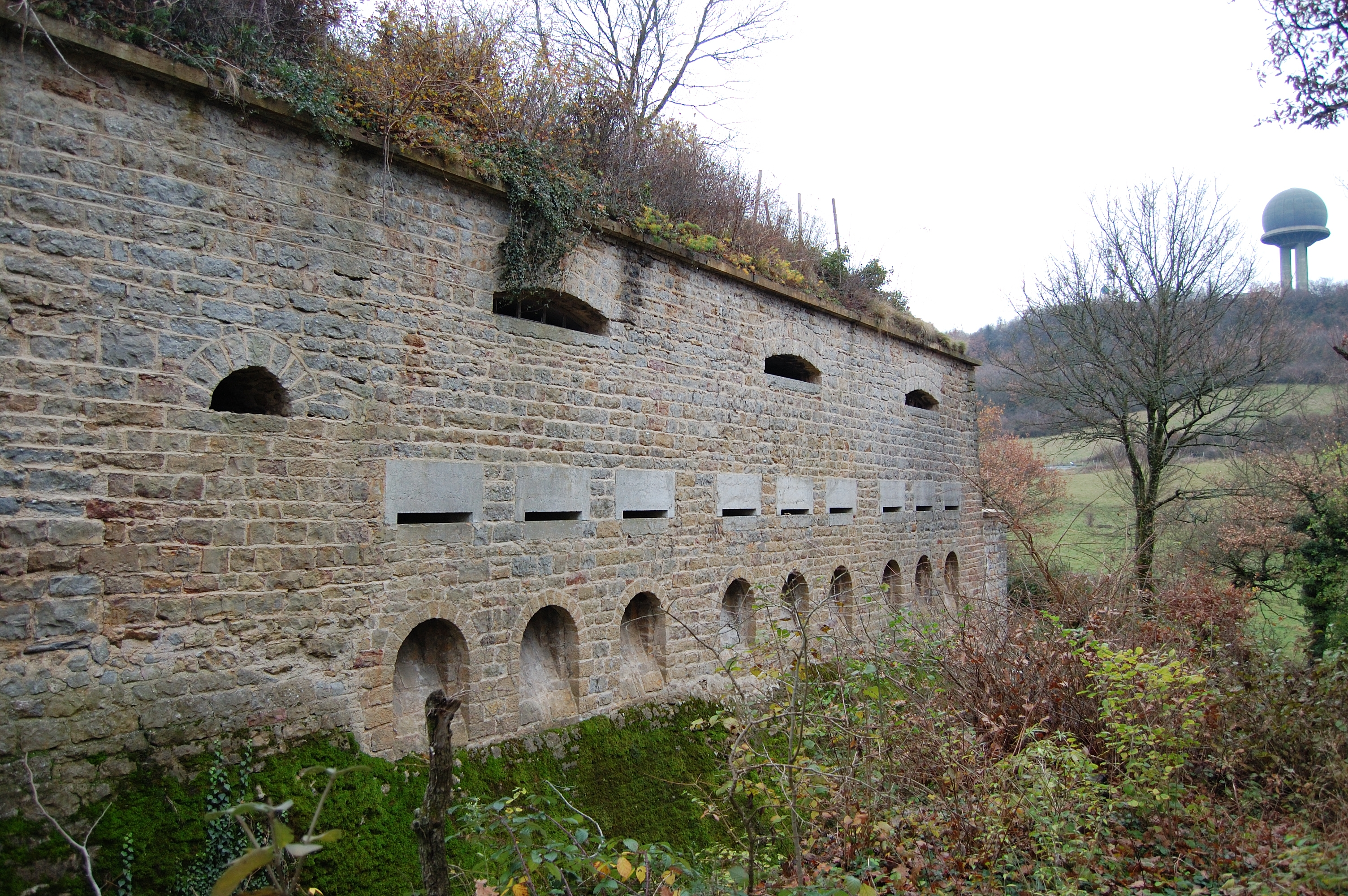
Batterie des Carrières.
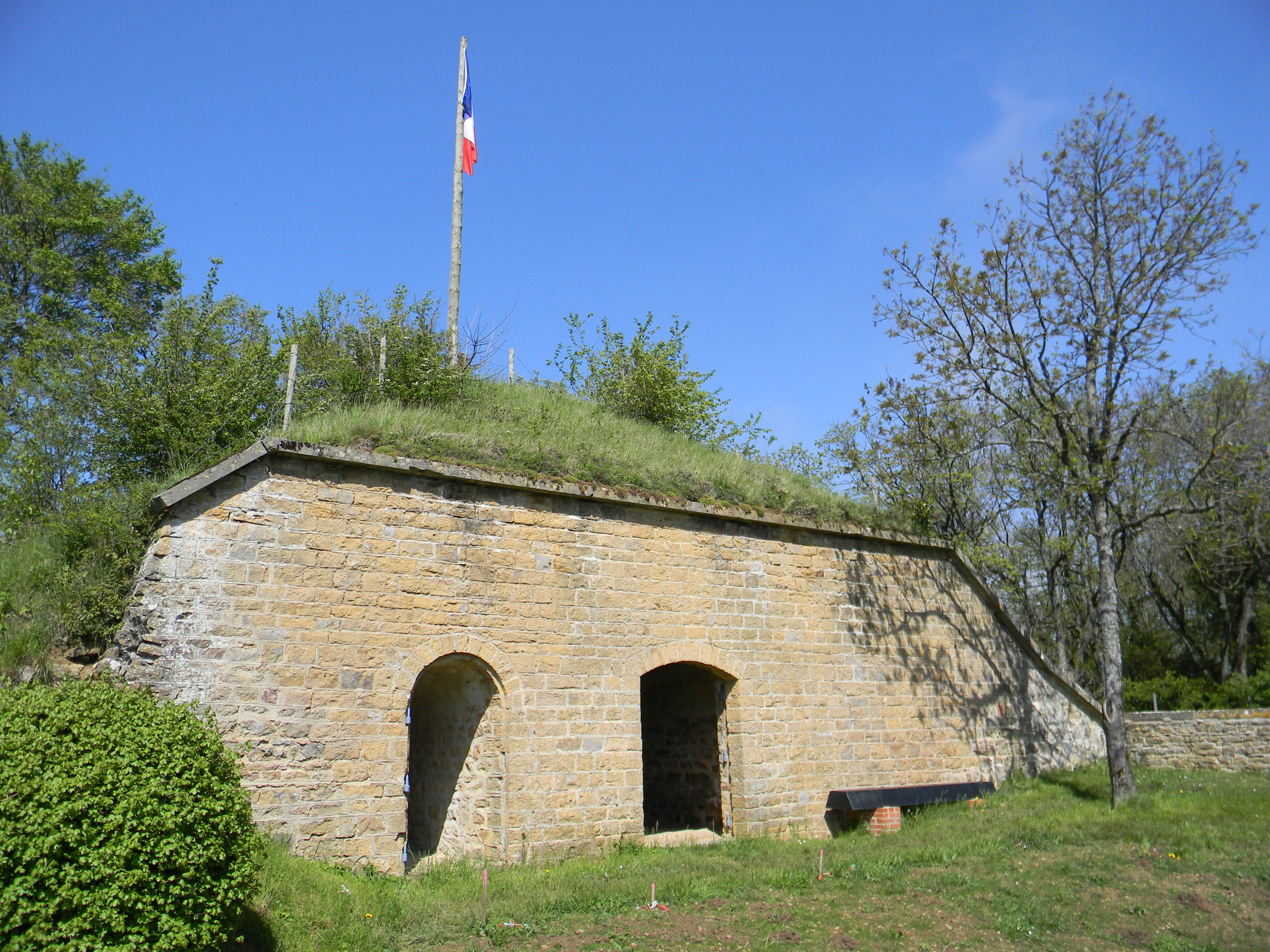
Traverse abri.
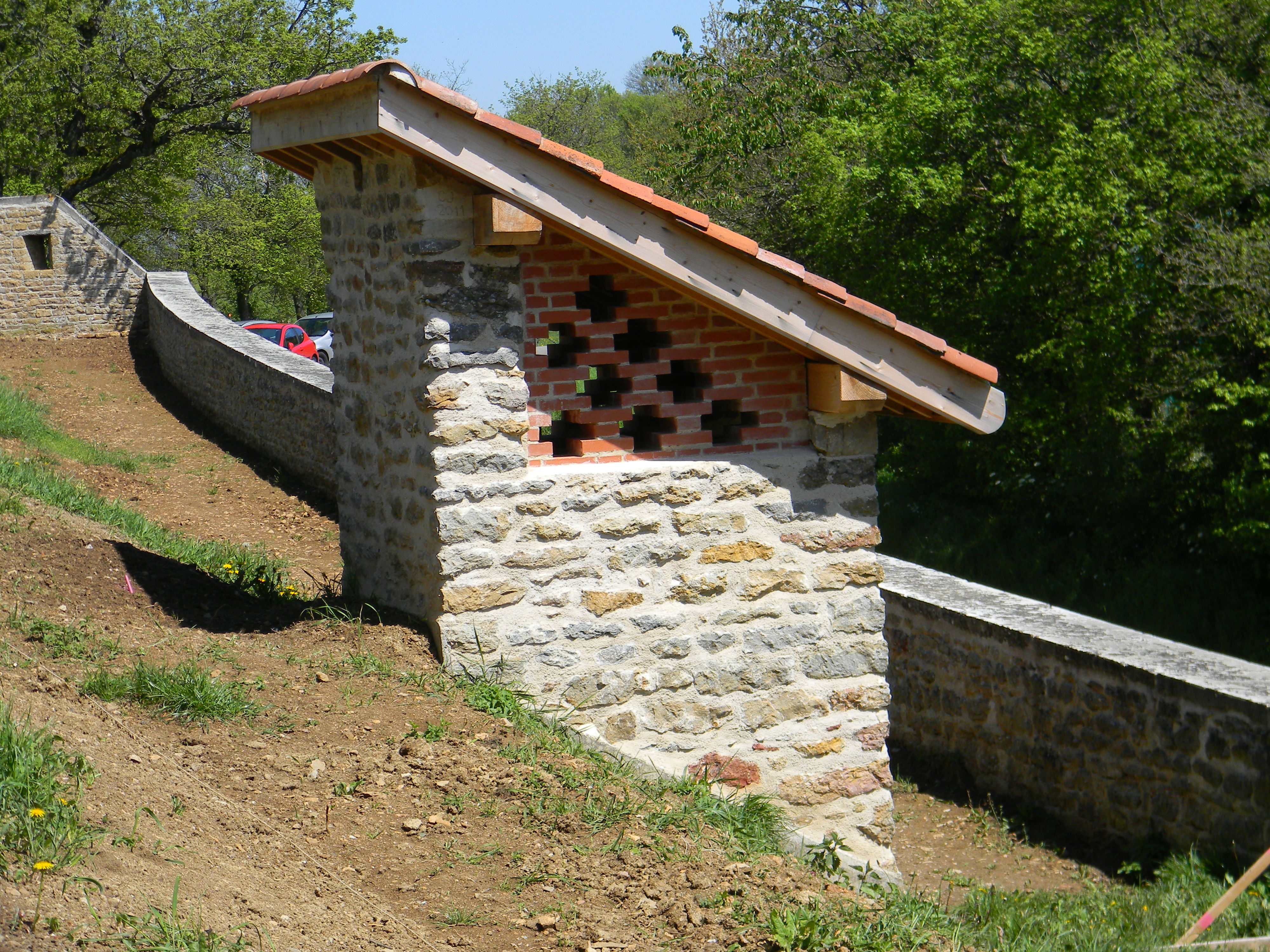
Latrine.
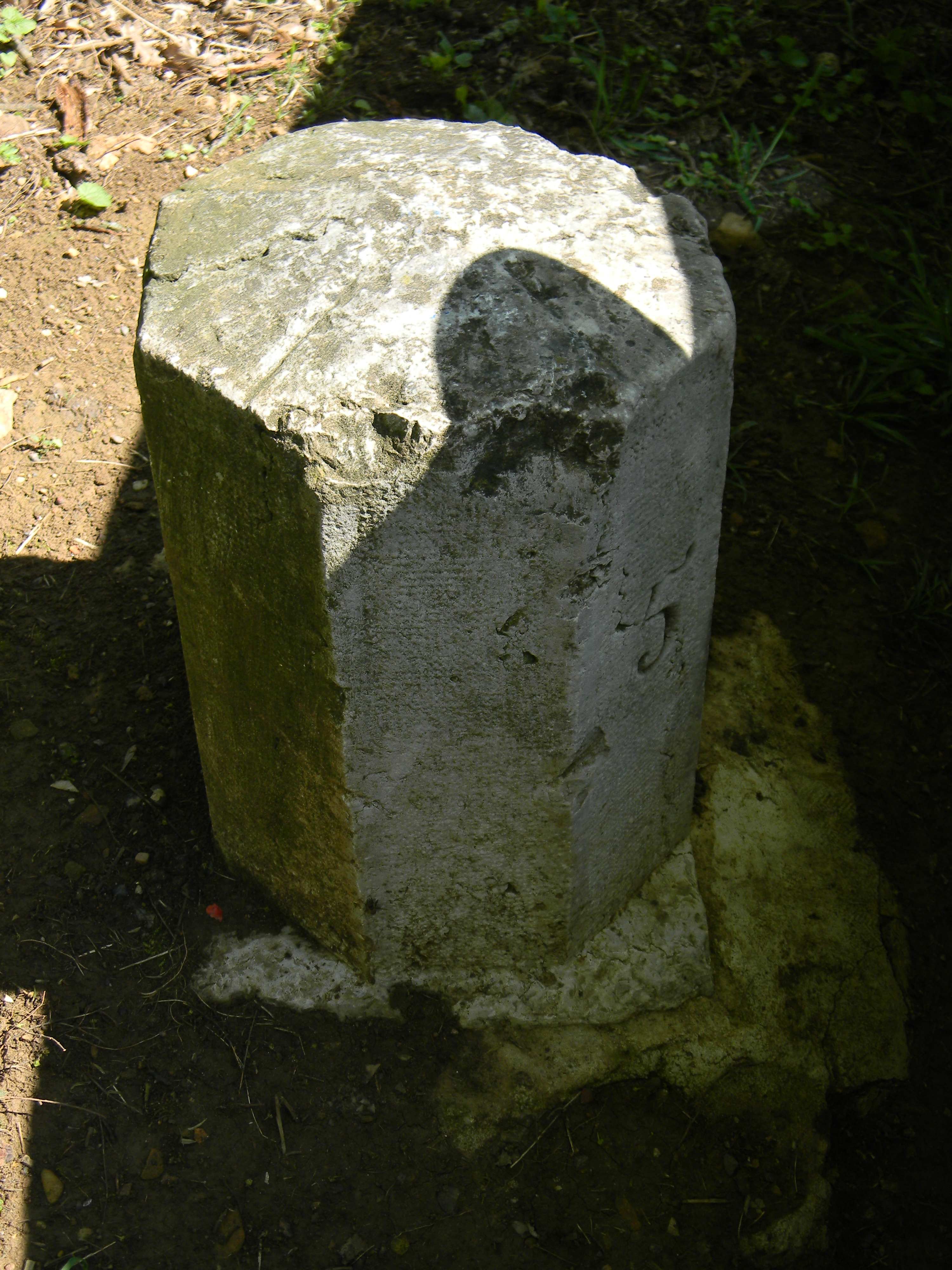
Borne limite.

Sur le plan religieux, deux initiatives ont marqué la fin du XIXe siècle. Le père
 Chevrier, fondateur de l'œuvre du Prado à Lyon, a pu, grâce à la générosité de deux bienfaitrices, faire l'acquisition en 1872 d’une ancienne demeure dans le hameau de Saint-André. Il décida d'y installer une maison pour enfants retardés puis un séminaire. La principale transformation a consisté à démolir une petite chapelle mal orientée pour en construire une plus grande. Malade, il devait d'ailleurs y faire retraite un certain temps. C'est devenu un centre spirituel où viennent se former et retraiter les prêtres du Prado mais il accueille aussi pour leur formation des volontaires à des missions de coopération et n'exclut pas les groupes de particuliers. En face, sœur Claire a acheté en 1895 une ancienne demeure du XVIIe siècle et en a fait un certain temps un noviciat. Elle est aujourd’hui organisée pour l'accueil de groupes.
En 1895 également une pieuse personne a acheté le château de Sandar aux très anciennes origines puisqu'on y évoque le souvenir des sires de Beaujeu. Bien que remanié en 1842, il a conservé ses allures défensives avec son donjon carré couronné d'une balustrade. Dans son prolongement, à l'est, une tourelle d'angle en encorbellement est coiffée d'un toit en poivrière. La donatrice a légué le château aux Frères des écoles chrétiennes qui y ont fondé une école d'agriculture et d'horticulture. L'établissement est depuis destiné à l'enseignement des sciences de la nature et du vivant accueille aujourd'hui environ 200 élèves et étudiants et regroupe 5 structures d'enseignement : un lycée général, un lycée technologique destiné à l'environnement, un lycée professionnel tourné vers le monde équestre, une structure d'enseignement supérieur et une unité de formation par apprentissage. Un collège  s'est également implanté en 2018 sur le site de l'établissement.

En revanche, on a peu d'exemples de constructions dans la commune par la bourgeoisie lyonnaise : la maison de la Sablière apparaît comme une exception. 

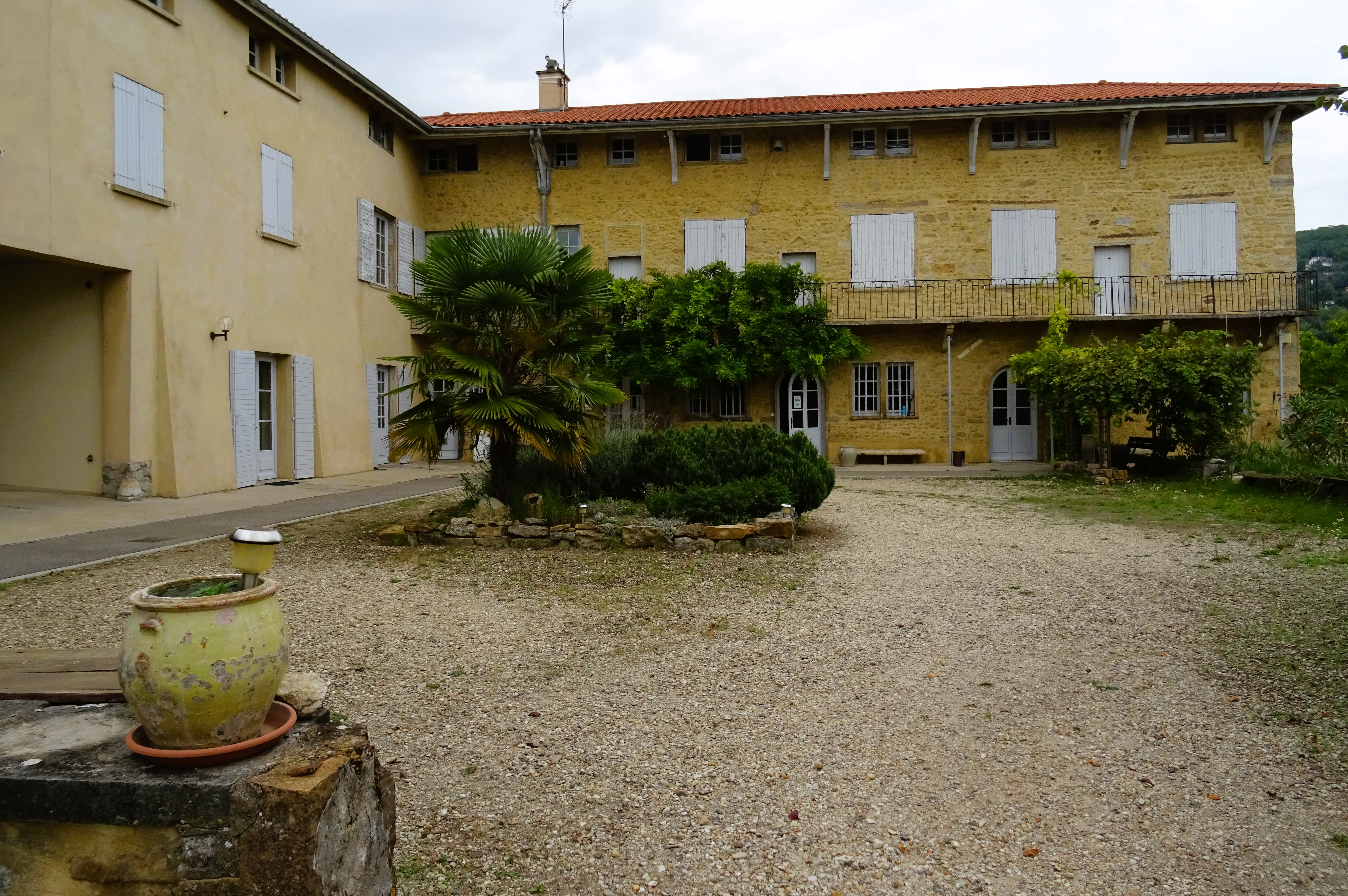
Le Prado.
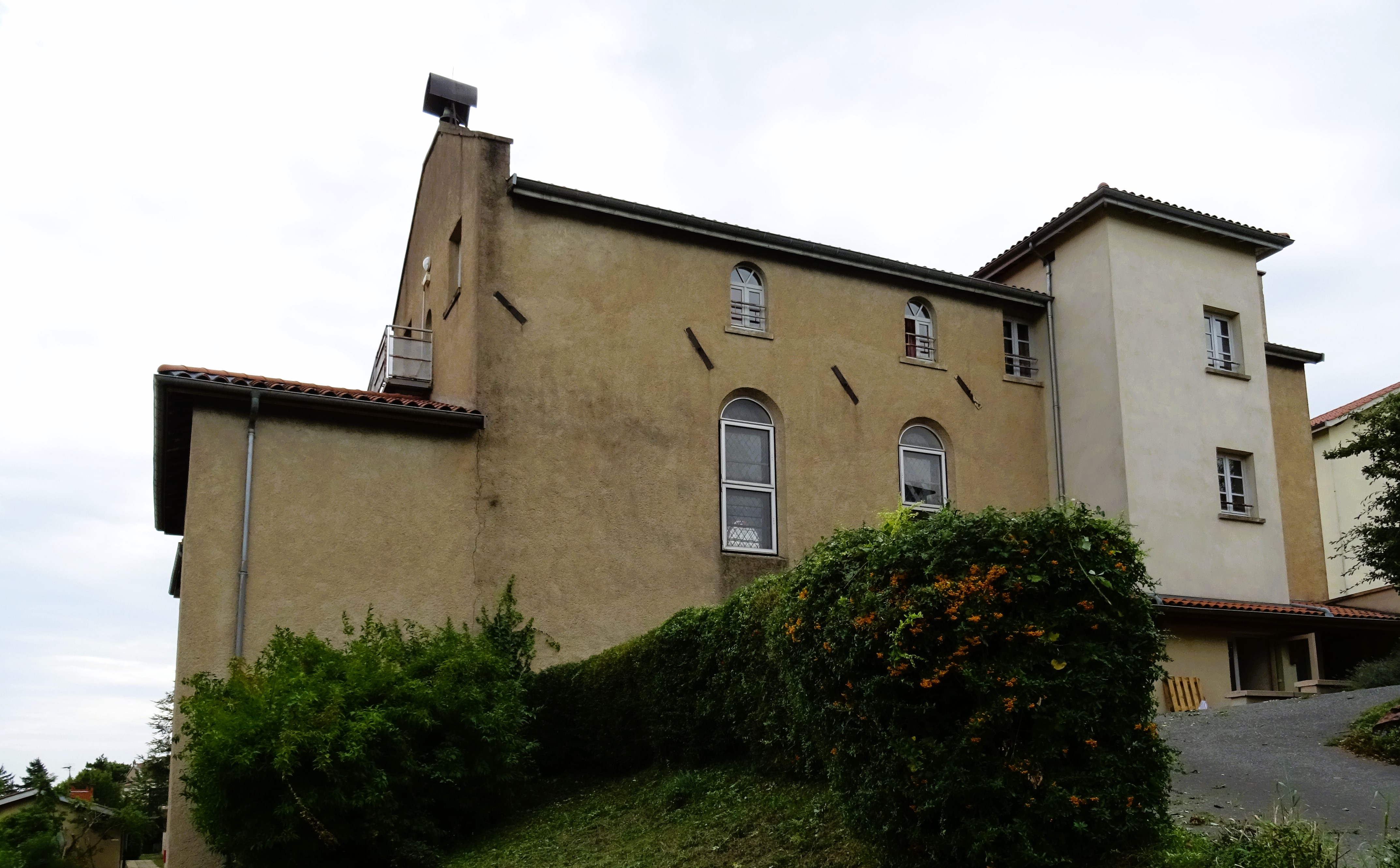
Chapelle du Prado.
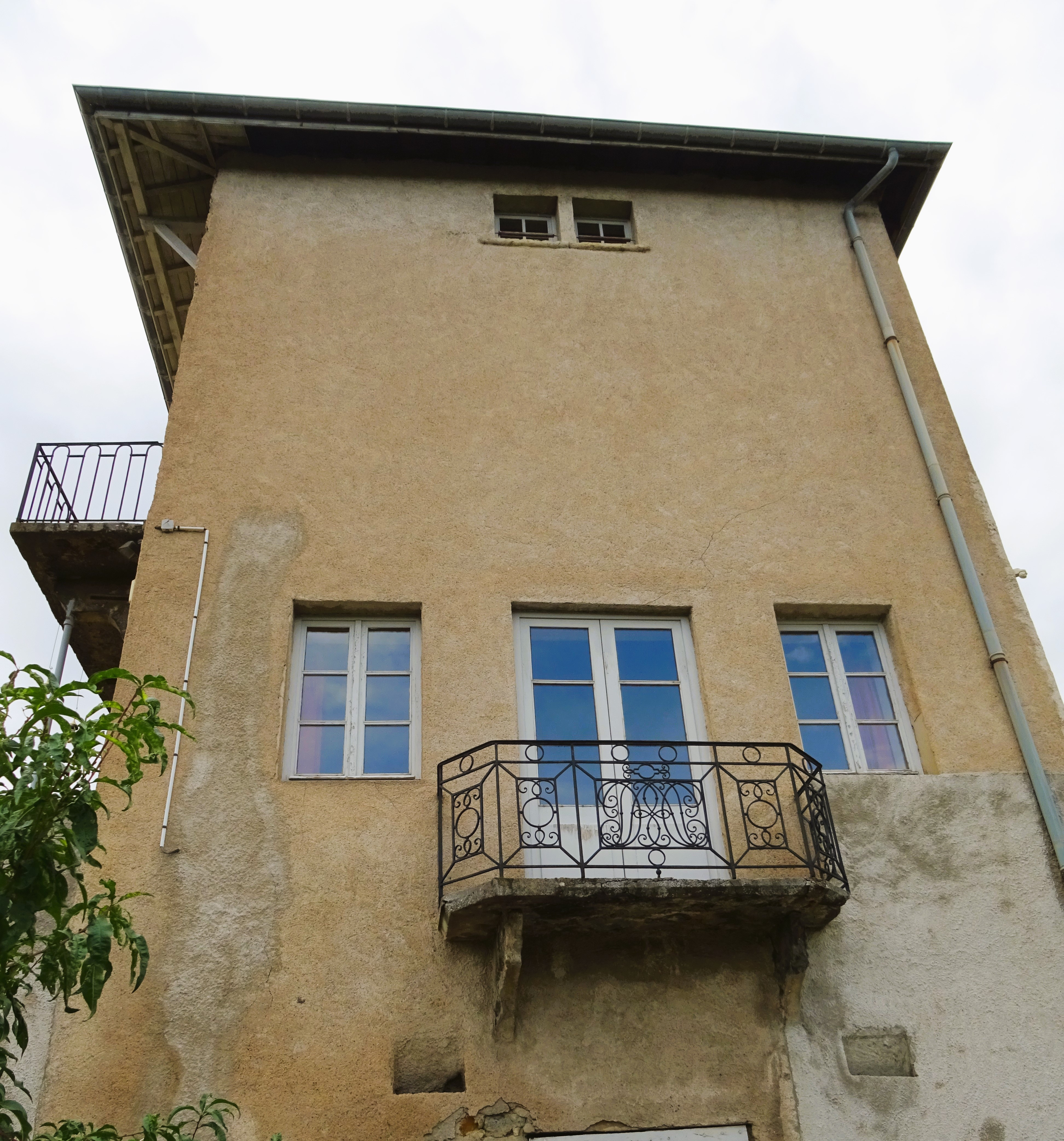
Chapelle du Prado.
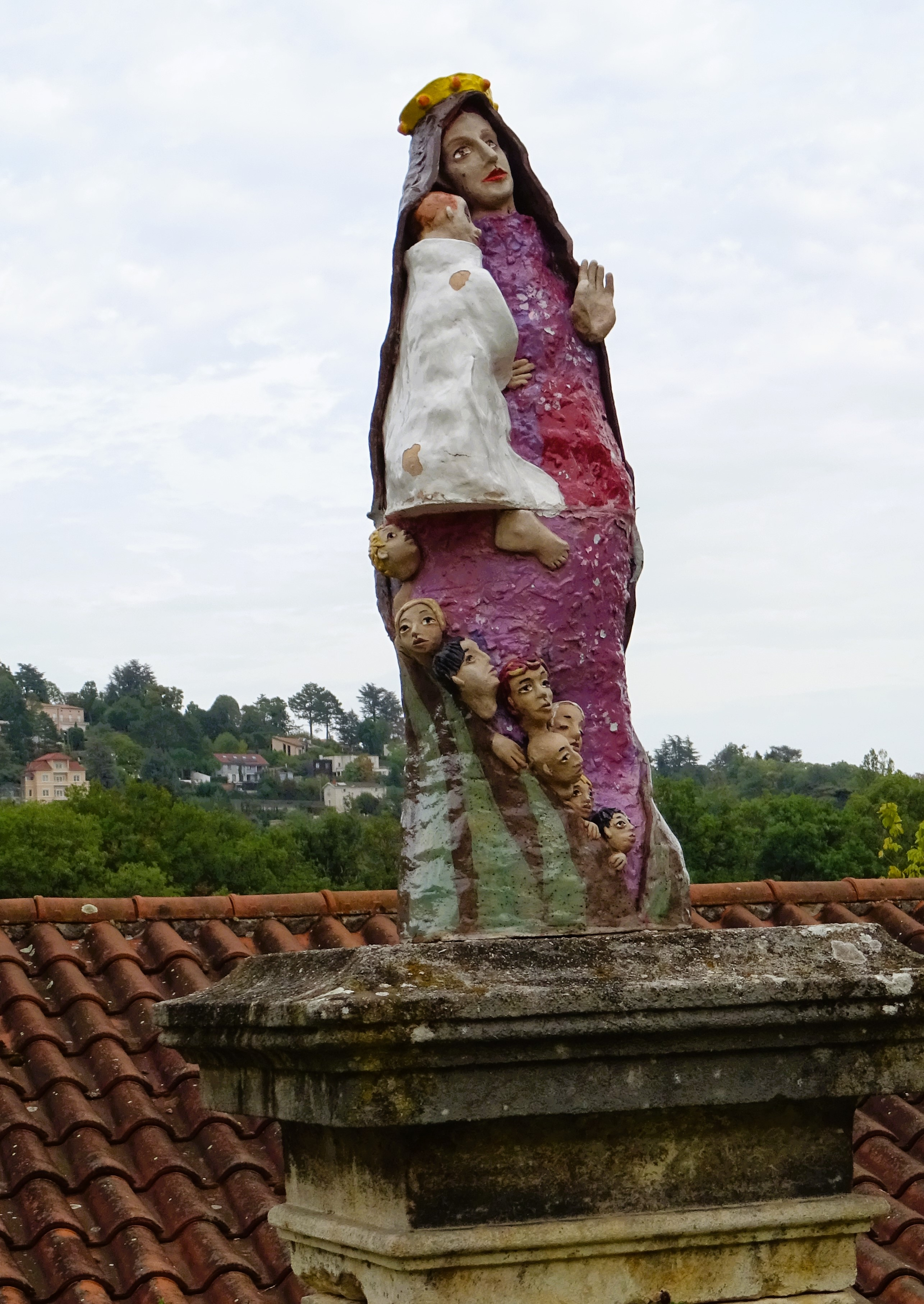
Vierge du Prado.
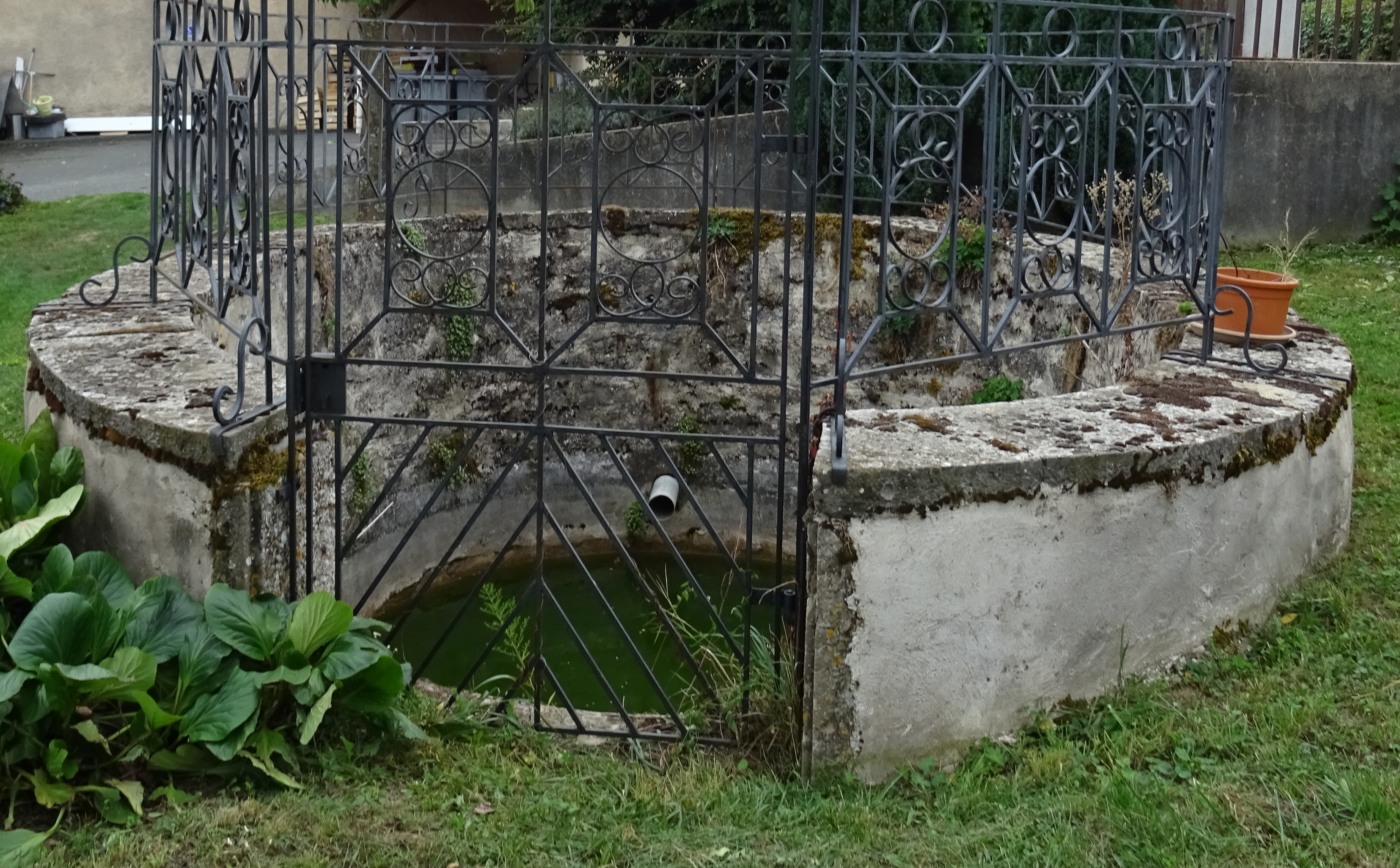
Puits du Prado.

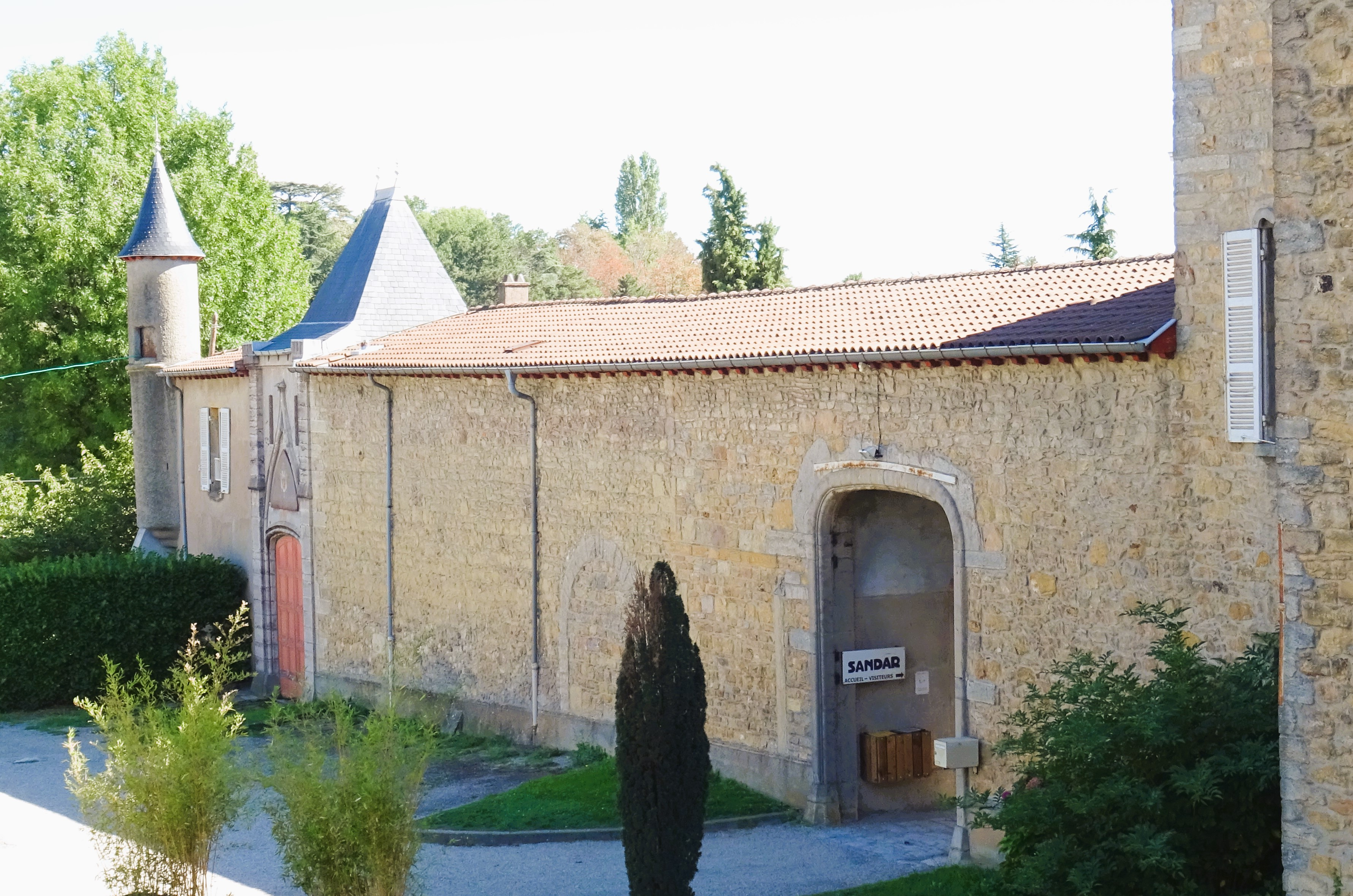
Château de Sandar, aile gauche.
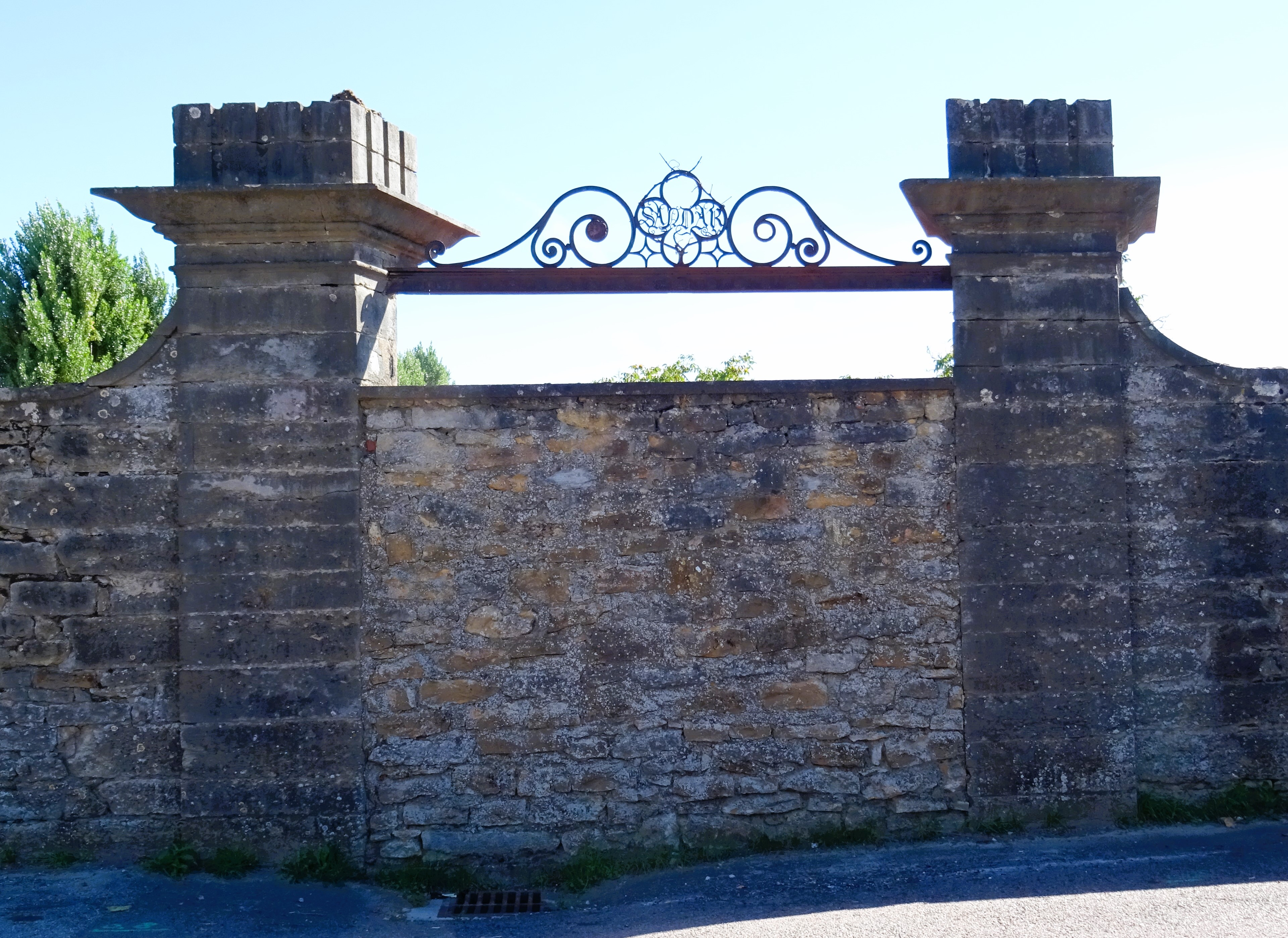
Ancien portail de Sandar.
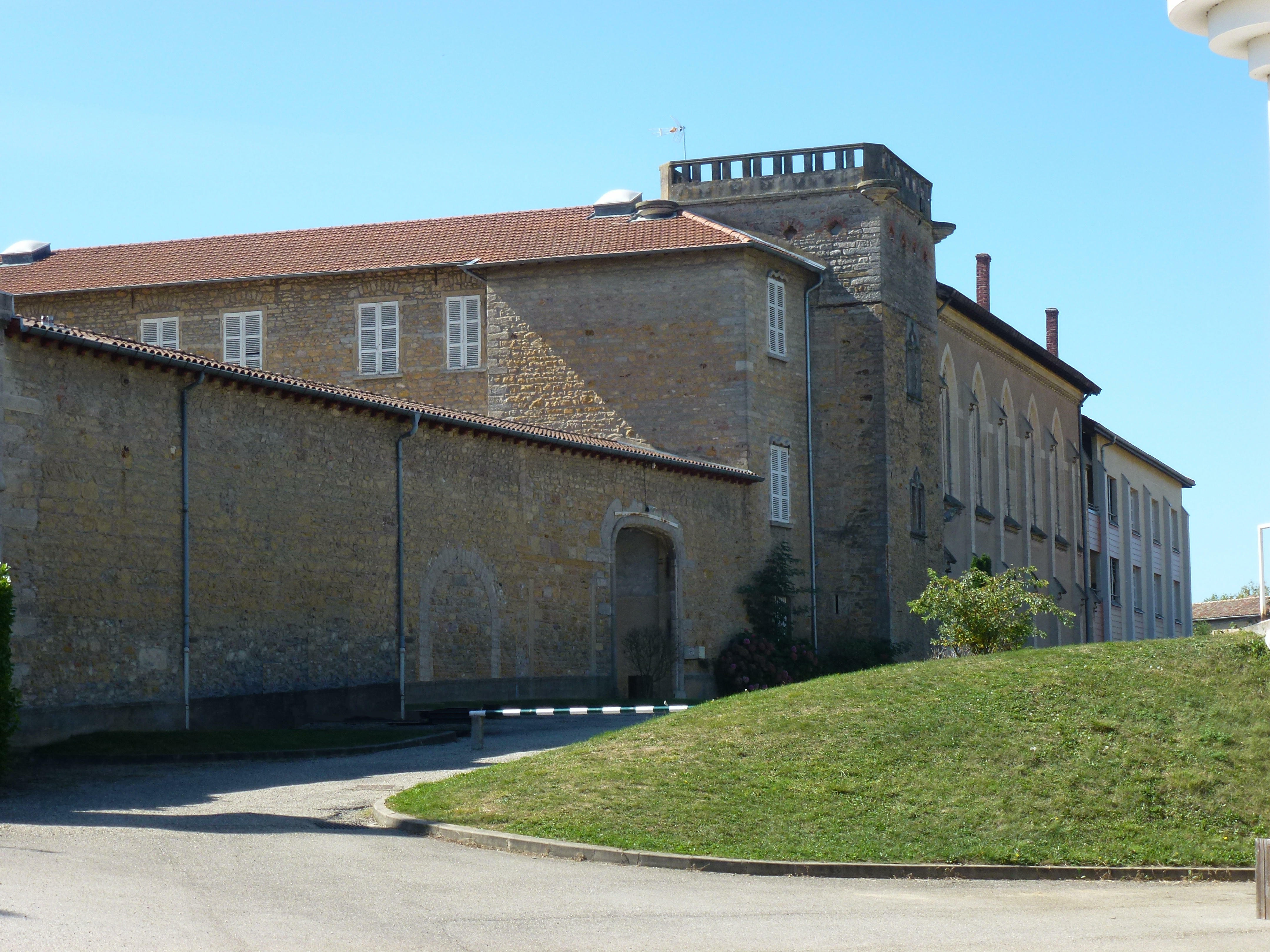
Château de Sandar.
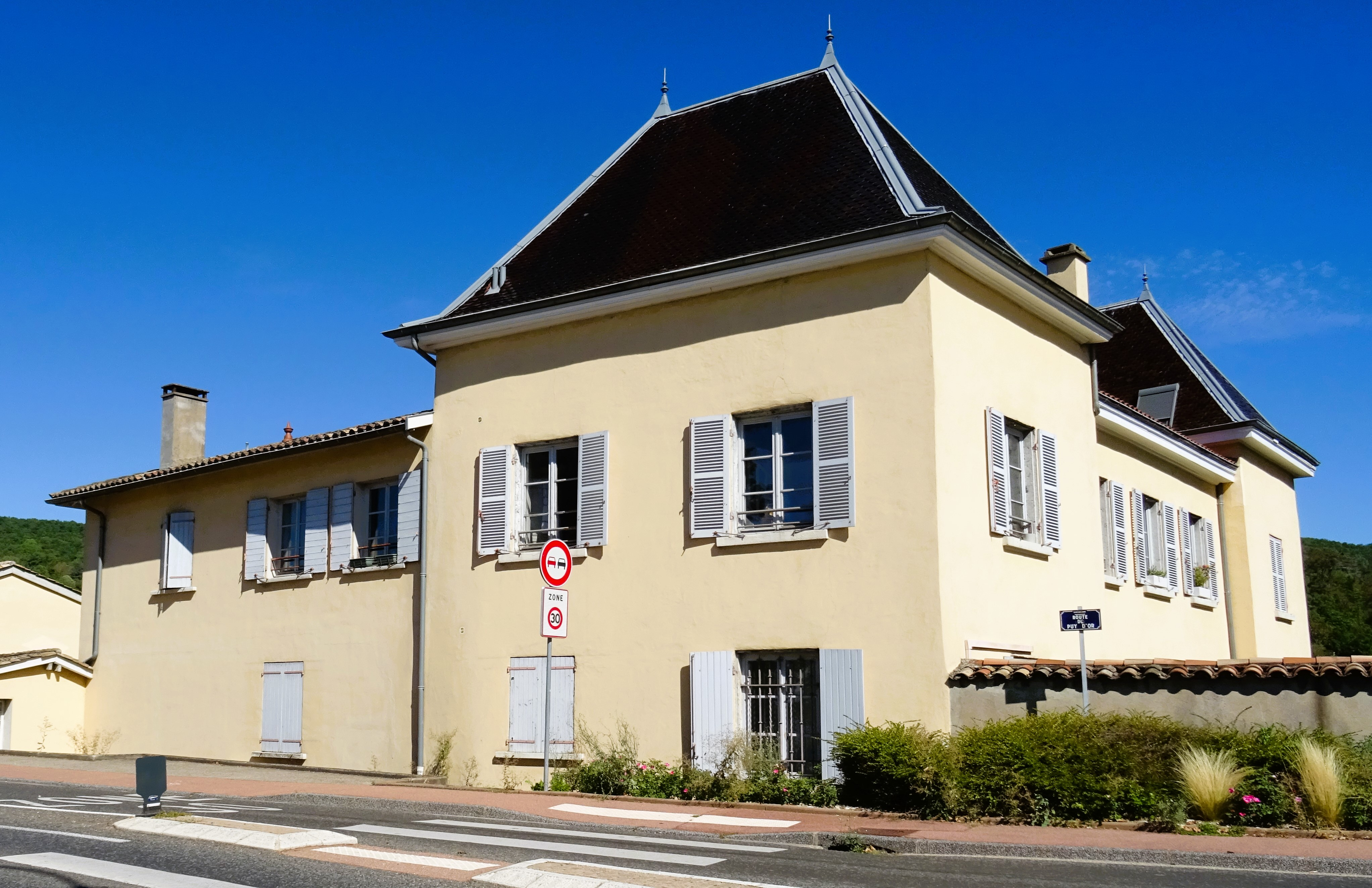
La Sablière.
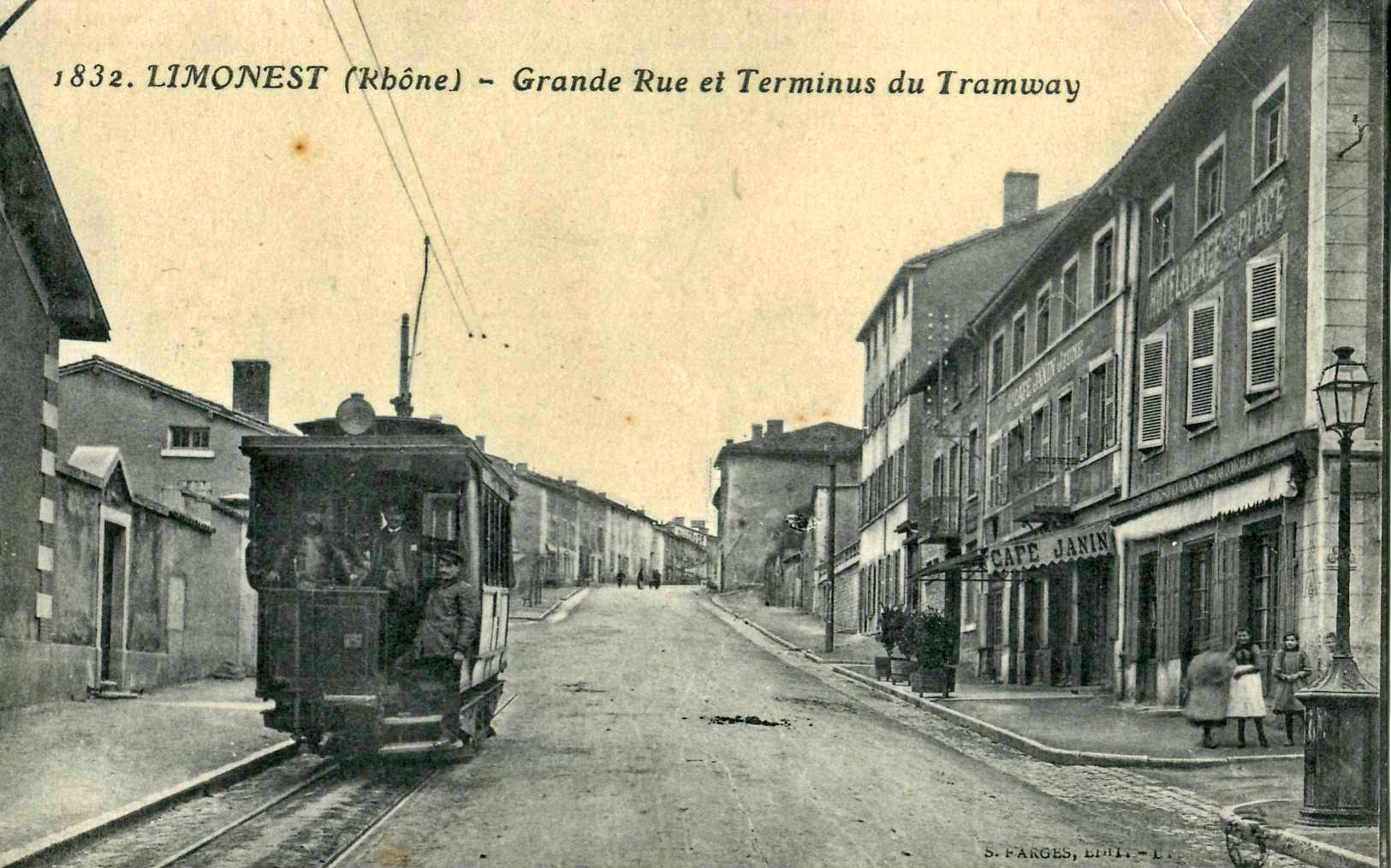
Le tramway desservant Limonest à partir de 1904.

Pour une meilleure association avec la métropole, la ligne 21 de tramways de la Compagnie des omnibus et tramways de Lyon (OTL), Pont-Mouton-Champagne, fut prolongée en 1904 jusqu'à Limonest. Elle fut doublée en 1931 par un service d’autocars et prolongée jusqu’à Chasselay en 1932. Le tramway ne fonctionna plus que le dimanche et fut remplacé par un autobus en 1939. La création d'une course automobile de côte Limonest-mont Verdun a attiré les foules à partir de 1906. La partie se joue sur les 2 680 mètres entre le centre-ville et ce sommet de 626 mètres avec une dénivelée de 160 mètres et une pente moyenne de 6 %.
On ne saurait dire jusqu'à quel point et pour quelles raisons les relations entretenues avec Lyon ont permis à Limonest de conserver le même niveau de population jusqu'à la veille de la Seconde Guerre mondiale. On dénombrait 1 153 Limonois en 1846 et on en comptait 1 113 au recensement de 1936.

### Limonest auXXIesiècle

#### Une commune dortoir?
Les 1 321 Limonois de 1946 étaient légèrement plus nombreux que les 1 212 de 1876. On peut parler de stagnation. Au lendemain de la Seconde Guerre mondiale, l'essor démographique est continu et est allé en s'accélérant jusqu'à 2025 surtout à partir de 1968. Dans le dernier demi-siècle la population a exactement doublé, passant de 1 751 à cette date à 3 648 en 2019. Au début de cette période, du fait de l'installation de jeunes ménages, les naissances étaient beaucoup plus nombreuses que les décès et concouraient pour 30 % à cette croissance annuelle de l'ordre de 1 %. En 2022, du fait du vieillissement de la population et d'une moindre fécondité le solde migratoire est le seul à maintenir ce taux au même niveau.
Le paysage a été profondément transformé par les nombreuses constructions qui ont particulièrement colonisé les secteurs en relief en évitant le fond des vallons. Le patrimoine bâti ancien ne représente plus qu’une fraction très minoritaire : 12,8 % datent d'avant 1919, 19,4 en ajoutant l’Entre-deux guerres, 31,4 % jusqu'en 1970. La construction de maisons individuelles a été la règle mais depuis les années 1990 la part des immeubles collectifs tend à devenir de plus en plus exclusive la place étant mesurée pour les nouveaux venus qui doivent en outre compter sur l'augmentation du coût du foncier. Cette évolution est rapide : si 26,6 % des logements étaient en immeubles en 2008, ce pourcentage est passé à 42,1 en 2018. Qui sont ces nouveaux Limonois ? À en juger par le niveau d'instruction, il s'agit surtout d'une élite bardée de diplômes. Numériquement, sur 2 569 personnes de plus de 15 ans, en additionnant les 14,5 % de niveau bac + 2, les 12,5 % de niveau 3 et 4 et les 21,5 % encore plus titrés du point de vue universitaire on parvient à un total de 48,4 %. L'examen des catégories socio-professionnelles aboutit au même constat. Les cadres et professions intellectuelles supérieures regroupent 41,6 % des personnes. En leur ajoutant les 27,8 % des professions intermédiaires on parvient au total de 69,4 %.
Ces précisions semblent être en contradiction avec les disponibilités en matière d'emploi à Limonest même. Sur le territoire de la commune, avec 0,1% l'agriculture a cessé de compter. L'industrie ne mobilise que 5,8 % des actifs et la construction 2,8%. L'administration publique, l'enseignement et les services de santé interviennent pour 14,4%. Les effectifs de loin les plus fournis (76,9%) concernent les secteurs du commerce, des transports et des services divers.
On ne résoudra cette contradiction que par la prise en compte d'un ensemble qui dépasse la seule commune de Limonest. Celle-ci est associée à ses voisines dans le cadre de l'organisme Techlid. Ce nom a été choisi pour désigner les communes fondatrices de Tassin, Écully, Champagne-au-Mont-d’Or, Limonest et Dardilly. Si cette association a été dissoute en 2018 pour prendre un nouveau départ, elle n'en continue pas moins à jouer un rôle de premier plan dans la vie de la métropole lyonnaise. Il s'agit en effet de son deuxième pôle d'emplois après la Part-Dieu. Le bas de la commune de Limonest en partage tous les avantages : un espace parfaitement plat à l'altitude de 300 mètres, une desserte immédiate par l'autoroute du Soleil, la proximité du centre de la métropole. Mille deux cent entreprises y sont actuellement implantées dans les domaines les plus variés. Elles recrutent évidemment leur main-d’œuvre dans un vaste rayon géographique et les 76,9 % de Limonois répertoriés dans le secteur du commerce, des transports et services divers y sont minoritaires mais il est bien évident que les catégories socio-professionnelles fortement diplômées ne sont pas concernées.
Selon la statistique concernant le lieu de travail des 1 596 Limonois actifs seuls 30,3 % travaillent sur le territoire de le la commune contre 69,7 % à l'extérieur. Nous voyons dans ces chiffres la confirmation de la migration quotidienne des personnes hautement qualifiées vers le cœur de la métropole. Ils sont plus des trois quarts (77,3 %) à s'y rendre en voiture. Ainsi, malgré la présence d'une importante zone d'activité sur son territoire, Limonest peut être qualifiée de commune-dortoir.

#### Services publics
La commune s'est dotée de l'imposant pôle culturel de l'Agora édifié sur un terrain de 14 000 m2 acheté à la Fondation La Salle voisine. Inauguré en 2018, il regroupe une école de musique et de danse, une médiathèque, une salle de spectacle et un auditorium. Que dans ce centre ait été décidé le changement de statut de Techlid en 2018 a valeur symbolique de son rayonnement sur un large secteur de l'agglomération lyonnaise. En matière d'enseignement, aux établissements publics habituels s'ajoutent ceux du secteur privé. Au niveau du premier cycle du secondaire, les familles peuvent choisir le collège privé des Lazaristes La Salle mais la carte scolaire les dirige vers le CES J-P Rameau sur la commune de Champagne-au-Mont-d’Or. La poursuite des études au niveau du lycée est assurée soit par le lycée privé d’enseignement général et d'agro-technologie soit dans le lycée La Martinière Duchère, à Lyon. Le seul établissement de niveau universitaire est l'Institut Sandar pour la poursuite des études en agro-technologie. En matière sportive, un parc des sports a été inauguré en 1994 dans la proximité immédiate du centre et progressivement équipé au fil des années. Il comporte un boulodrome et toute la série des jeux de ballon (footballs, basket, tennis, handball) ainsi qu'un gymnase utilisé pour la pratique des sports en salle par équipe et d'arts martiaux, une salle annexe destinée spécialement à la gymnastique. N'oublions pas le circuit de Bicross en contrebas de la mairie.

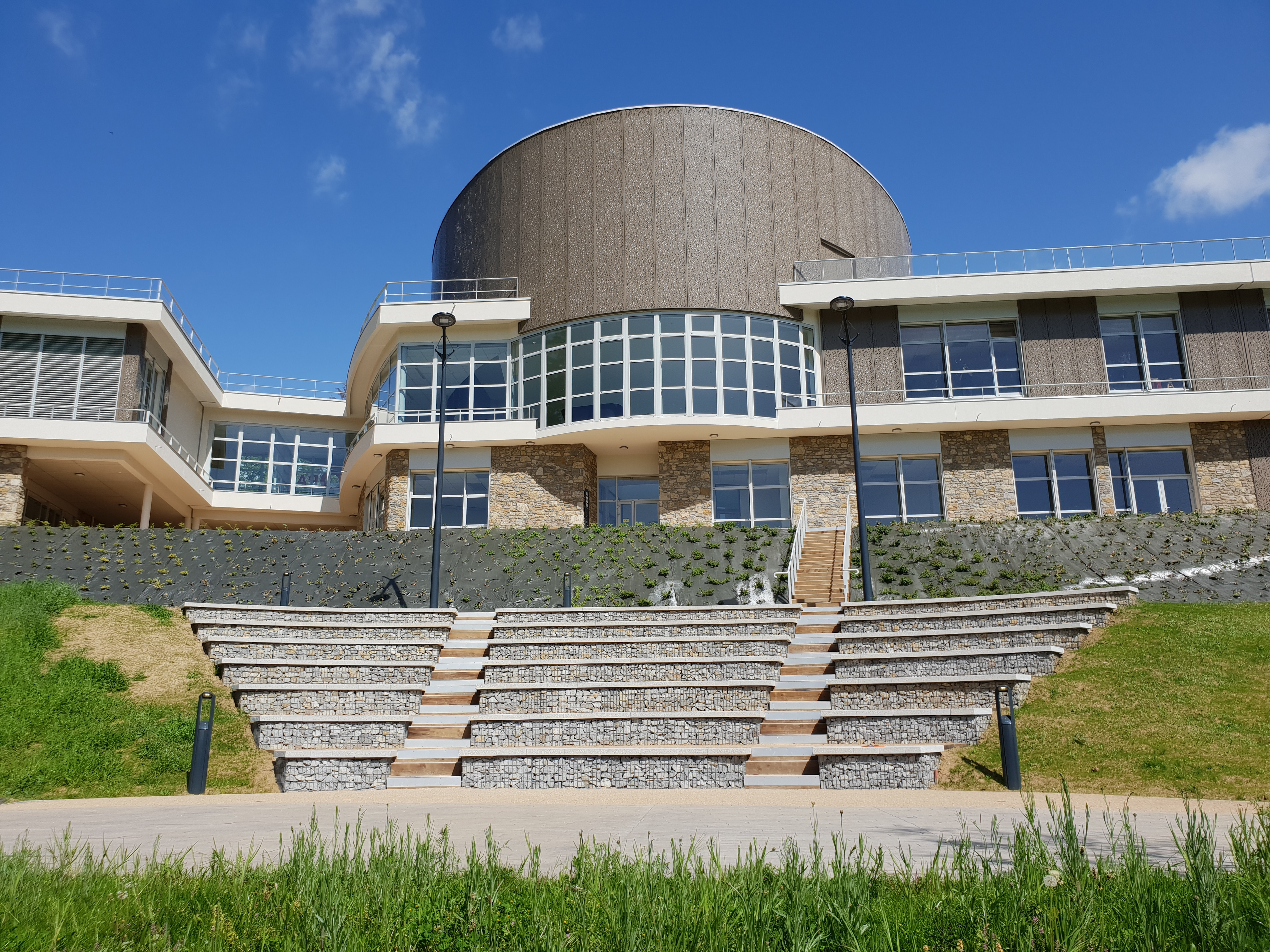
Pôle culturel Agora.
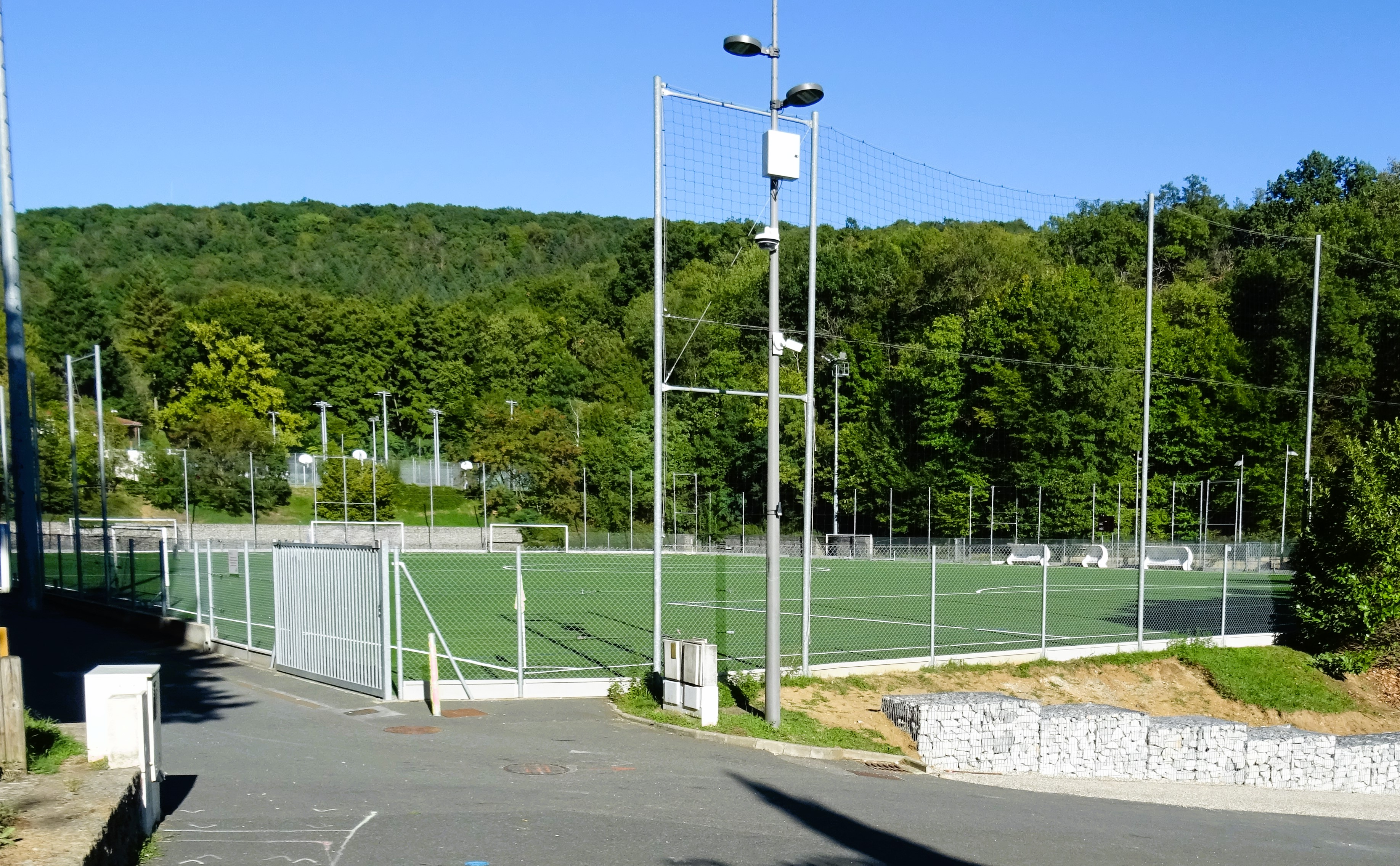
Stade de football.
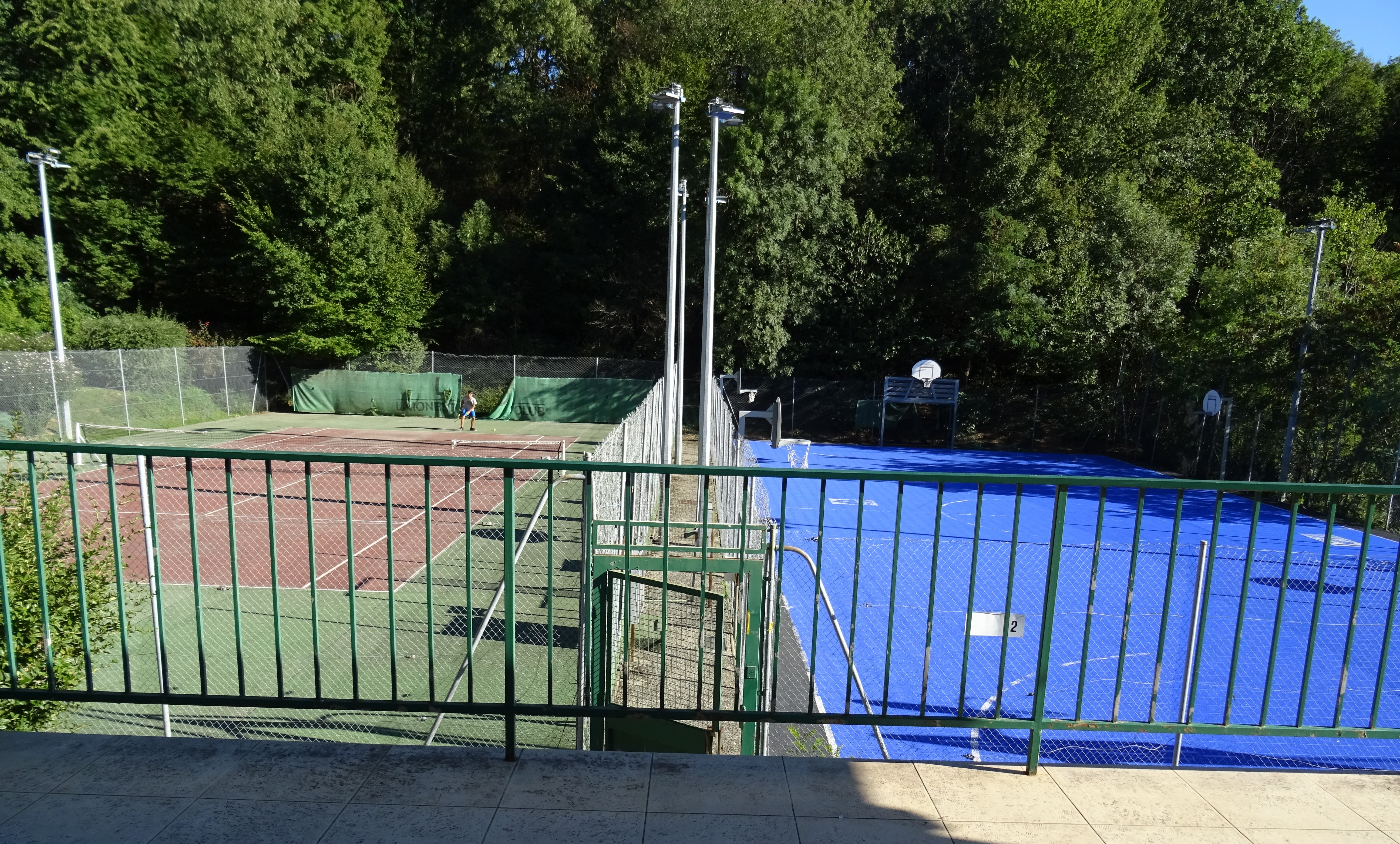
Autres jeux de balle.

## Politique et administration

### Rattachements administratifs et électoraux

#### Rattachements administratifs
La commune se trouve  dans l'arrondissement de Lyon du département du Rhône
Elle était depuis 1793 le chef-lieu du canton de Limonest. Dans le cadre du redécoupage cantonal de 2014 en France, cette circonscription administrative territoriale a disparu, et le canton n'est plus qu'une circonscription électorale, qui n'existe d'ailleurs plus dans le périmètre de la Métropole de Lyon..

#### Rattachements électoraux
Pour les élections à la métropole de Lyon, la commune fait partie de la circonscription Val de Saône.
Pour l'élection des députés, elle fait partie de la cinquième circonscription du Rhône.

### Intercommunalité
Limonest était membre de la communauté urbaine de Lyon, un établissement public de coopération intercommunale (EPCI) à fiscalité propre créé en 1969 et auquel la commune avait transféré un certain nombre de ses compétences, dans les conditions déterminées par le code général des collectivités territoriales.
Dans le cadre des dispositions de la loi de modernisation de l'action publique territoriale et d'affirmation des métropoles du 27 janvier 2014, cette intercommunalité devient le 1er janvier 2015 la Métropole de Lyon, une collectivité à statut particulier qui exerce à la fois les compétences d'un département et celles d'une intercommunalité. Dans ce cadre, le territoire de Limonest ne relève plus des compétences du conseil départemental du Rhône.
La commune est membre du syndicat mixte Plaines Monts d'Or.

### Tendances politiques et résultats
Lors du premier tour des élections municipales de 2020, la liste UDI menée par le maire sortant Max Vincent obtient la majorité absolue des suffrages exprimés, avec 1 013 voix (66,82 %, 23 conseillers municipaux élus), battant très largement la liste DVD menée par Éric Mazoyer (503 voix, 33,17 %, 4 conseillers municipaux élus).

Lors de ce scrutin marqué par la pandémie de Covid-19 en France, 42,32 % des électeurs se sont abstenus.

### Liste des maires
| Période                                  | Période                        | Identité       | Étiquette                   | Qualité |
| ---------------------------------------- | ------------------------------ | -------------- | --------------------------- | --- |
| Les données manquantes sont à compléter. |                                |                |                             | |
| 1945                                     | 1950                           | Étienne Fillot |                             | |
| 1950                                     | mars 1965                      | Antoine Godard |                             | |
| mars 1965                                | mars 1971                      | M. Boustugue   |                             | |
| mars 1971                                | 1979                           | M. Bonneton    |                             | |
| 1979                                     | En cours (au 19 novembre 2022) | Max Vincent    | UDF puis MoDem puis FED-UDI | Attaché principal d'administration Conseiller régional de Rhône-Alpes (1998 → 2004) Conseiller général de Limonest (2008 → 2015) Réélu pour le mandat 2020-2026 |

### Politique de développement durable
La commune a engagé une politique de développement durable en lançant une démarche d'Agenda 21 en 2009.

### Distinctions et labels
En 2014, la commune obtient le niveau « une fleur » au concours des villes et villages fleuris..

### Jumelages
- Boura  Burkina Faso depuis 1985.

## Équipements et services publics

### Enseignement
- École maternelle publique
- École publique primaire Antoine Godard
- École élémentaire privée Saint Martin
- Collège Aux Lazaristes La Salle
- Institut Sandar - Lycée d'enseignement général et d'agrotechnologie
- ETP Studio M - École technique privée de l'image, du son et des arts appliqués

### Équipements sportifs
Les équipements sportifs comprennent un circuit de Bicross, le parc des sports inauguré en 1994 (terrain de football sur gazon, gymnase utilisé pour la pratique en salle de sports par équipes et d'arts martiaux, et salle annexe destinée spécifiquement à la gymnastique depuis 2006) et un terrain de football en pelouse synthétique inauguré le 5 septembre 2009.

### Équipements culturels

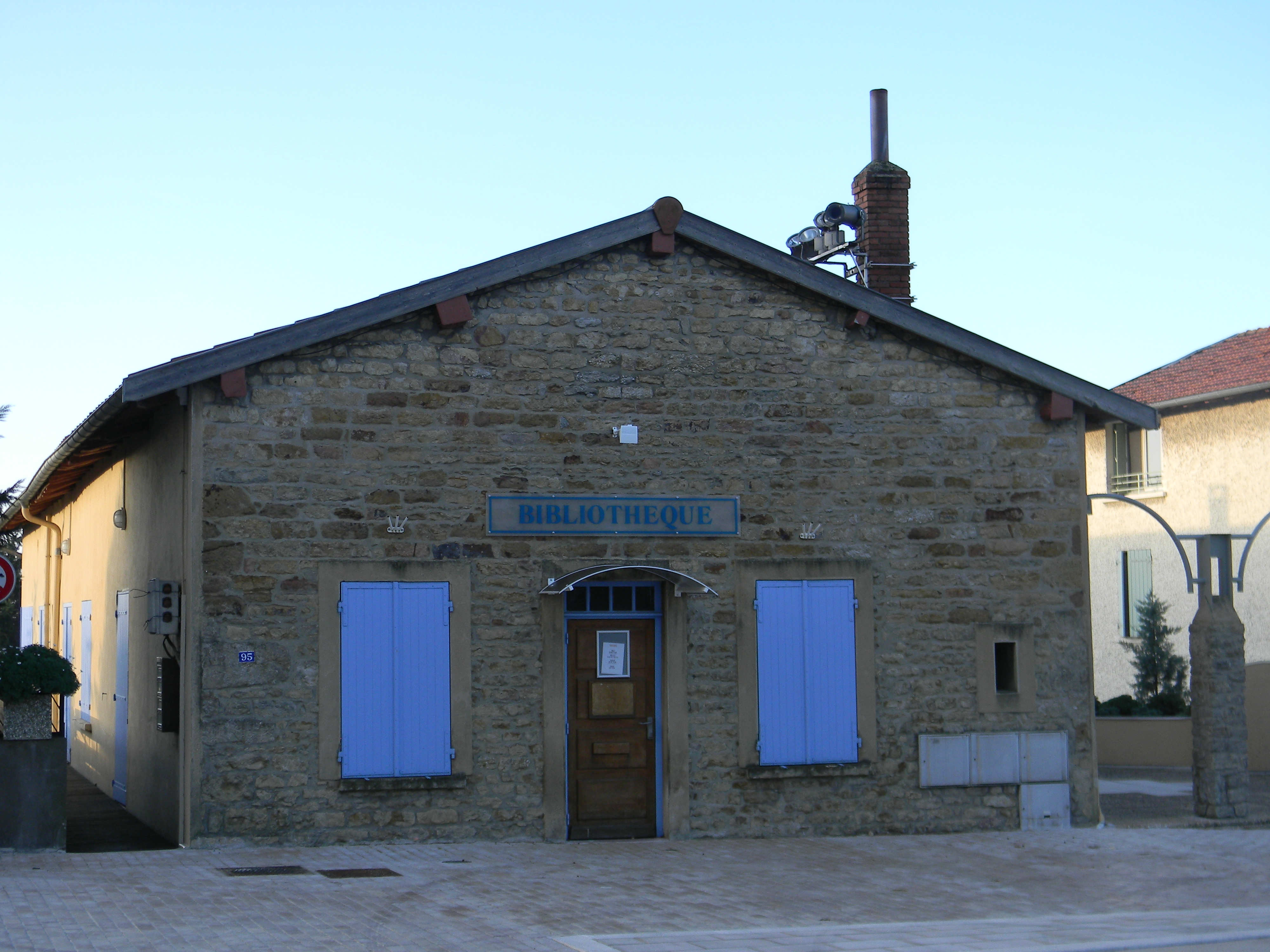
La bibliothèque.

Les équipements culturels comprennent :
- le conservatoire de musique de Limonest ;
- la salle des fêtes ;
- la bibliothèque.

Imaginé à partir de 2008, le pôle culturel L’Agora est inauguré en juin 2018 : il comprend une bibliothèque, un auditorium, une salle de répétition et une salle de danse qui sont occupés par des associations.

### Justice, sécurité, secours et défense
Les habitants sont protégés par le service départemental métropolitain d'incendie et de secours (SDMIS). Ce sont les sapeurs-pompiers professionnels de la caserne de Lyon-Duchère qui interviennent sur leurs secteurs.

## Population et société

### Démographie
L'évolution du nombre d'habitants est connue à travers les recensements de la population effectués dans la commune depuis 1793. Pour les communes de moins de 10 000 habitants, une enquête de recensement portant sur toute la population est réalisée tous les cinq ans, les populations de référence des années intermédiaires étant quant à elles estimées par interpolation ou extrapolation. Pour la commune, le premier recensement exhaustif entrant dans le cadre du nouveau dispositif a été réalisé en 2006.

En 2022, la commune comptait 3 933 habitants, en évolution de +7,02 % par rapport à 2016 (Rhône : +3,93 %, France hors Mayotte : +2,11 %).
| 1793 | 1800 | 1806 | 1821 | 1831 | 1836 | 1841  | 1846  | 1851  |
| ---- | ---- | ---- | ---- | ---- | ---- | ----- | ----- | ----- |
| 551  | 548  | 596  | 520  | 745  | 906  | 1 082 | 1 153 | 1 060 |

| 1856  | 1861  | 1866  | 1872 | 1876  | 1881 | 1886 | 1891 | 1896 |
| ----- | ----- | ----- | ---- | ----- | ---- | ---- | ---- | ---- |
| 1 119 | 1 065 | 1 031 | 939  | 1 212 | 979  | 910  | 909  | 946  |

| 1901 | 1906  | 1911 | 1921 | 1926 | 1931  | 1936  | 1946  | 1954  |
| ---- | ----- | ---- | ---- | ---- | ----- | ----- | ----- | ----- |
| 981  | 1 039 | 933  | 910  | 985  | 1 000 | 1 113 | 1 321 | 1 615 |

| 1962  | 1968  | 1975  | 1982  | 1990  | 1999  | 2006  | 2011  | 2016  |
| ----- | ----- | ----- | ----- | ----- | ----- | ----- | ----- | ----- |
| 1 492 | 1 751 | 1 941 | 2 131 | 2 459 | 2 733 | 3 007 | 3 312 | 3 675 |

| 2021  | 2022  | - | - | - | - | - | - | - |
| ----- | ----- | - | - | - | - | - | - | - |
| 3 838 | 3 933 | - | - | - | - | - | - | - |

#### Pyramide des âges
La population de la commune est relativement jeune.
En 2018, le taux de personnes d'un âge inférieur à 30 ans s'élève à 37,5 %, soit en dessous de la moyenne départementale (40,2 %). À l'inverse, le taux de personnes d'âge supérieur à 60 ans est de 24,8 % la même année, alors qu'il est de 21,9 % au niveau départemental.
En 2018, la commune comptait 1 811 hommes pour 1 837 femmes, soit un taux de 50,36 % de femmes, légèrement inférieur au taux départemental (51,92 %).
Les pyramides des âges de la commune et du département s'établissent comme suit.
| Hommes | Classe d’âge | Femmes |
| ------ | ------------ | ------ |
| 0,6    | 90 ou +      | 2,7    |
| 6,5    | 75-89 ans    | 10,0   |
| 15,0   | 60-74 ans    | 14,9   |
| 19,8   | 45-59 ans    | 18,7   |
| 18,3   | 30-44 ans    | 18,6   |
| 20,5   | 15-29 ans    | 18,5   |
| 19,4   | 0-14 ans     | 16,6   |

| Hommes | Classe d’âge | Femmes |
| ------ | ------------ | ------ |
| 0,7    | 90 ou +      | 1,7    |
| 6,2    | 75-89 ans    | 8,4    |
| 13     | 60-74 ans    | 14,2   |
| 18,4   | 45-59 ans    | 17,7   |
| 20,3   | 30-44 ans    | 19,5   |
| 21,8   | 15-29 ans    | 21,1   |
| 19,6   | 0-14 ans     | 17,4   |

### Sports
Chaque année se déroule le « Septembre sportif » sur la commune durant trois week-end consécutifs :
- la course pédestre des 3 Monts (15 km) et La Limonoise (8 km) ;
- la course cycliste Polymultipliée lyonnaise ;
- la course automobile de côte Limonest - Mont Verdun.

Célébrant chaque année la fin de la saison du championnat de France automobile de la montagne 1re division, cette course sillonnant sur ses 2,6 km les courbes du mont Verdun les menant à son sommet, est aujourd'hui, et ce malgré son interruption durant les années 1940 et 1950, l'une des plus anciennes au monde, la première édition datant en effet de 1905. La compétition est ouverte aux voitures de course de type « sport » (F2, F3, F3000, etc.), « production », et depuis 1996, aux véhicules historiques de compétitions (VHC).
La Chronocôte est une course chronométrée se déroulant en avril, pouvant être pédestre ou en VTT. Elle a pour parcours uniquement la montée du mont Verdun avec un départ individuel toutes les 20 secondes au pied de la route du mont et une arrivée au sommet de celui-ci par la route.
Le club de football de la commune, FC Limonest-Dardilly-Saint-Didier (FCLDSD) fondé en 1969 évolue en National 3 (5e échelon National). Lors de la saison 2019-2020 qui fête par ailleurs son 50e anniversaire, le FCLDSD réalise une performance historique en se hissant en 1/8e de finale de la Coupe de France de Football. Lors de ce 1/8e de Finale, le club est le Petit Poucet PMU de la compétition et s’incline malheureusement et cruellement face au Dijon FCO (pensionnaire de Ligue 1 à l’époque) à la dernière seconde des prolongations (1-2).

### Manifestations culturelles et festivités
- Célébration annuelle du 8 mai, 14 juillet et 11 novembre
- Le Carnaval des écoles
- Fêtes de la Francophonie
- Célébration des Conscrits (mai)
- Fête de la musique (juin)
- Beaujolais Nouveau (novembre)
- Célébration du 8 décembre

## Économie

### Revenus de la population et fiscalité
En 2010, le revenu fiscal médian par ménage était de 46 642 € ce qui plaçait Limonest au 607e rang parmi les 31 525 communes de plus de 39 ménages en métropole.
En 2012, la part des ménages fiscaux imposés de la commune était de 79,1 %.

### Entreprises et commerces
La ville possède une antenne de la chambre de commerce et d'industrie de Lyon. Elle accueille aussi la base aérienne 942 Lyon-Mont Verdun et des entreprises comme DCforData.
Proche de l'autoroute A6, le pôle commercial Porte de Lyon comprend de nombreuses enseignes comme Auchan, Darty, Decathlon, Lapeyre, Saint-Maclou ou Boulanger et des chaînes de restauration telles Burger King, Buffalo Grill ou Flunch.

### Emploi
La zone d'aménagement concerté (ZAC) du Parc du Puy d'Or, qui se développe depuis 2010, a pour but de renforcer l'offre tertiaire du Pôle économique ouest de Lyon (Techlid), qui est le second site d'emploi tertiaire de l'agglomération lyonnaise.
Le taux de chômage, en 2013, pour la commune s'élève à 7,1 %, un chiffre nettement inférieur à la moyenne nationale (10,4 %).

## Culture locale et patrimoine

### Lieux et monuments
- Château de la Barollière du XIVe siècle inscrit monument historique par arrêté du 7 juin 1926.
- Château de Sans-Souci
- Château de Sandar
- La Batterie des Carrières, située dans les hauteurs du Mont Verdun, est un ouvrage fortifié daté de 1874 et géré et entretenu par l'association Limonest Patrimoine.
- Église Saint Martin Néo-romane à 3 nefs de 5 travées. Construite en 1845, rénovée en 1966 et en 2003, elle est bâtie de pierres des Monts d'Or (Vitrail en création de Joël Mône « La Genèse » (2001) réalisation Vitrail Saint-Georges)
- La Route Buissonnière entre Fontainebleau et Lyon traverse la commune par la RD 385 (ex-RN 485).
- MUSCO, musée du chocolat.

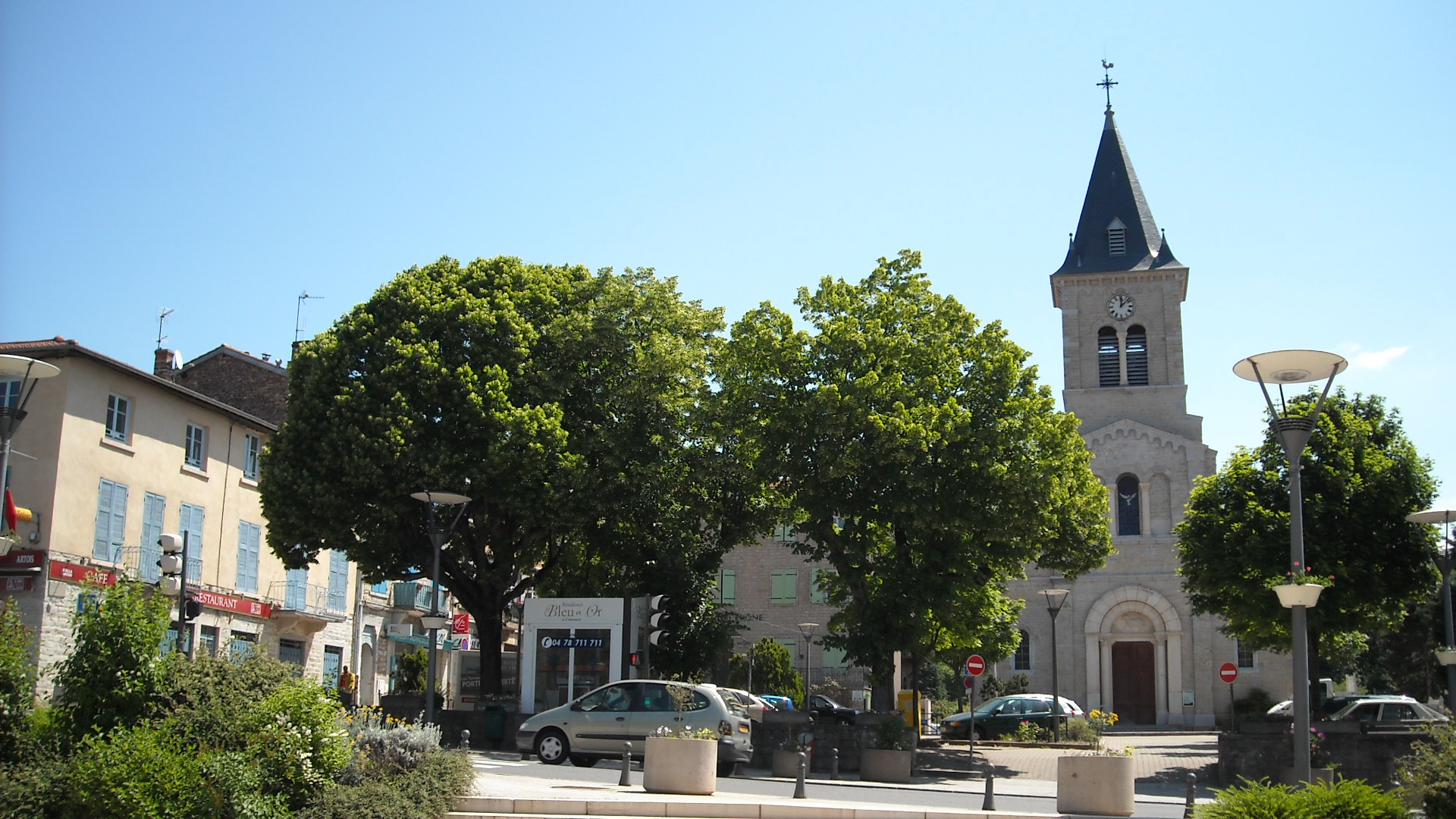
Église Saint-Martin sur la place Décurel avant rénovation de cette dernière en 2012
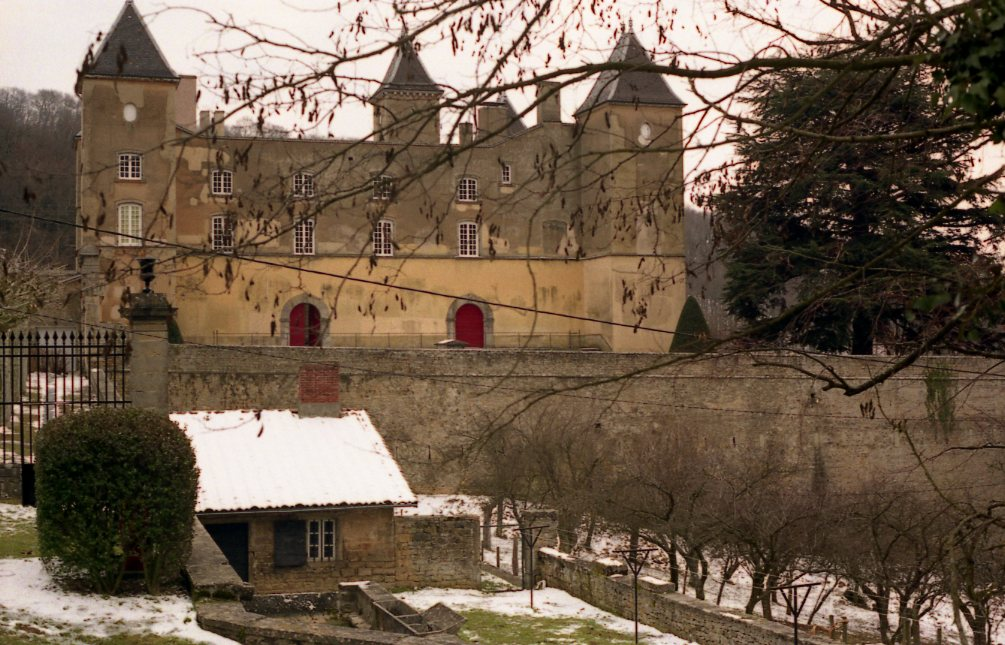
Le château de la Barollière
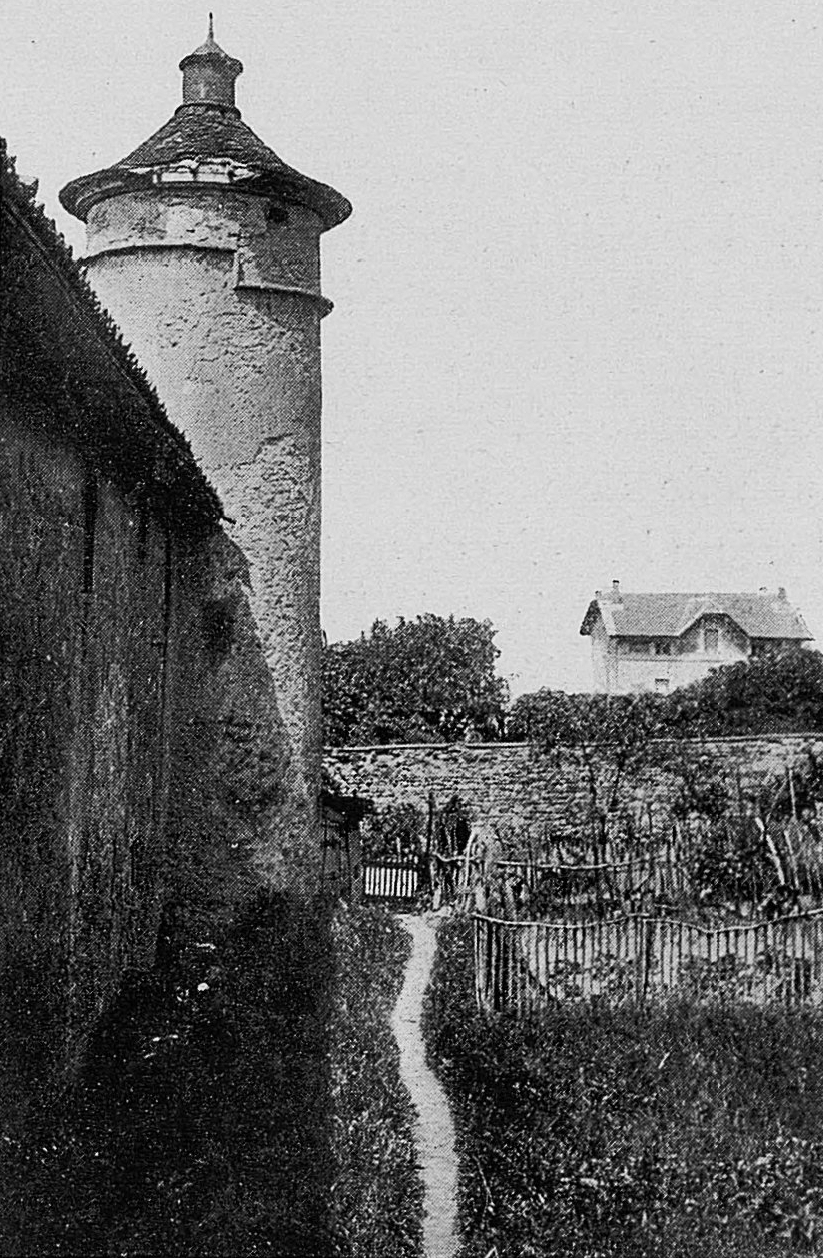
La tour de la maison de la forge au début du XXe siècle
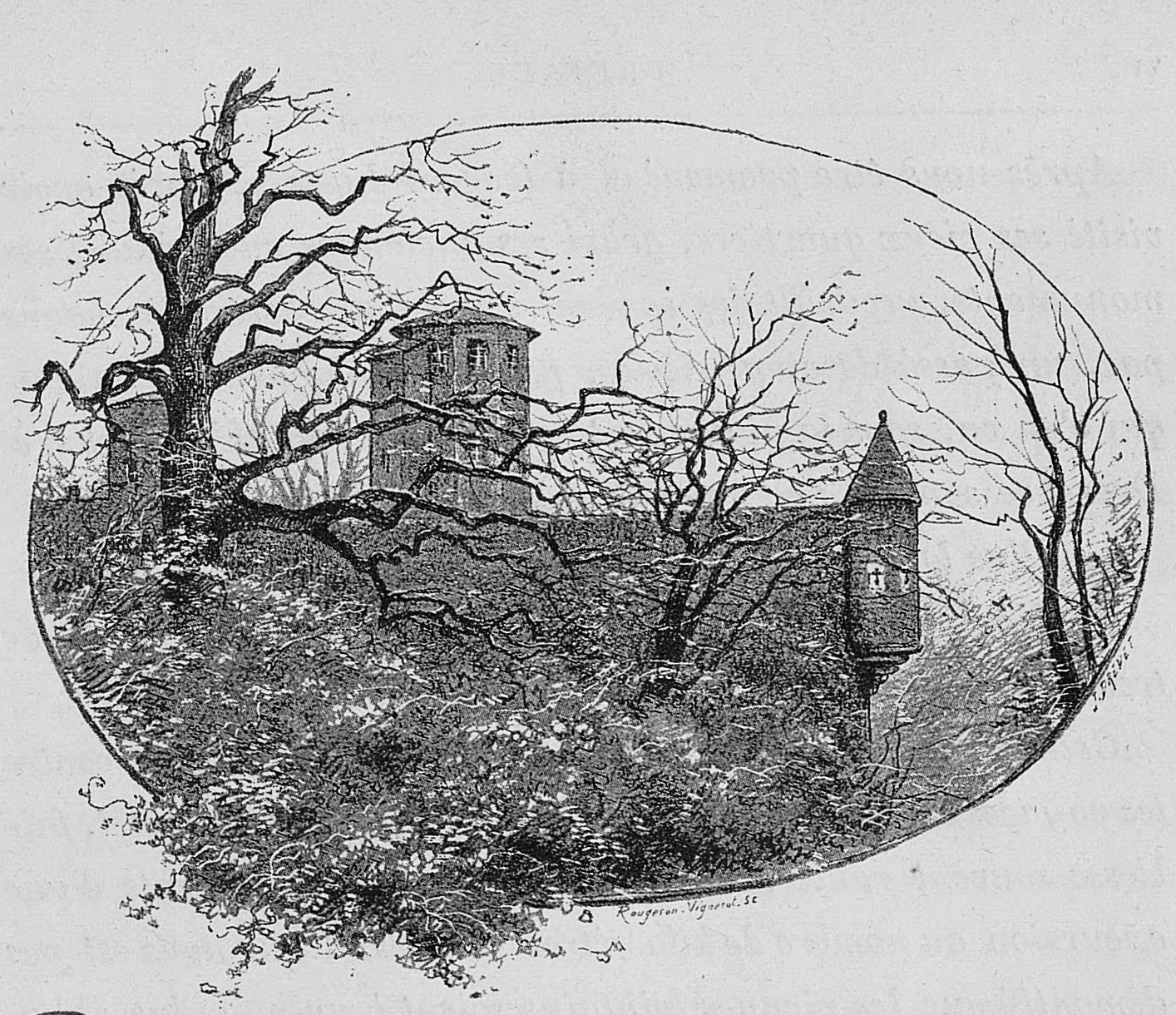
Le manoir de la Roussilière illustré par Joannès Drevet (1854–1940).
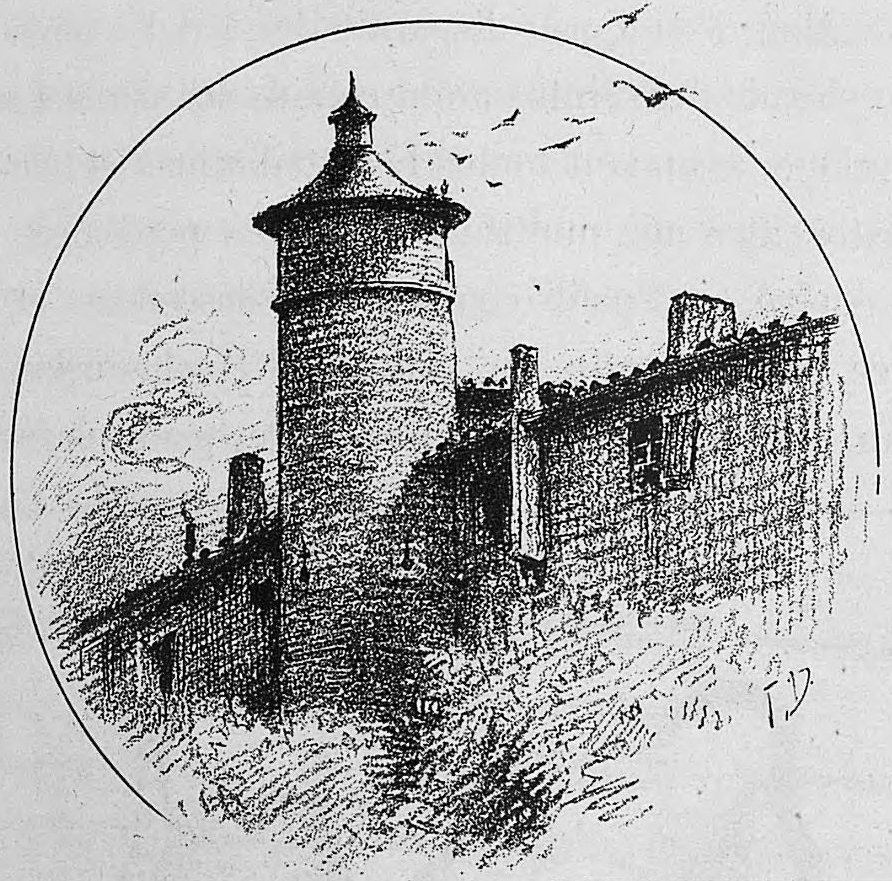
La maison de la Forge illustrée par J. Drevet.
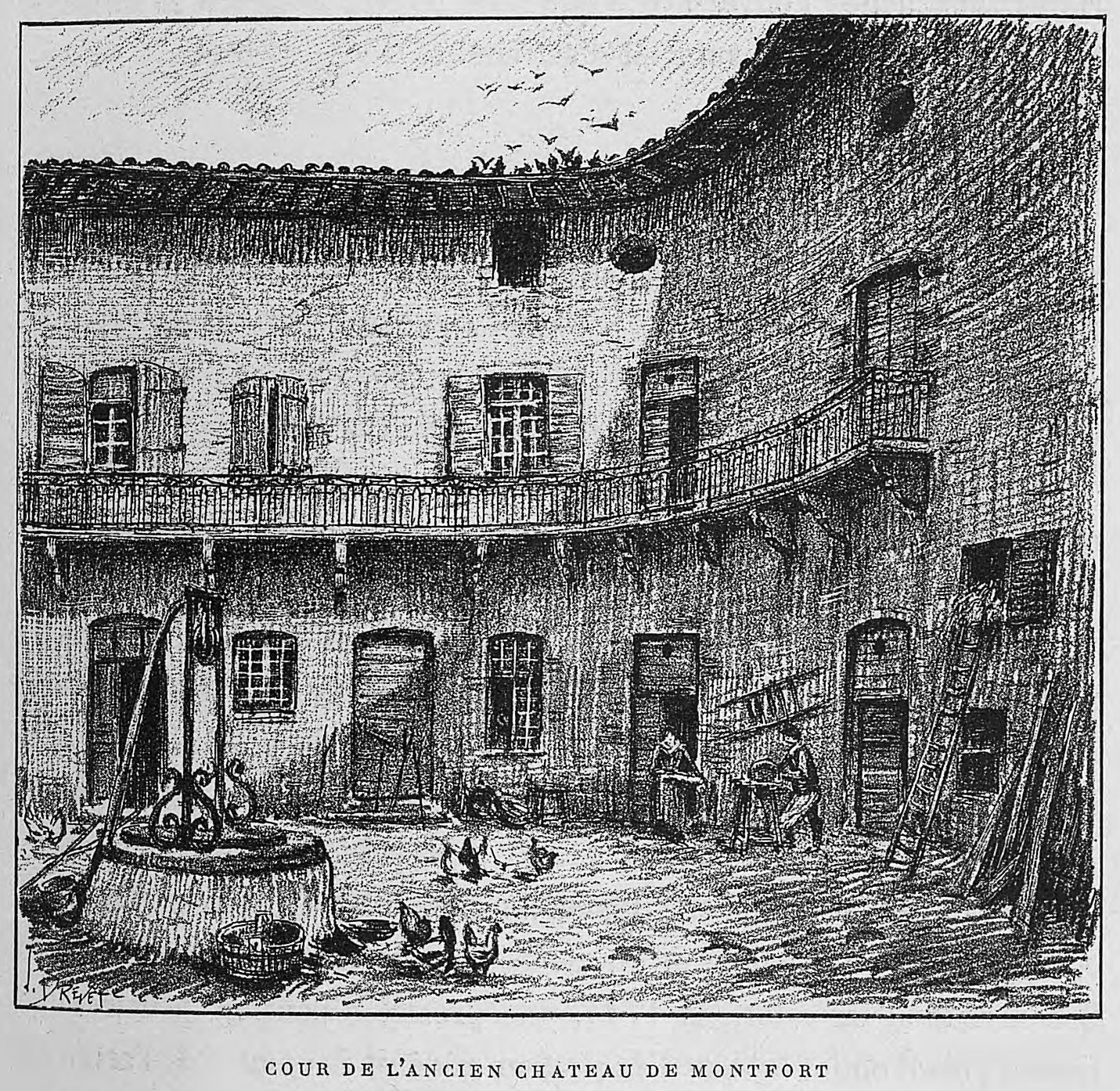
La cour de l'ancien château de Montfort illustrée par J. Drevet.

### Personnalités liées à la commune
- Joseph Bail (1862-1921), artiste peintre né dans la commune ;
- Michel Luizet (1866-1918), astronome adjoint à l'observatoire de Lyon ;
- Gustave André (1908-1944), Compagnon de la Libération fut assassiné par les Nazis à “La Croisée des Chemins” le 29 août 1944 ;
- Ludovic Giuly (1976-), footballeur professionnel de 1994 à 2013, élu au conseil municipal de 2008 à 2014;

### Héraldique, devise et logotype
| Blason de Limonest | Blason  | De gueules au rocher de trois coupeaux d'or, accosté à dextre d'un griffon contourné du même et à senestre d'un lion d'argent couronné aussi d'or. |
| Blason de Limonest | Détails | Le statut officiel du blason reste à déterminer.                                                                                                   |